# St-Junien
Die ehemalige Stiftskirche (frz. Collégiale) Saint-Junien steht inmitten der gleichnamigen französischen Ortschaft mit knapp 11.000 Einwohnern (2006), die im Département Haute-Vienne in der Région Nouvelle-Aquitaine, etwa 30 Kilometer westlich von Limoges, 20 Kilometer nordwestlich von Rochechouart und unmittelbar am Fluss Vienne liegt.

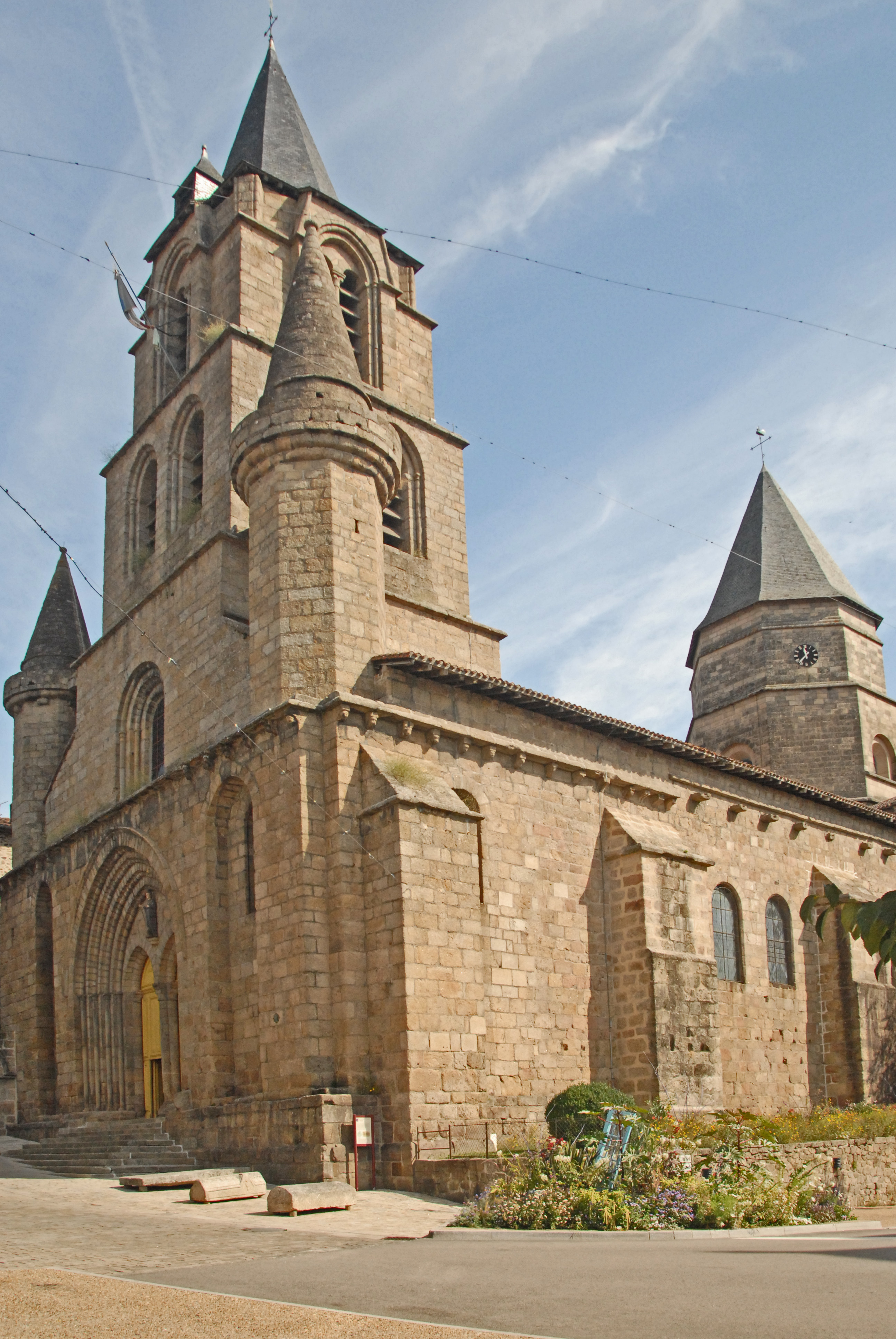
St-Junien, Langhaus mit Westwerk, von Südwesten

Die im Wesentlichen romanische Kirche besitzt ein geräumiges dreischiffiges Langhaus, über dessen erstem Joch sich ein dreitürmiges Westwerk erhebt, ein über dessen Außenwände weit ausladendes Querhaus mit einem Vierungsglockenturm und einem fast gleich großen Chorhaupt, wie das Langhaus, mit einem rechteckigen Umgangschor und einem flachen Ostabschluss. An ihr wurde kontinuierlich von den 1090er Jahren bis fast in die Mitte des 13. Jahrhunderts gebaut. Das Stift Saint-Junien lag an einer der vier Hauptrouten des mittelalterlichen Jakobswegs in Frankreich, der Via Lemovicensis, und profitierte vor allem im 12. Jahrhundert von der Spendenbereitschaft der zahlreichen Pilger.

## Historisches
Die Geschichte von Saint-Junien beginnt etwa mit dem Jahre 500 unserer Zeitrechnung, als Saint-Amand (lat. Amandus: der Liebenswerte), ein Asket ungarischer Herkunft, sich entschied, am nördlichen Ufer der Vienne an einem Ort zu leben, der damals Comodoliac genannt wurde, bei dem Ruricius, 485 bis 507/10 Bischof von Limoges, ihm eine bescheidene Zelle angeboten hatte. Zu ihm gesellte sich ein junger Mann namens Junien (Junian), der aus dem Norden Frankreichs kam, ein Sohn eines Grafen von Cambrai, der seine Familie im Alter von fünfzehn Jahren verlassen hatte, um ein Schüler des Saint-Amand zu werden. Die Legende berichtet, dass er in einer kalten Nacht an die Tür des heiligen Amand klopfte, dieser aber ihm nicht öffnete. Junien musste daraufhin draußen schlafen, wo er wie durch ein Wunder von der Kälte des Schnees verschont worden ist. Er lernte von Amand den christlichen Glauben zu predigen und Krankheiten zu heilen. Nach dem Tode seines Herrn lebte er als Eremit dort, wo heute die Stiftskirche steht. Père Junien übertraf noch den weit reichenden Ruf seines väterlichen Freundes mit seiner eigenen Heilkunst. Er verbrachte an diesem Ort vierzig Jahre bis zu seinem Tod im Jahr 540.
Zwischen 507 und 550 war Roric II. Bischof von Limoges und fest davon überzeugt, dass ihn Junien von einem schweren Leiden geheilt hatte. Er veranlasste daher die würdige Bestattung des verstorbenen Saint-Junien, dessen Grab er zunächst mit einem Oratorium und einem Altar in Comodoliac ausstattete, welcher Saint-André gewidmet worden ist. Nicht lange danach beschloss Roric nach seinem eigenen Ableben neben den Gebeinen von Saint-Junien bestattet zu werden. Dazu wollte er über den Grabstätten eine Kirche errichten lassen. Er hinterließ bei seinem Tod einen beträchtlichen Betrag zur Gründung eines Klosters mit Kanonikern.
Mit dem Bau der ersten Kirche und ihrer Abteigebäude wurde im Jahr 544 begonnen. Über das damalige Aussehen und die Dimension der Bauwerke gibt es keine Überlieferungen. Von dieser Kirche kennt man nur zwei Granitsäulen, die beim Einsturz der Kuppel und des Glockenturms der Stiftskirche im Jahr 1923 entdeckt worden sind. Im Jahr 593 wurde Gregor von Tours bei einem Besuch durch die Größe der Wallfahrt zum Grab des Heiligen beeindruckt. Schnell wurde rund um die Abtei zu Ehren des Heiligen ein städtisches Gebiet errichtet.
Etwa 350 Jahre später, in der zweiten Hälfte des 9. Jahrhunderts, stürzten die Kirche und anderen Gebäude der Abtei von Comodoliac wegen Altersschwäche oder auch durch Erdbeben ein, vielleicht wurden sie aber auch durch die Normannen oder/und die Sarazenen angegriffen und weitestgehend zerstört.
Anfang der 1090er Jahre begann das Kapitel der Kanoniker mit dem Wiederaufbau der Stiftskirche und der Klostergebäude unter Israel, dem ersten Propst des Stiftskapitels, die zunächst St-André gewidmet und von Raynaud, Bischof von Périgueux, am 21. Oktober 1100 konsekriert wurden, anstelle vom Bischof von Limoges, Pierre Viroald. Die Reliquien des Heiligen wurden dabei exhumiert und in einem noch schlichten Sarkophag hinter dem Hauptaltar bestattet. Ob das damalige Chorhaupt über einen gerundeten Ostabschluss mit Umgang verfügte oder über einen flachen, etwa wie heute, mit zweimal rechtwinklig abgeknicktem Chorumgang, ist nicht bekannt.
Die im Mittel- und Querschiff erhaltenen Fresken stammen aus der frühen Erbauungszeit, dem 11. und 12. Jahrhundert. Das Grabmal des Saint-Junien, ein bildhauerisches Kunstwerk, wurde im 12. Jahrhundert geschaffen.

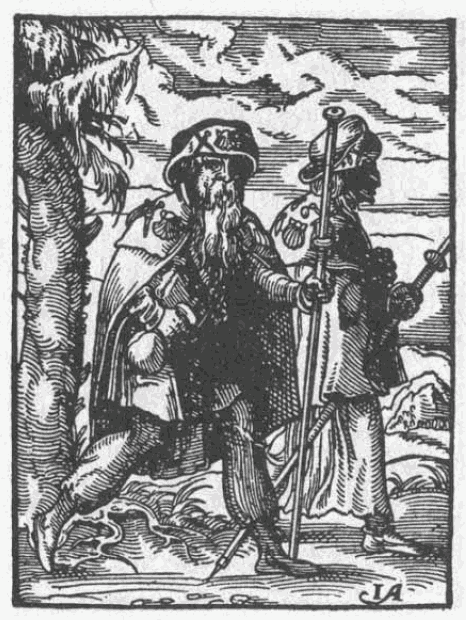
Jakobspilger, Holzschnitt von 1568

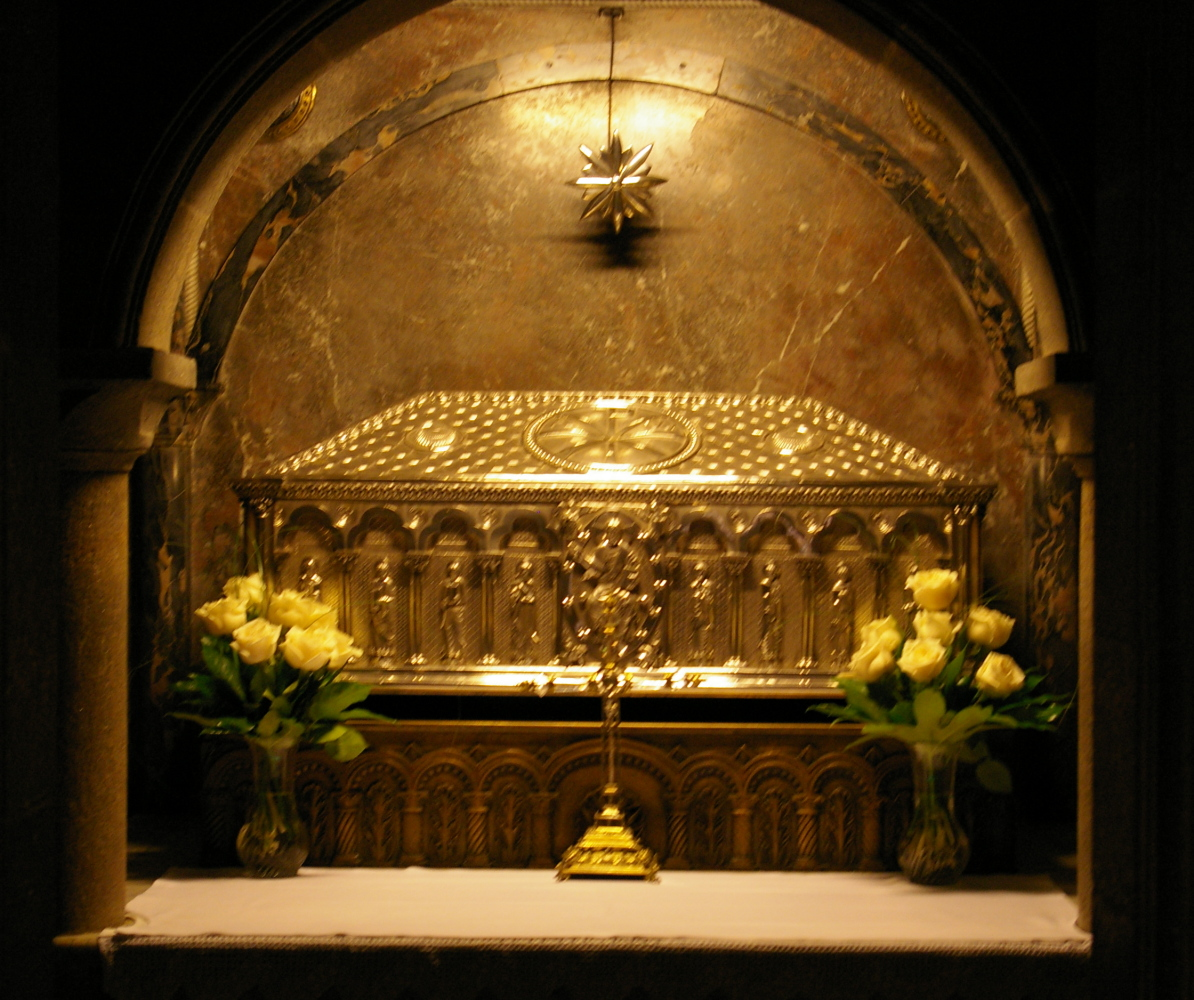
Jakobsgrab, Santiago de Compostela

Die gegen Ende des 11. Jahrhunderts einsetzenden Pilgerfahrten nach Santiago de Compostela in Nordspanien und die damit verbundenen Spendeneinnahmen fielen ungefähr zusammen mit der Konsekration des ersten Abschnitts des Wiederaufbaus der Stiftskirche. Die nächsten Erweiterungen, die des Westwerks und des Chorbereichs, fanden in der großen Blütezeit der Wallfahrt nach Santiago in der ersten Hälfte des 12. Jahrhunderts statt, in der die Pilger jährlich zu Hunderttausenden nach Süden zogen. So formierten sich in Frankreich vier Hauptrouten, begleitet von einem Netz zahlreicher Nebenrouten.
An diesen Wegen entstanden zahlreiche neue Kirchen, Klöster, Hospize, Herbergen und Friedhöfe, und vorhandene Einrichtungen wurden den neuen Anforderungen entsprechend erweitert. Man brauchte für eine Pilgerkirche vor allem mehr Bewegungsflächen für die zahlreichen Pilger, wie Chorumgänge und Seitenschiffe, und möglichst viele Kapellen zur Präsentation von Reliquien und deren Verehrung.
Saint-Junien liegt auf einer der vier Hauptrouten in Frankreich, der Via Lemovicensis, von Vezelay (Burgund) nach Ostabat (vor dem Pyrenäenübergang).
Als nach Mitte des 12. Jahrhunderts die Streitereien zwischen Frankreich und England um Aquitanien begannen, gingen die Pilgerbewegungen zurück. Die Kriege des 13./14. Jahrhunderts, wie etwa der Hundertjährige Krieg (1339–1453), brachten einen dramatischen Einbruch. Die Chorherren konnten somit von den letzten Erweiterungen ihrer Stiftskirche nicht mehr lange profitieren. Ihnen blieben allerdings die Reliquien des St-Junien, St-Amand und St-Martial als bedeutende Pilgerziele der Region.
Die Attikaaufmauerungen kamen in den folgenden unsicheren Zeiten als Wehr- und Verteidigungseinrichtungen in Mode, die nach Mitte des 12. Jahrhunderts begannen und in den Kriegen des 13. bis 16. Jahrhunderts gipfelten, so auch für Saint-Junien. Eine einigermaßen sichere Datierung ist nicht bekannt, sie waren aber möglicherweise im 13. Jahrhundert schon Standardausrüstung.
Die Fassade und der westliche Glockenturm wurden im Jahr 1160 erbaut. Seine oberen Teile stammen aus dem 13. Jahrhundert, sind aber unvollendet geblieben.
Von 1200 bis 1230 wurde die Stiftkirche noch einmal erweitert, beziehungsweise das Chorhaupt im Osten um zwei Joche verlängert, auf etwa die gleiche Länge wie das Langhaus. Der um drei Stufen erhöhte Boden des Chorraums in Länge von Joch eins bis vier wurde jedenfalls mit einem zwei Mal rechtwinklig abgeknickten Chorumgang umschlossen, der mit dem fünften Joch in einheitlicher Bodenhöhe das Chorhaupt flach abschloss. Man errichtete zu dieser Zeit auch die beiden quadratischen Kapellen an den Ostwänden des Querhauses.
Im Jahr 1223 wurde die nördliche Querhauskapelle umgebaut und um ein Stockwerk erhöht zur Präsentation der neu erworbenen Reliquien des ersten Bischofs von Limoges, des Saint-Martial, und um im Obergeschoss den Kirchenschatz unterzubringen. In dieser Zeit muss auch der rechteckige untere Abschnitt des Treppenturms gebaut worden sein, der das Obergeschoss erschlossen hat. Im Jahr 1906 wurde das Dach dieser Kapelle abgesenkt. Ebenfalls im 13. Jahrhundert hat man dort noch eine Kapelle an das zweite und dritte Chorjoch angebaut, die seitdem den Altar und die Büste mit den Reliquien des Saint-Amand beherbergt.
Im 15. Jahrhundert wurde an die nördliche Langhauswand im dritten Joch eine Kapelle geringer Tiefe angebaut. Im Jahre 1485 wurde der Chor restauriert, dessen Gewölbe ruinös zu werden drohten. Dieser Reparatur folgte eine neue Weihe am 27. April 1488.

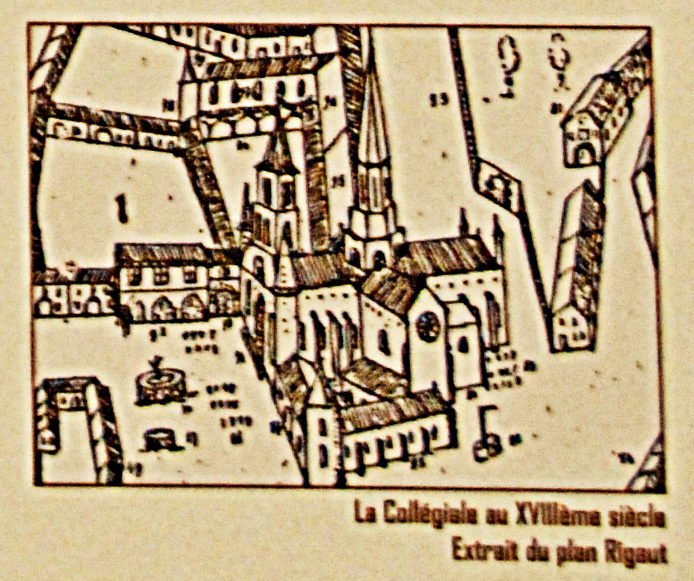
Collegiat St-Junien, Grafik, 18. Jh.

Eine Grafik aus dem 18. Jahrhundert, in Art einer Luftaufnahme aus südwestlicher Richtung, zeigt wahrscheinlich den Zustand vor der Französischen Revolution und zwar das Bauwerk der Kirche mit umfangreichen noch intakten Konventsgebäuden. Das Westwerk entspricht etwa dem heutigen Zustand. Der Vierungsturm besitzt hier allerdings noch ein drittes, hoch gestrecktes oktogonales Geschoss mit allseitiger Durchfensterung und einem sehr hoch aufragenden Turmhelm. Im Winkel zwischen Langhaus und südlichem Querhausarm gab es einen Kreuzgang, der von weiteren erdgeschossigen Konventsgebäuden umschlossen war, an dessen Südwestecke ein runder Turm angefügt war. Auch auf der Nordseite der Kirche schloss sich ein großräumiger Hof mit Kreuzgangarkaden an, dessen Nord- und Ostgalerien von zweigeschossigen Gebäuden umgeben waren. Auf der West- und Nordseite dieses Hofes waren noch zwei weitere Höfe angefügt, die von kleinen Reihenhäuschen umschlossen wurden. Vor dem Westwerk der Kirche breitete sich ein großer Vorplatz aus mit einem Brunnen in der Mitte.
Der ursprüngliche romanische Hauptaltar, der im vierten Chorjoch unmittelbar vor dem Grabmal des Saint-Junien stand, wurde 1788 abgelöst von einer Neuerwerbung, die aber etwas abgerückt im dritten Joch aufgestellt wurde. Es handelt sich um den ehemaligen Hauptaltar der Abteikirche von Grandmont, in den Bergen von Ambazac, nördlich von Limoges. Die ganze Abtei wurde in diesem Jahr veräußert. Das Kapitel von St-Junien versprach sich vom neuen Altar eine „Errichtung einer Barrikade gegen die große Furcht“ (etwa die Bauernaufstände von 1789). Auf dem Altaraufbau aus weißem Marmor wird eine Szene aus dem Lukas-Evangelium dargestellt: Die Mahlzeit Christi mit zwei seiner Jünger von Emmaus, mit der Segnung des Brotes. Der Altar steht heute im östlichen Arm des Chorumgangs, in Achse des Chors. Der Verbleib des romanischen Altars ist unbekannt. Das Chorgestühl stammt auch aus der Abtei von Grandmont.
Während der Revolutionszeit, nach 1789, wurde das Collegiat geplündert und als Lager von Salpeter und zur Unterbringung von Häftlingen verwendet. Aus der Stiftskirche wurde ein „Tempel der Göttin der Vernunft“. Diese Aktivitäten führten zu Zerstörungen einiger der Fresken. In dieser Zeit verkaufte man wahrscheinlich alle Konventsgebäude als Gemeineigentum zum Abbruch.
Die Vierung der Stiftskirche wurde etwa 700 Jahre lang von einem achteckigen Glockenturm überragt, dessen spitz zulaufender steinerner Helm eine Höhe von circa 50 m erreicht haben soll. Er bestand aus einer ersten Etage, die von acht Arkadenöffnungen durchbrochen war und damit die Vierung erhellte, aus einer zweiten geschlossenen Etage, dann aus einer dritten, der eigentlichen Glockenstube, die abschließend von dem vorgenannten Helm bekrönt wurde. Dieser Glockenturm ist am 19. März 1816 eingestürzt. Schon bald danach widmete man sich seinem Wiederaufbau, bei dem man sich aus Kostengründen auf zwei achteckige Geschosse begrenzte, die von einem hölzernen Helm bekrönt wurden, dessen Spitze die alte Turmhöhe weit unterschritt. Man verzichtete auch auf eine Glockenstube. Diese Arbeiten waren im Laufe des Jahres 1817 abgeschlossen.
Bereits fünf Jahre danach, am 15. Dezember 1922, gaben die neuen Pfeiler des Turms schon wieder nach, und der Turm mit seiner Kuppel und der Turmspitze fielen auf die ersten Joche des Chors. Die Stiftskirche wurde dabei erheblich beschädigt. Der Staat und die Stadt konnten die Öffentlichkeit für den Wiederaufbau mobilisieren, so dass die weitere Finanzierung der nochmaligen Turmerneuerung bis 1937 abgeschlossen war. Dabei entstand der heutige achteckige Vierungsturm mit seiner Pendentifkuppel, den vier Arkadenöffnungen und dem hölzernen Helm.

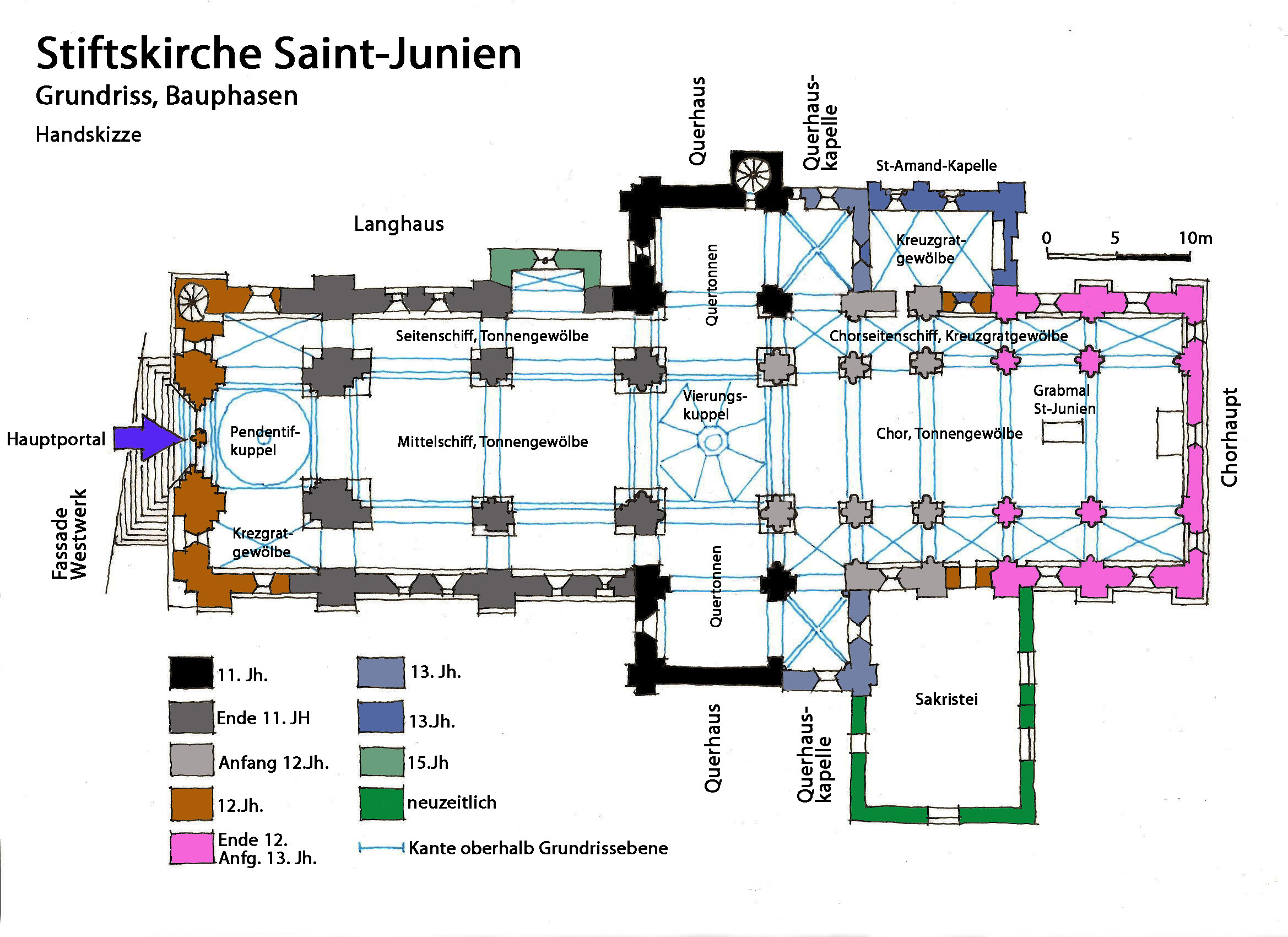
St-Junien, Grundriss, Handskizze

## Bauwerk
Abmessungen (aus der Grundrisszeichnung abgegriffen und hochgerechnet)
- Gesamtlänge außen: 72,0 m, innen: 67,7 m
- Langhauslänge außen: 32,0 m, innen: 29,0 m
- Langhausbreite außen (ohne Pfeilervorlagen): 21,3 m, innen: 18,4 m
- Chorlänge außen: 29,0 m, innen: 24,4 m
- Querhausbreite (ohne Pfeilervorlagen): 10,5 m, Länge: 35,0 m
- Querhausüberstand (ohne Pfeilervorlagen): 7,0 und 6,4 m

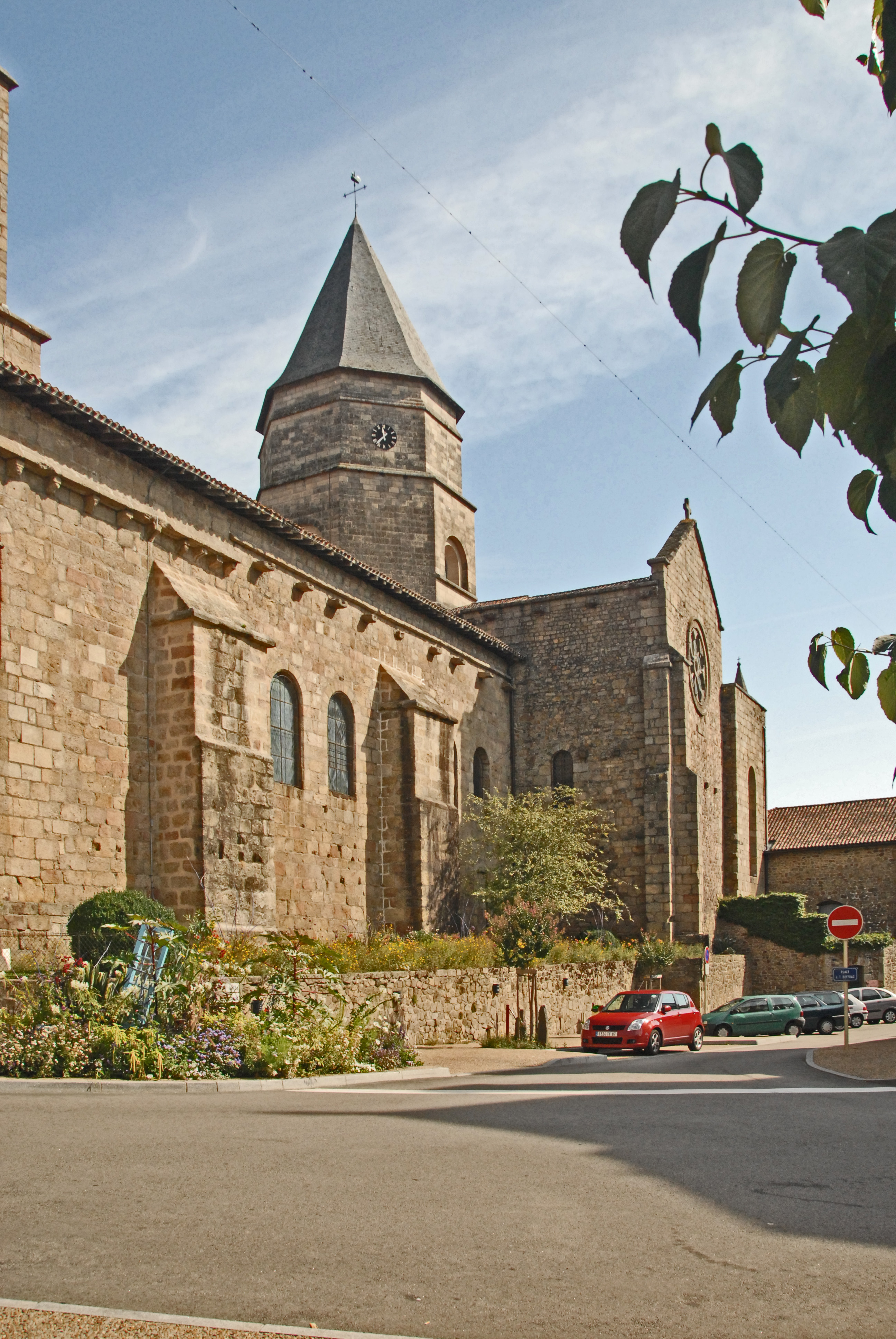
Lang- und Querhaus, Südseite

- Mittelschiffbreite: 8,4 m
- Chorbreite: 9,4 m

### Äußere Erscheinung

#### Langhaus mit Westwerk
Das Langhaus steht auf dem Grundriss eines lang gestreckten Rechtecks und ist bereits von außen als dreischiffige Pseudobasilika, ohne durchfensterte Obergaden, gemeinsam unter einem weniger als 30 Grad geneigten Satteldach zu erkennen. Seine nördlichen und südlichen Längswände werden von kräftigen rechteckigen Strebepfeilern in drei Abschnitte unterteilt, was der inneren Gliederung in drei Joche entspricht. Diese bleiben mit ihren steil abgeschrägten Oberseiten um gut zwei Meter unter den Traufen. In Höhe des Übergangs dieser Schrägen in die Senkrechten sind umlaufende Kraggesimse angeordnet. Die vorderseitigen Abstufungen der Pfeiler, gut über ihrer halben Höhe, sind ebenso oberseitig abgeschrägt. Der erste Pfeiler, in Verlängerung der Fassade, weist keine Abstufungen auf. Der Pfeilerabstand oder die Breite des ersten Jochs ist deutlich kleiner als derjenige des zweiten und dritten Jochs. Im ersten Joch ist nur ein rundbogiges Fenster ausgespart, aus der Mitte nach Westen versetzt, in den beiden folgenden Jochen sind es hingegen zwei symmetrisch, aber etwas tiefer angeordnete Fenster. Im dritten Joch ist eine einflügelige Tür ausgespart, die ein Durchlass zu den südlichen Konventsgebäuden war. Einige Löcher im Mauerwerk deuten ebenfalls auf die Anbauten des ehemaligen Kreuzgangs hin.

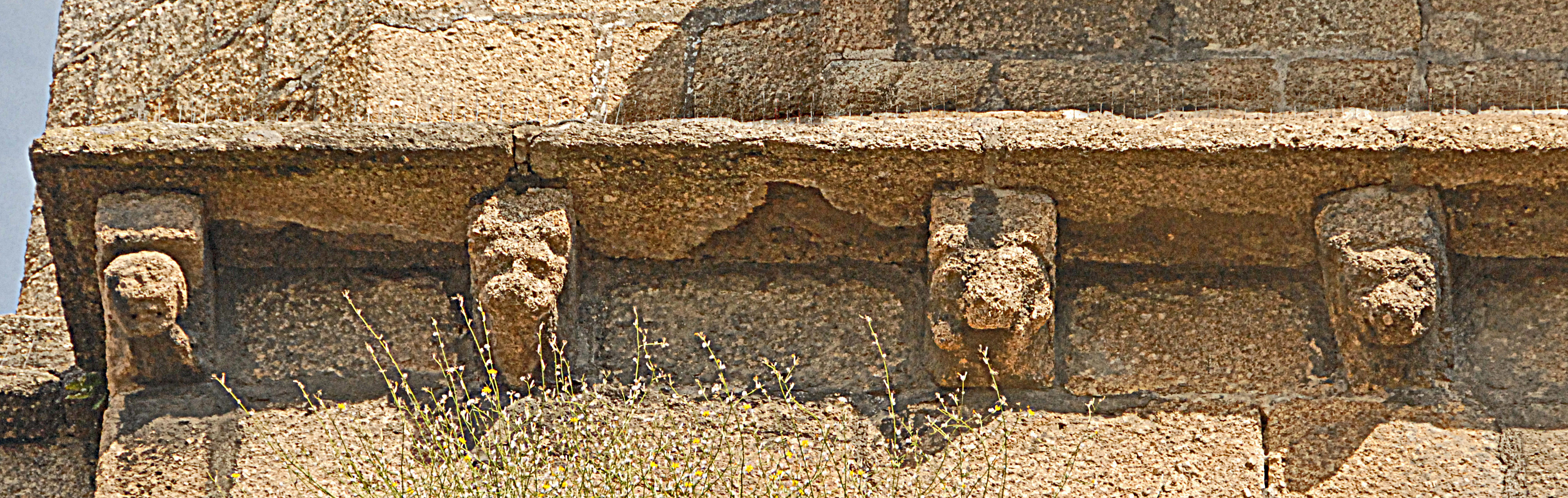
Kragsteine der ehemaligen Traufen

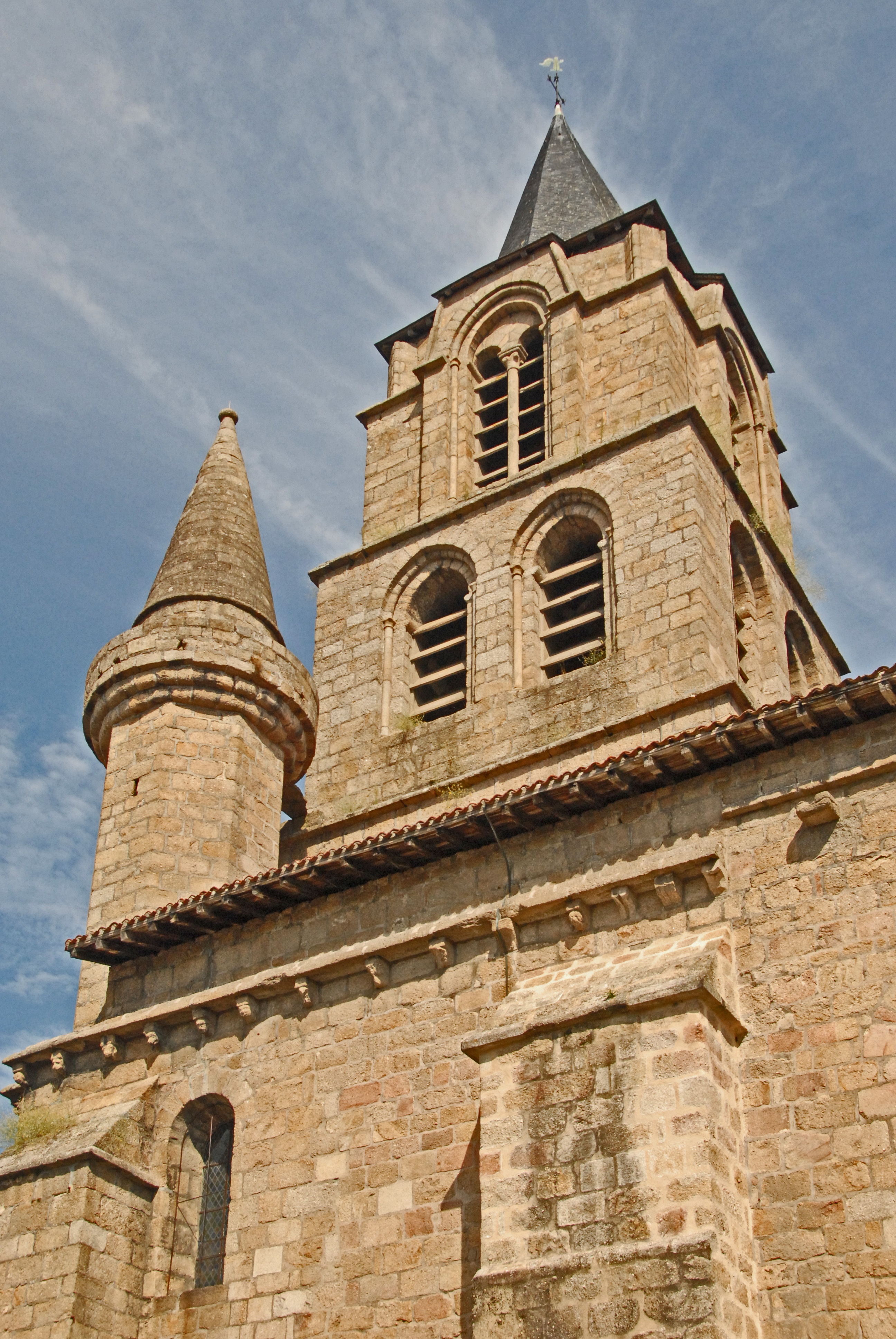
Westwerk von SO

Die heutige über fast das ganze Langhaus einheitlich hohe Traufe des mit roten Hohlziegeln im römischen Format (auch „Mönch-Nonnen-Ziegel“ genannt) eingedeckten Satteldachs ist sicher nicht die ursprüngliche. Es handelt sich bei ihr um über einen Meter ausladende Sparrenköpfe, mit einer oberseitigen Traufschalung, alles dunkel imprägniert, auf dem die unteren Reihen der Dachziegel aufliegen. Das Fehlen einer äußeren frei hängenden Dachrinne täuscht ein freies Abtropfen des Regenwassers von den Traufziegeln vor, wie es im Mittelalter üblich war, aber oft zu großen Nässeschäden in den Außenwänden geführt hat. Um diese alten Gebäude nicht mit sichtbaren „modernen“ Hängedachrinnen ausstatten zu müssen, aber trotzdem das Wasser kontrolliert ableiten zu können, kam die Denkmalpflege auf den Trick der „verdeckt angeordneten Regenrinne“, die hinter den unteren Reihen der Dachziegel eingelassen und von diesen verdeckt wird. Die Ableitungen mit senkrechten Regenfallrohren lassen sich, wie auch hier, in Bauteilwinkeln fast unsichtbar verstecken. Das ist aber hier in der Neuzeit passiert, beim Langhaus verbunden mit einer Anhebung der Traufen über die vorhandenen Mauerkronen der Traufattiken.

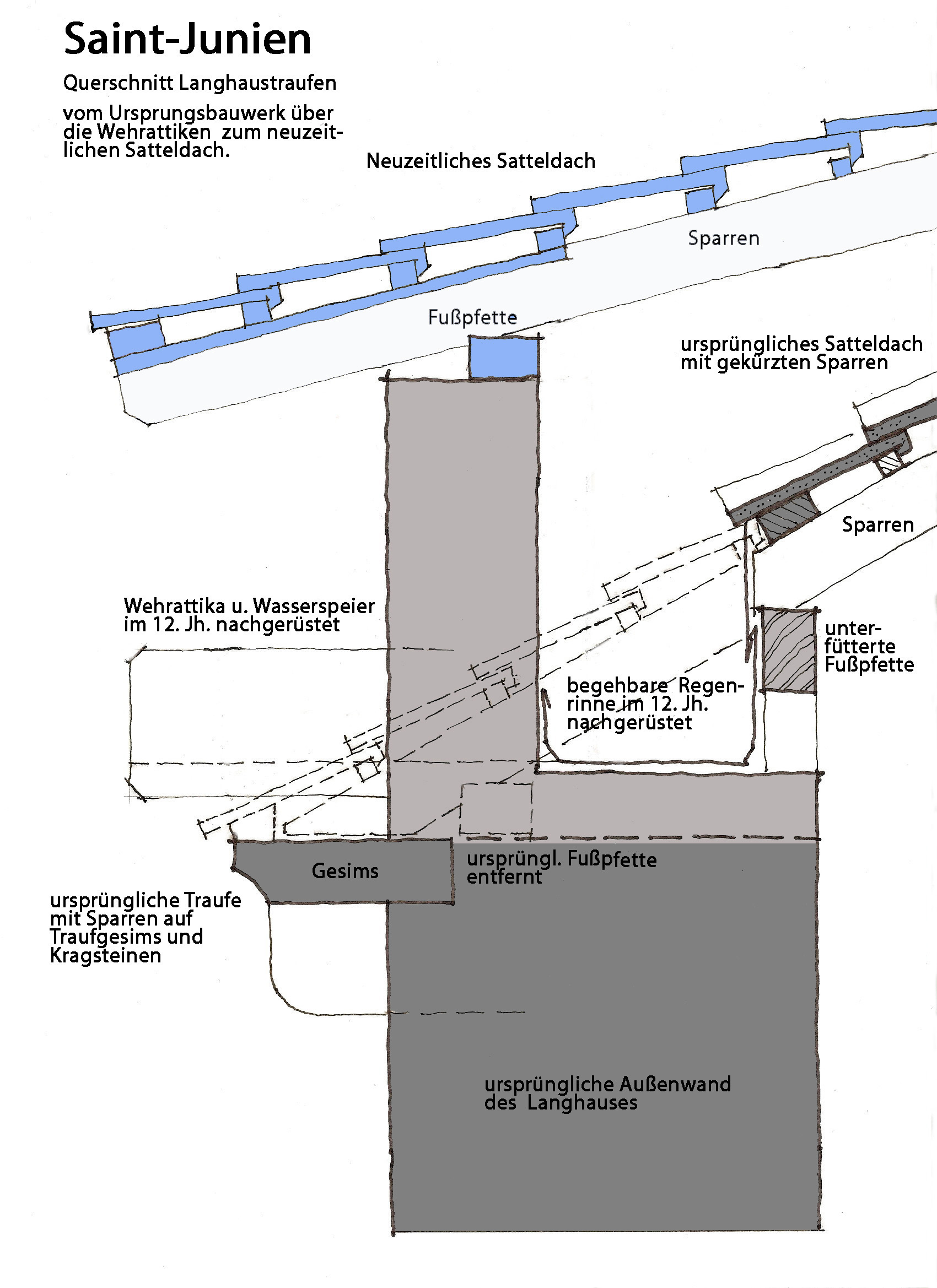
Langhaustraufen, Handskizze

Die vorgenannten Traufattiken der Stiftskirche Saint-Junien gab es sehr wahrscheinlich in Nachfolge der ursprünglichen traditionellen Traufausbildungen mit flachen steinernen Gesimsplatten, die von skulptierten Kragsteinen unterstützt waren oder noch sind. Auf diesen Unterkonstruktionen endeten die meist angespitzten Sparrenköpfe mit den aufliegenden und über die Gesimse auskragenden Dachziegeln. Solche Gesimsplatten auf Kragsteinen sind bei St-Junien im Bereich des ersten Langhausjochs oder des Westwerks gut einen Meter unter den heutigen Traufen erhalten, auch auf dessen Fassade und auf der Nordseite in den Jochen zwei und drei. Ob es solche Traufausbildungen an der Südseite der Joche zwei und drei, am Querhaus oder an den Chorjochen gegeben hat, ist nicht bekannt. Vielleicht hatte das auf der Südseite in den Jochen zwei und drei etwas über der Höhe der vorgenannten Gesimsen angeordnete Kraggesims, ohne Kragsteine, die Aufgabe des ursprünglichen Traufgesimses.
Die Attiken kamen in den folgenden unsicheren Zeiten als Wehr- und Verteidigungseinrichtungen in Mode, die nach Mitte des 12. Jahrhunderts begannen und in den Kriegen des 13. bis 16. Jahrhunderts gipfelten. In St-Junien sind nahezu alle Traufen des Lang- und Querhauses, des Chorhauptes und teils auch der Kapellen damit ausgerüstet worden, deren Konstruktion wie folgt aussah: Zunächst wurden die vorhandenen Sparrenköpfe ein Stück hinter den künftigen Aufmauerungen mit neuen höher gelegten Fußpfetten unterfüttert und dann entsprechend gekürzt. Dann hat man die nunmehr frei liegenden Mauerkronen außenseitig wandbündig mit einer gut einen Meter hohen Attika in etwa halber Außenwanddicke aufgemauert. Innenseitig wurden vermutlich „begehbare“ Regenrinnen ausgebildet, vielleicht aus Stein oder Kupferblech, die dann über U-förmige Wasserspeier nach außen entwässert wurden. Letztere sind fast alle noch erhalten, erfüllen aber nicht mehr ihre ursprüngliche Aufgabe.
Bei anderen Wehrausrüstungen dieser Art hat man die Attiken noch zusätzlich mit höher geführten Zinnen ausgerüstet, was für Saint-Junien ebenfalls möglich gewesen wäre (Beispiel: Priorat Saint-Avit-Sénieur).

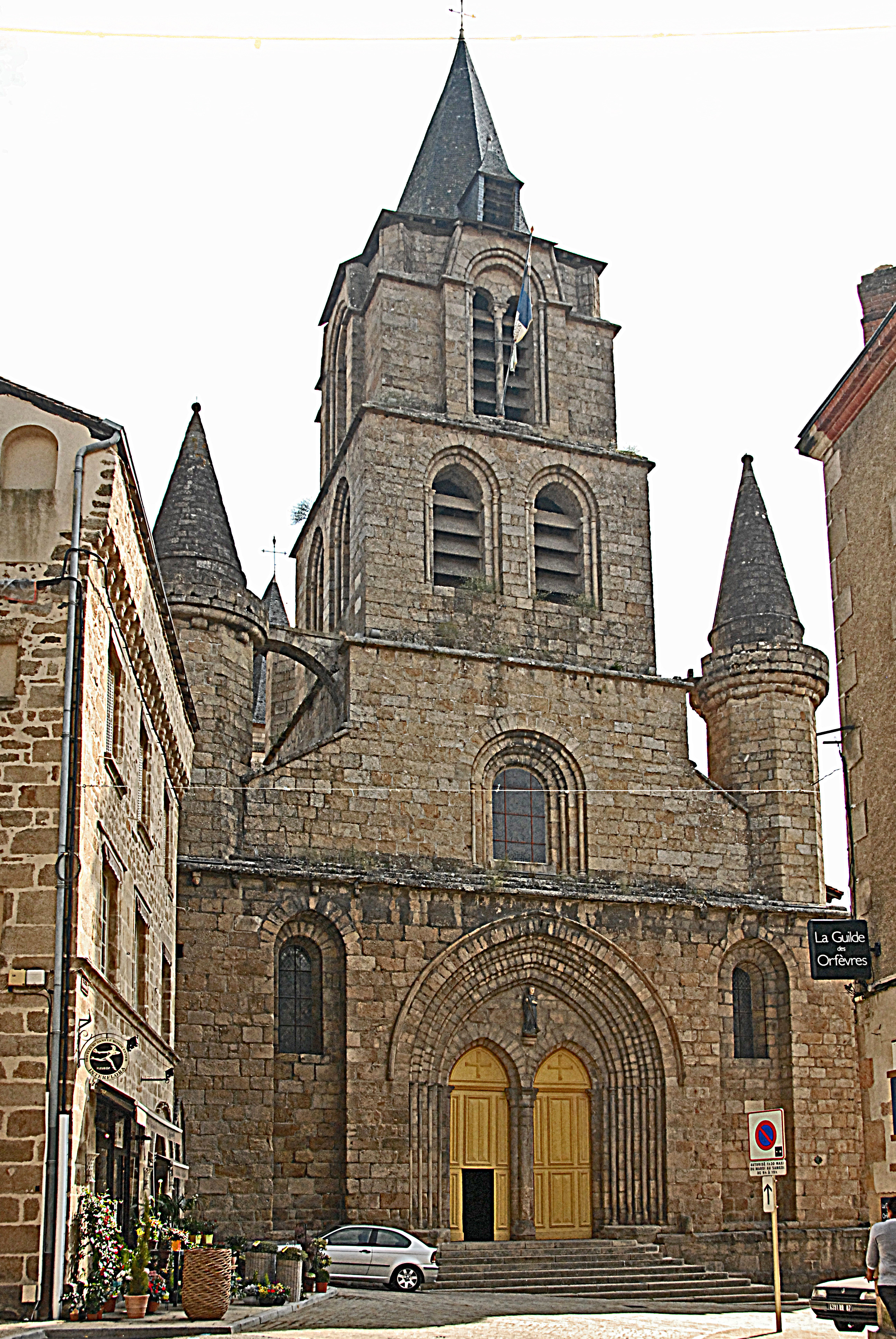
Westwerk u. Fassade von W

Das erste Joch des Langhauses wird von der erdgeschossigen Fassade abgeschlossen, über der in Breite des Mittelschiffs drei im Grundriss quadratische Geschosse des Glockenturms des Westwerks aufragen, dessen Geschosswechsel durch deutliche Rückversätze markiert werden. Die Fassade endet oberseitig mit dem bereits weiter vorstehend beschriebenen ursprünglichen Traufgesims, dessen Form und Höhenlage von den Seitenwänden des Langhauses übernommen werden. Die seitlichen Fassadenkanten werden von großzügigen einfachen Rückversätzen gebrochen, über die das Traufgesims herumgeführt wird.

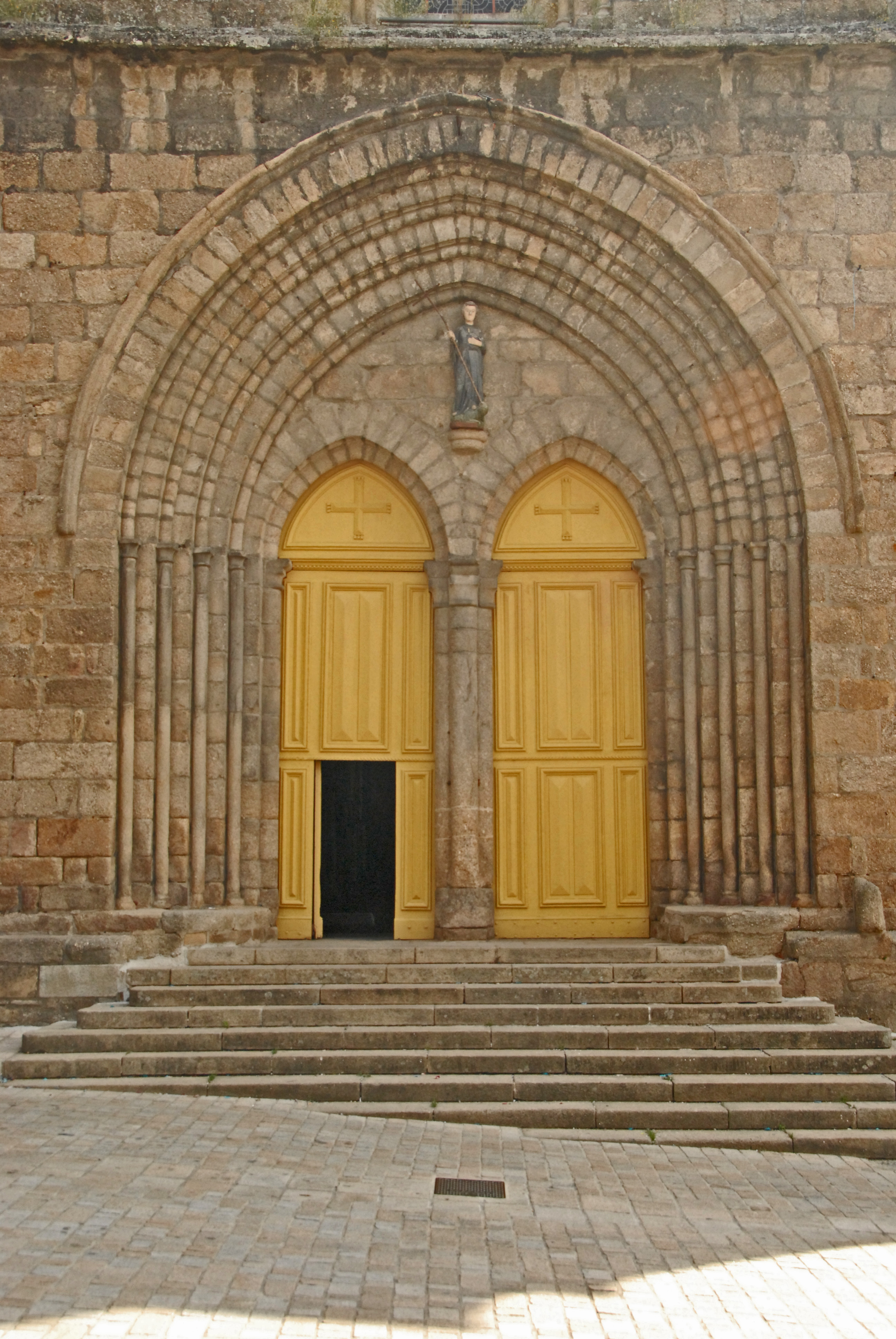
Hauptportal

Im Zentrum der Fassade führt eine etwa zehnstufige Freitreppe hinauf zum Hauptportal aus zwei schlanken, knapp zwei Meter breiten Öffnungen, die von angespitzten Bögen überdeckt sind, die von einfach abgestuften Archivolten eingefasst werden, aus scharfkantigen (90 Grad) Keilsteinen, die außenseitig auf Säulenpaaren und innen gemeinsam auf einem Dreierbündel von Säulen aufstehen und mit schlicht skulptierten Kapitellen und profilierten Basen und Kämpfern ausgestattet sind. Die Türöffnungen sind verschlossen mit großen rechteckigen hölzernen Türflügeln, die der Moderne zuzuordnen sind. Im linken Flügel gibt es eine etwa ein mal zwei Meter große Schlupftür. Dieses Öffnungspaar wird umschlossen von vierfach abgestuften Archivolten, deren angespitzte Bögen jeweils aus scharfkantigen Keilsteinen bestehen, in deren Rückversätze halbe Rundstäbe eingefügt sind. Die Keilsteine werden von den Rundstäben mit kantigen Rillen getrennt. Die drei inneren Bögen stehen beidseitig auf Wandkanten und halben Rundstäben im gleichen Profil wie das der Bögen. Die Bogenansätze der Rundstäbe sind mit Kapitellen, Kämpfern und Basen ausgerüstet wie die Säulen der Türöffnungen. Die großen Archivolten stehen auf beiden Portalseiten gemeinsam auf einem vorspringenden Wandsockel. Der äußere Keilsteinbogen ist oberflächenbündig mit der Oberfläche der Fassadenwand und wird von einem Kragprofil aus doppelten teilrunden Rundstäben überfangen. Der Scheitel dieses Profils liegt genau auf Höhe der Unterkante der das Traufgesims tragenden Kragsteine. Zwischen den Keilsteinen der beiden Portalöffnungen und des Rundstabes der inneren Archivolte ist ein glatt vermauertes Bogenfeld entstanden, auf dem sich die aufgerichtete Skulptur eines „Drachentöters“ befindet, der mit seiner kreuzförmigen Lanze das Ungeheuer aufspießt, auf dem er steht.
Das Hauptportal wird beidseitig flankiert von je einer schlanken scharfkantigen Blendarkade, deren Sockel auf Höhe des Portalsockels liegt und deren äußerer Keilsteinscheitel den des Portals übernimmt. Die Arkadennischen treten gegenüber der Wandoberfläche deutlich zurück, ihre Bögen sind leicht angespitzt. Im oberen Bereich der Nischen sind schlanke Fenster ausgespart, deren Bögen ebenso leicht angespitzt sind, dessen Laibungskante von der Arkadenlaibung eine Keilsteinbreite Abstand hält. Die Fenster belichten die ersten Seitenschiffjoche.

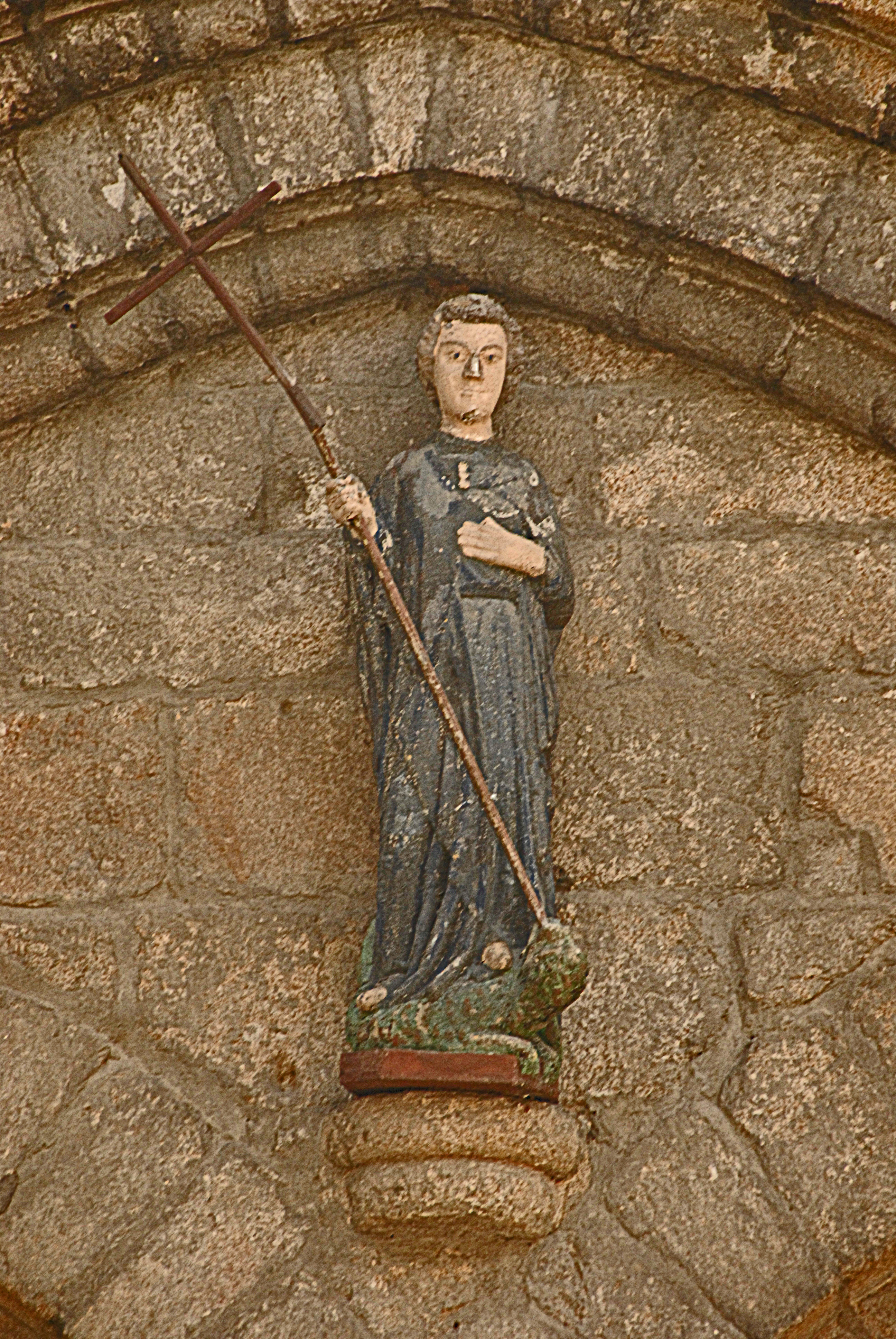
Fassade, Hauptportal, „Drachentöter“

Gegenüber der Fassadenoberfläche tritt das erste Turmgeschoss mit quadratischem Grundriss ein gutes Stück zurück. Die Oberseite der Fassadenwand ist in Form eines flach nach außen geneigten Pultdachs ausgebildet und wird von flachen Steinplatten schuppenartig abgedeckt. Unmittelbar auf dem Pultdachfirst steht exakt zentriert ein rundbogiges Fenster mit zweistufigen Archivolten, ähnlich denen des Hauptportals, aus drei Keilsteinkanten und zwei teilrunden Stäben. Es ist das einzige Fenster im ansonsten geschlossenen ersten Turmgeschoss, und sein Scheitel liegt knapp unter der Unterkante der Pendentifkuppel im ersten Joch des Mittelschiffs. Das untere Turmgeschoss wird oberseitig gänzlich umlaufend mit einem kantigen Kraggesims abgeschlossen.
Auf der Nord- und Südseite des unteren Turmgeschosses sind die Seitenschiffe von Pultdächern überdeckt, deren Firste in mittlerer Höhe gegen diese Turmseiten stoßen. Diese Pultdächer werden an ihren westlichen Enden mit Giebelwänden abgeschlossen, die in Verlängerung der westlichen Wand des unteren Turmgeschosses stehen. Sie ragen über die Dachflächen der Pultdächer hinaus und werden von flachen auskragenden Steinplatten abgedeckt. Auf der Ostseite des Turms schließt das übrige Satteldach des Langhauses an, dessen First knapp unter dem oberen Kragprofil endet.
Das zweite Turmgeschoss tritt gegenüber dem ersten wieder allseitig deutlich zurück und wird wie bei diesem mit einem Kraggesims abgeschlossen. Auf jeder Turmseite öffnen sich je zwei Klangarkaden mit angespitzten Bögen. Die Kanten der Öffnungen werden durch einfache Rückversätze in Keilsteinbreite gebrochen, in die teilrunde Stäbe eingefügt sind. Die Klangarkaden werden untereinander durch einen Pfeiler in zweifacher Keilsteinbreite getrennt, ihre äußeren Keilsteinbögen stoßen unter das obere Kragprofil. Die Ansätze der Rundstabbögen werden mit schlicht skulptierten Kapitellen markiert, die der inneren Laibungen mit Kämpferprofilen.
Das dritte Turmgeschoss ist nach den Quellen im oberen Bereich im 13. Jahrhundert unvollendet geblieben. Es tritt noch einmal gegenüber dem zweiten in gleicher Tiefe allseitig zurück. Es wird noch einmal in gut zwei Dritteln seiner heutigen Höhe durch ein umlaufendes Kragprofil waagerecht unterteilt.
Auf jeder Turmseite tritt in Form eines Mittelrisalits zentriert ein Wandabschnitt hervor, in den sich eine deutlich höhere Klangarkade als die im Geschoss darunter, mit angespitztem Bogen öffnet. Ihre Öffnungskanten sind wie bei den Arkaden im mittleren Geschoss ausgebildet. Ihre Kämpfer liegen auf der Höhe des vorgenannten Kragprofils. Die Klangarkaden werden noch einmal hälftig unterteilt mit einer Mittelsäule, etwas dicker als die Rundstäbe. Auf ihrem schlicht skulptierten Kapitell und seinem Kämpfer treffen sich die beiden Rundbögen der über den Öffnungshälften, über denen sich ein glatt geschlossenes Bogenfeld befindet. Beidseitig der Arkadenbögen steigen die Kanten des Risalits steil nach innen zulaufend an, wo sie unter der Traufe des heutigen hölzernen Turmhelms enden. Beidseitig davon schließen kurze Wandstücke an, die gegenüber den Wandflächen darunter zurücktreten und auf den Ecken des Quadrats mit diagonal gestellten Wandpfeilern enden.
Hier kann man sich vorstellen, dass jeder Risalit in der Vergangenheit mit einem spitz zulaufenden Giebelfeld geplant war. Wie die Baumeister sich den weiterführenden Teil des Turmhelms vorgestellt haben, wird offenbleiben. In den Quellen findet sich die Mutmaßung, dass der Turmhelm einmal von der quadratischen Form der Geschosse in eine achteckige übergeführt werden sollte. Vielleicht sollte dieser dann, wie beim Vierungsturm, auch aus Stein errichtet werden.
Der heutige Turmhelm weist in Traufhöhe einen quadratischen Grundriss auf, der über den Risalit vortritt. Dieser wird zunächst von einem flach geneigten Pyramidendach überdeckt. Darüber folgt ein achteckiges Pyramidendach, das aber nach oben spitz zulaufend steil geneigt ist. Auf der Westseite steht auf dem unteren Dachabschnitt eine Dachgaube mit einem spitzen Dach. Die Dachflächen des Turms und der Gaube sind mit kleinformatigen anthrazitfarbenen Schieferschindeln eingedeckt.
Den Glockenturm flankieren zwei schlanke Treppentürmchen, die über den mächtigen Gebäudeecken zwischen Fassade und Außenwänden der Seitenschiffe aufragen. Diese haben, neben wartungstechnischen Aufgaben, vor allem aber wehrtechnische Bedeutung. Die über den Dachflächen sichtbaren Teile mit oktogonalen Umrissen reichen hinauf bis kurz unter das Kraggesims über dem unteren Turmgeschoss. Darüber folgt jeweils ein im Grundriss kreisförmiges, korbartiges Gebilde aus einer gemauerten Brüstung, die unterseitig auf wulstartigen Kragprofilen steht, die mehrfach übereinander auskragen. Die Brüstung umschließt einen ringförmigen Umgang, der wiederum um den kreisförmigen Kopf des Treppenturms herumgeführt ist und das Ende der Spindeltreppe mit dem Ausgang auf den Umgang birgt. Dieser Kopf wird von einem steilen Kegeldach aus Stein überdeckt, deren Spitzen mit Kugeln bekrönt sind. Der Umgang des Treppenturms wird über einen Durchlass der Brüstung und einen schmalen Steg, auf einem einhüftigen Schwibbogen, exakt in Höhe des Rückversatzes über dem unteren Turmgeschoss mit diesem verbunden. Es sind aber außer den Klangarkaden keine Durchlässe in die Glockenstube des mittleren Turmgeschosses zu erkennen. Die Türme enthalten steinerne Spindeltreppen. Lediglich der nördliche Treppenturm wird über einen inneren Zugang aus dem Erdgeschoss erschlossen und über eine Spindeltreppe, die dort im Mauerwerk der entsprechenden Gebäudeecke verborgen ist. In der südlichen Gebäudeecke gibt es eine solche Treppe nicht. Wahrscheinlich kann man aber dieses Türmchen über Stege und Treppen innerhalb der Dachräume über den Gewölben erreichen, die fast alle untereinander so verbunden waren. Über die Treppen und Dachräume erreichte man auch die Wehrgänge hinter den Traufattiken des ganzen Gebäudes.

#### Querhaus mit Vierungsturm

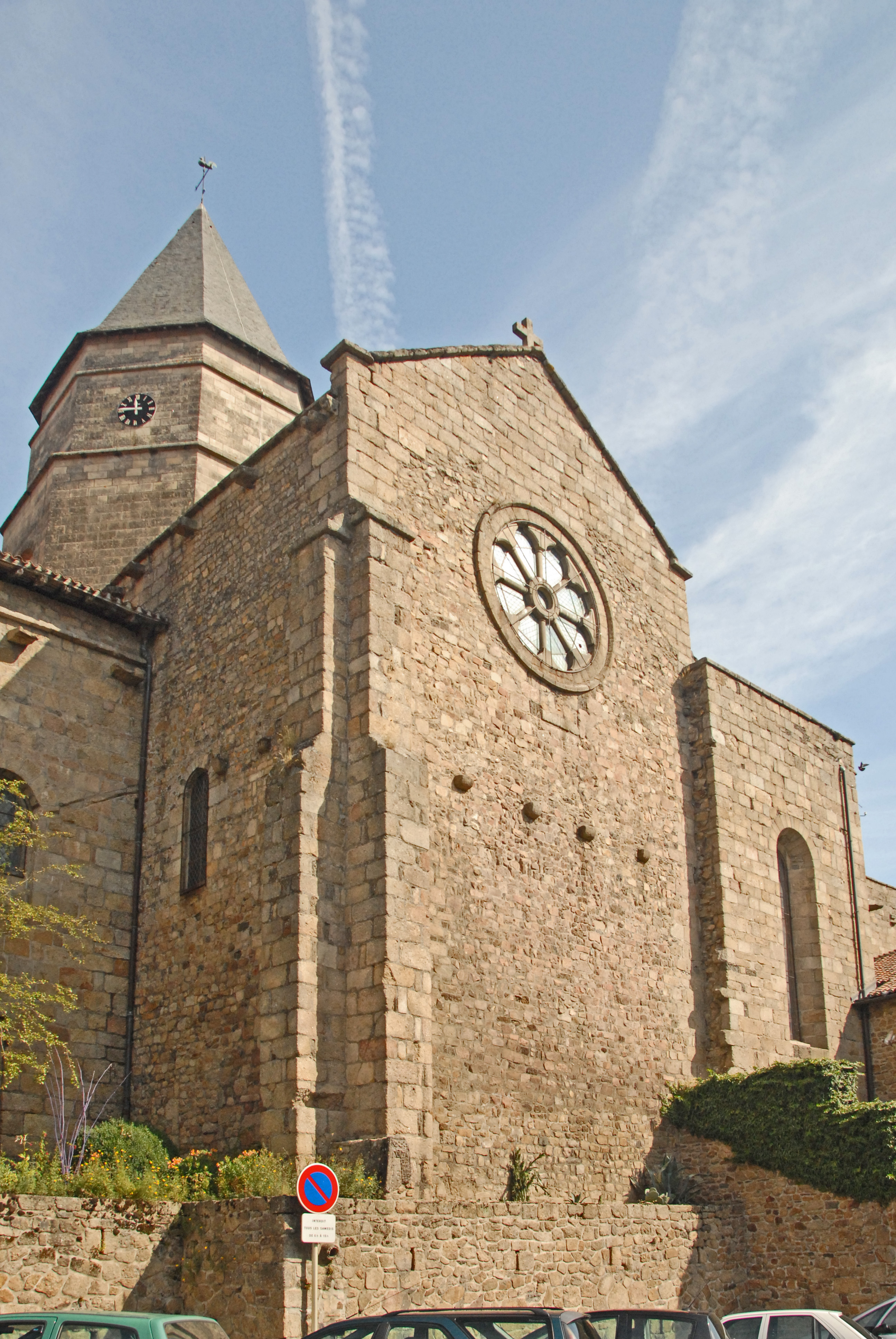
Südl. Querhausarm von Südwest

Die Querhausarme ragen im Grundriss mit circa 7,0 und 6,4 Meter über die Außenwände der Seitenschiffe das Langhauses und des Chors hinaus. Die flach geneigten Satteldächer über den Querhausarmen und den Seitenschiffen der Vierung überragen die anstoßenden Satteldächer des Langhauses und Chorhauptes deutlich. Die Traufausbildung über den Westwänden der Querhausarme mit Attikaaufmauerungen ist an den Reihen der Wasserspeier und den auskragenden Abdeckplatten zu erkennen, allerdings hier nur in einer geringen Höhe, hinter der man sich hätte kaum schützen können. Ein nachträglicher Abtrag ist nicht auszuschließen. Im Bereich der Seitenschiffe der Vierung wechselt die Traufausbildung in die ursprüngliche, mit frei abtropfendem Regenwasser auf die Dachflächen darunter. Über der Trennwand zwischen Querhausarm und Seitenschiff der Vierung ist ein geringer Versatz der Satteldachflächen und deren Neigungen festzustellen. Die Traufausbildung auf den Ostseiten des Querhauses weisen ebenfalls keine Attiken auf, da sich nicht weit unter ihnen die Dächer der hohen Querhauskapellen befinden, die mit Wehrattiken ausgerüstet sind.
In den Westseiten der Querhausarme ist je ein schlankes rundbogiges Fenster ausgespart, das zum Seitenschiff hin außermittig verschoben ist.

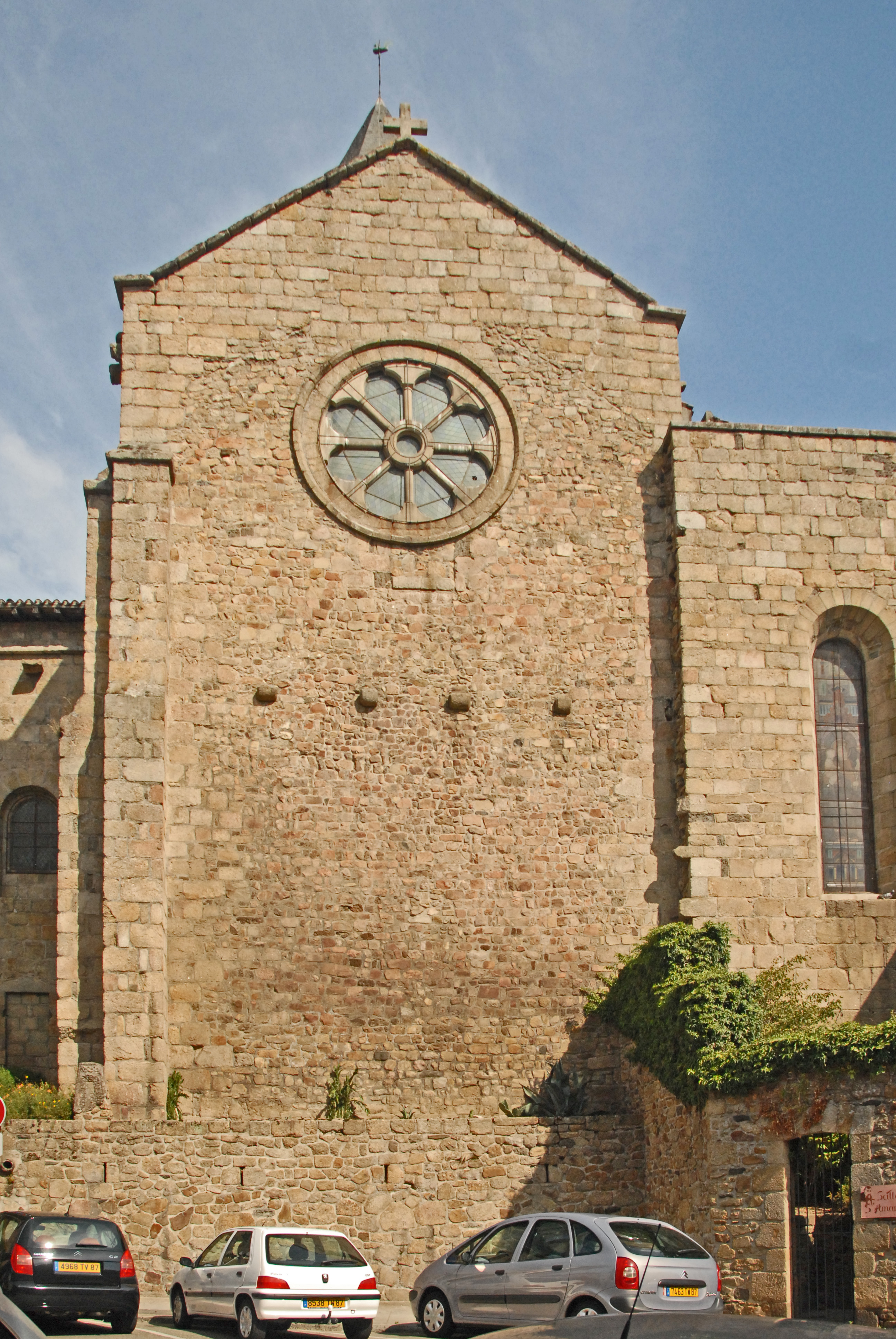
Giebelwand südl. Querhausarm von W

Die südliche Giebelwand des Querhauses überragt das hinter ihr anstoßende Satteldach ein gutes Stück. Die mit auskragenden Steinplatten abgedeckten Giebelortgänge mit etwa 30 Grad Neigung, gehen an ihren Enden in kurze waagerechte Stücke über. Ihre Firste werden je von einem steinernen lateinischen Kreuz bekrönt. Die südwestliche Querhausecke wird beidseitig von je einem rechteckigen Strebepfeiler ausgesteift, die bis etwa in Höhe der Langhaustraufen hinaufreichen und dort oberseitig nach außen steil abgeschrägt sind. In Höhe des Übergangs der Schrägen in die senkrechte Vorderseite sind dreiseitig auskragende Platten eingeschoben. In etwa zwei Dritteln der Pfeilerhöhe verdoppelt sich die Ausladung der Pfeiler, deren Vorsprünge oberseitig abgeschrägt sind. Etwa in dieser Höhe sind in die Giebelwand vier Kragsteine eingelassen, die darauf hindeuten, dass hier einmal der Pultdachgiebel eines ehemaligen zweigeschossigen Anbaus anschloss. Auf der anschließenden Westwand gibt es ebensolche Kragsteine und auf der Südwand des Langhauses eine schräge schlitzartige Kontur, die auf das Herumführen dieses Anbaus bis gegen das Seitenschiff schließen lässt.
In der Mitte der Giebelwand ist ungefähr in Höhe der Oberseiten der Strebepfeiler ein großer Oculus, oder auch „Ochsenauge“ genannt, ausgespart, der von einem Ring aus Keilsteinen mit einem äußeren Kragprofil umschlossen wird. Das sechspässige Maßwerk des Fensters ähnelt einem hölzernen Speichenrad, im Zentrum eine ringförmige Nabe, von der acht Speichen in Form von Rundstäben radial auswärts streben. Sie stoßen gegen Steingebilde auf der Innenseiten der Radfelge, die jeweils zwei hochschäftigen Schuhen ähneln, die mit den Fersen gegeneinander gestellt sind. Knapp über diesem Oculus findet man im Mauerwerk die Konturen ehemals tiefer liegender Ortgänge, die parallel zu den heutigen Ortgängen verliefen. Die Verlängerungen dieser Konturen enden etwa in Höhe der Oberkante der Strebepfeiler. Die Querhausaußenwände müssen einmal beträchtlich erhöht worden sein.

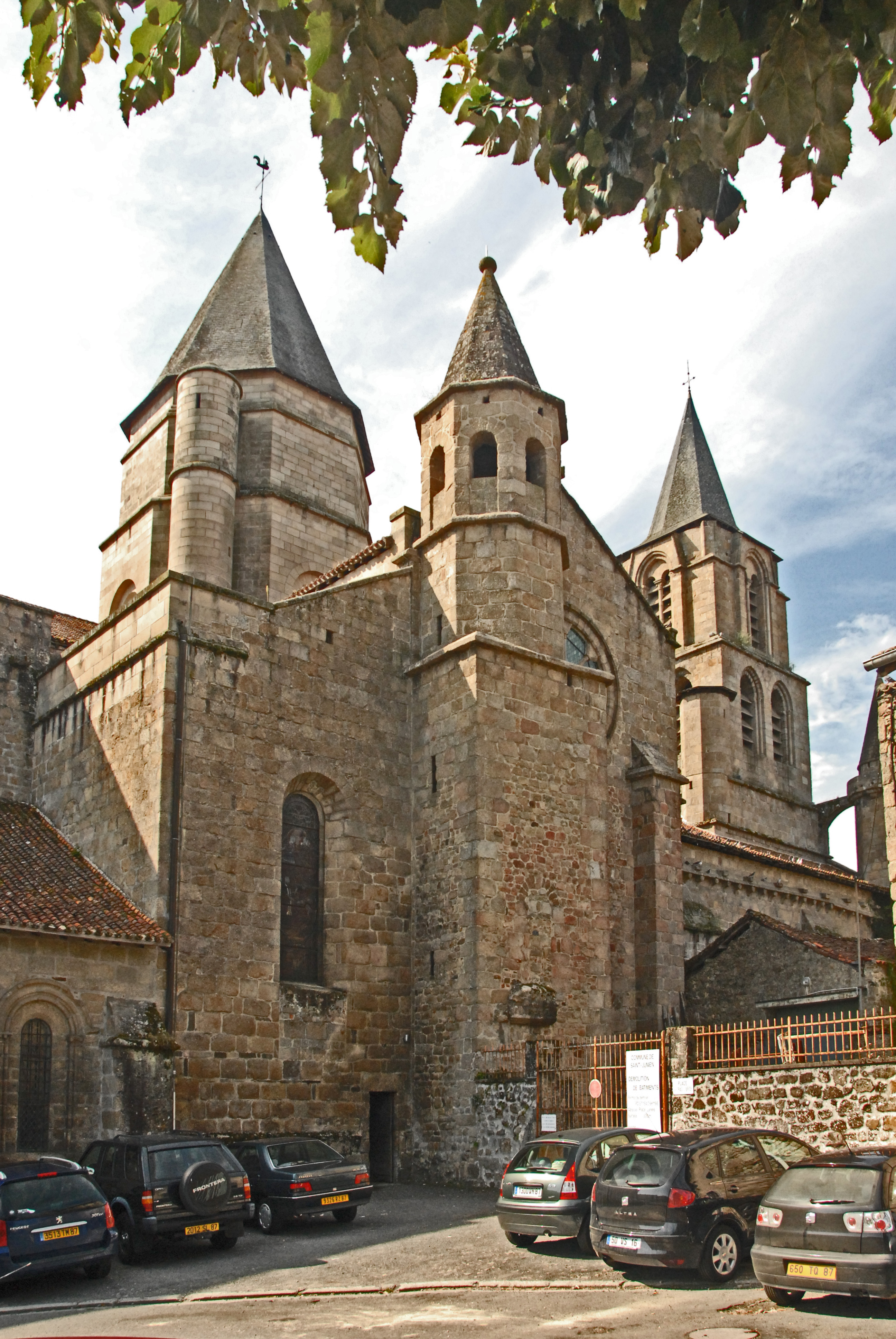
Nördl. Querhausarm mit drei Türmen von NO

Die nördliche Giebelwand des Querhauses weist einen ähnlichen Aufriss auf, wie die südliche. Das Kreuz des Giebelfirst besitzt allerdings Ähnlichkeiten mit dem Tatzenkreuz der Templer. Der Giebel wird an seiner östlichen Kante etwa zu einem Drittel seiner Breite von einem im Grundriss leicht rechteckigen Treppenturm verdeckt, dessen Spindeltreppe zunächst nur zur Erschließung des Anfang des 13. Jahrhunderts aufgestockten Obergeschosses der nördlichen Querhauskapelle gedacht war. Dieser Abschnitt reicht etwas über die die Höhe der abgeschrägten Oberkanten der Strebepfeiler auf der Nordwestecke des Querhausarms hinauf und ist mit einigen kleinen schlitzartigen Öffnungen ausgestattet. Diese Pfeiler weisen in beiden Richtungen in ganzer Höhe denselben rechteckigen Querschnitt auf und sind etwas von der Bauteilecke eingerückt. Auch in dieser Giebelwand gibt es den gleichen Oculus wie auf dem anderen Ende des Querhauses. Am unteren Rand ist eine rundbogige Türöffnung ausgespart, ein Zugang aus den nördlichen Konventsgebäuden.
Als dann, nicht lange danach, die Kirche mit den Wehreinrichtungen ausgerüstet worden ist, hat man den Treppenturm mit zwei untereinander gleich hohen achteckigen Geschossen aufgestockt, die jeweils oberseitig mit Kragprofilen umgeben werden. Das untere ist bis auf zwei schlitzartige Schießscharten gänzlich geschlossen. In jeder Seite des oberen Geschosses sind schlanke gut zwei Meter hohe rundbogigen Arkaden eingelassen, die bis in Brüstungshöhe leicht zurücktretend zugemauert sind. Diese boten im Verteidigungsfall gute Deckung und man konnte von ihnen auf die Dachflächen hinter die Wehrarkaden gelangen. Unter dem oberen Kragprofil sind quadratische Löcher ausgespart, in die man Balken mit Rollen einspannen konnte, mit denen die Verteidiger schwere Lasten (Waffen, Geschosse) heben konnten. Auf der Nordseite des Treppenturms ist ganz unten eine Türöffnung ausgespart, etwas versetzt darüber ist ein Kragstein eingelassen, dessen Bedeutung nicht bekannt ist. Unmittelbar darüber war einmal eine schlanke rundbogige Türöffnung ausgespart, die aber später wandbündig zugemauert worden ist. Man erkennt sie an Laibungs- und Keilsteinen des Mauerwerks. Hier könnte ein Zugang zur Kirche aus den angebauten Konventsgebäuden gewesen sein.

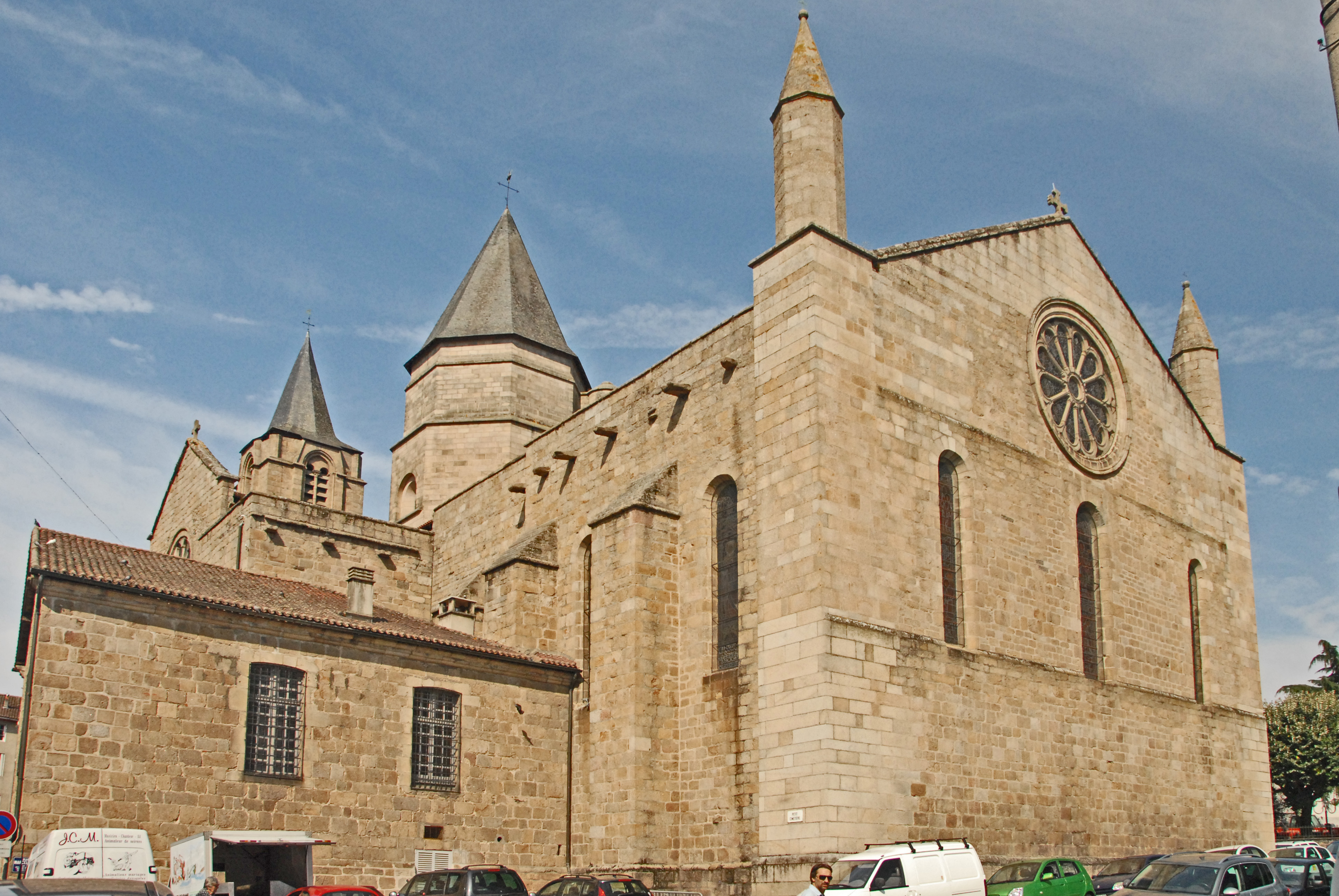
Chorhaupt von SO

Die südliche Querhauskapelle steht auf einem fast quadratischen Grundriss im Winkel zwischen dem östlichen Querhausarm und dem Seitenschiff des Chors. Seine Wehrattika verläuft waagerecht an beiden ursprünglich freien Seiten im Süden und Osten. Die Südwand reicht ein Stück über die Ostkante des Querhausarms hinweg und ihre Oberfläche tritt aus derjenigen der Giebelwand hervor.
Im unteren Bereich dieses Versatzes treten in jeder dritten Mauerschicht seitlich Läufersteine hervor, was auf einen Mauerwerksverbund mit dem dort ehemals anschließenden Konventsgebäude hinweist. Die südliche Attika verbirgt hinter sich den flach geneigten Ortgang des Pultdachs. Mittig in der Südwand der Kapelle ist ein schlankes außergewöhnlich hohes rundbogiges Fenster mit scharfen Laibungskanten ausgespart. Auf der Ostwand der Kapelle wird das ehemals vorhandene Fenster durch den neuzeitlichen Anbau der Sakristei verdeckt. Etwa einen Meter unter der Traufattika der Kapelle kragt das ehemalige Traufgesims ohne Kragsteine aus. Hier lagen die Sparrenköpfe der ursprünglichen Traufe auf. Dass mit der Aufmauerung der Wehrattika die Regenrinne hinter ihr war, bezeugen heute noch die U-förmigen Wasserspeier. Heute wird ein moderner Nachfolger der Rinne über ein senkrechtes Regenfallrohr neben der Ecke der Kapellensüdwand entwässert.

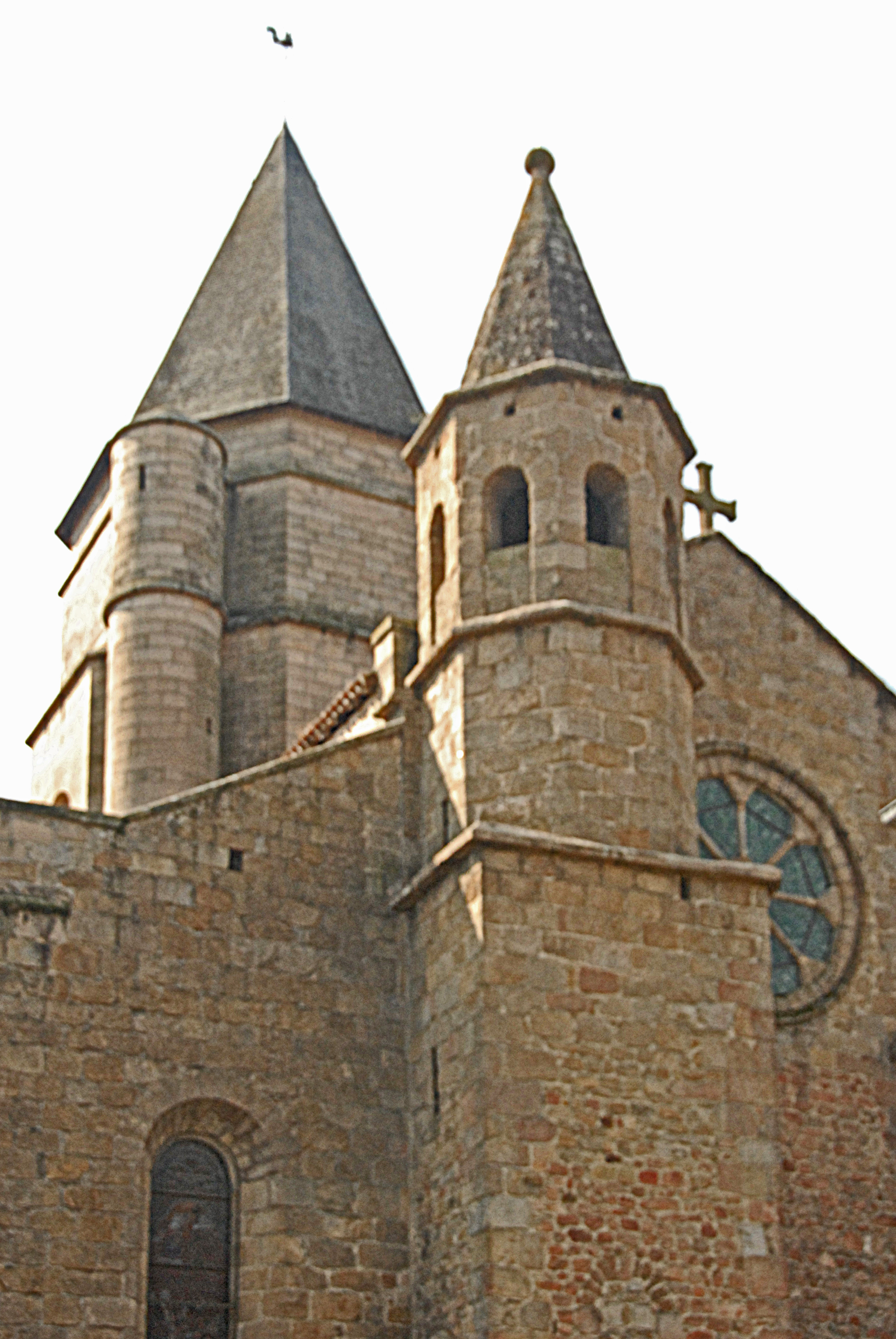
St-Junien, nördl. Querhausarm, Vierungs- und Treppenturm

Die nördliche Querhauskapelle weist den gleichen Grundriss auf wie die südliche, jedoch spiegelbildlich. Die historischen Quellen weisen darauf hin, dass die ursprünglich erdgeschossige Kapelle um 1223 umgebaut und um ein Geschoss aufgestockt worden ist und dass ihr Dach im Jahr 1906 abgesenkt worden ist. Ob das etwa bedeutet, dass das Obergeschoss gänzlich aufgegeben wurde, ist nicht belegt. Man erkennt die neuzeitlichen Änderungen an den hellen Natursteinen und am Fehlen der Wasserspeier. Vermutlich lag die waagerechte Oberkante der Nord- und Ostattika nach dem Umbau von 1223 etwa auf der Höhe des mittleren Kraggesimses der achteckigen Treppenturmverlängerung. Außerdem zeigten sich auf der Ostwand der Kapelle die steinernen Wasserspeier, wie bei der südlichen Kapelle. Das schlanke rundbogige Fenster in der Nordwand entspricht dem in der Südwand der Südkapelle. Mit dem Anbau der St-Amand-Kapelle wurde das Fenster in der Ostwand wandbündig vermauert. Die Konturen seiner Laibungs- und Bogenkeilsteine ragen heute über das Dach der Kapelle hinaus.
Der Vierungsturm wurde zuletzt ein zweites Mal in den 1840er Jahren erneuert und hat so gut wie nichts mehr gemein mit dem Glockenturm, der etwa 700 Jahre Bestand hatte und am 19. März 1816 zum ersten Mal eingestürzt ist (siehe Kapitel Historisches).

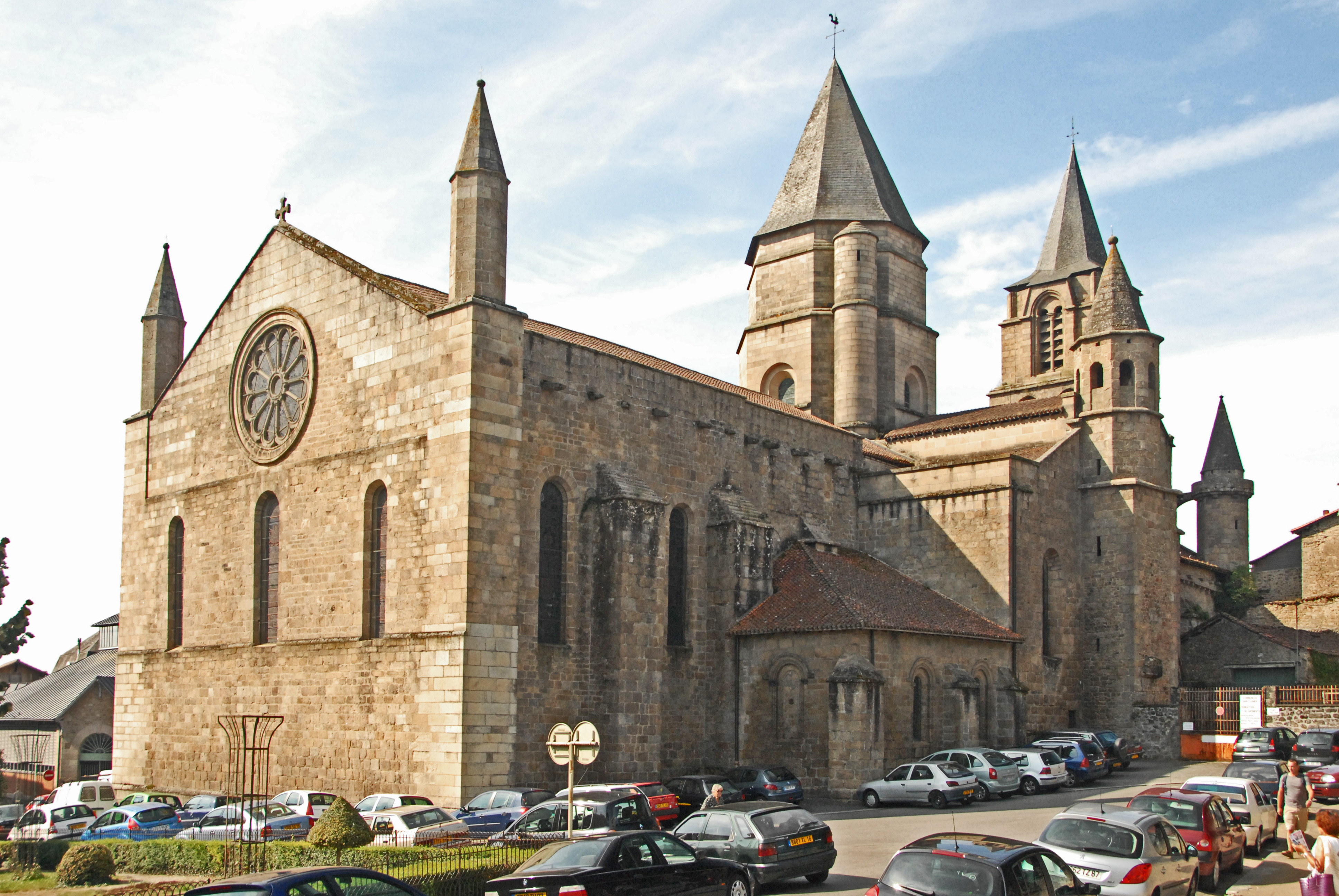
Chorhaupt u. Querhaus von NO

Der heutige achteckige Turm besteht aus zwei Geschossen, auf denen noch ein kurzer Ansatz eines dritten folgt, der von einem achtseitigen steil geneigten Pyramidendach überdeckt wird, dessen untere Ränder etwas weniger steil auswärts aufgeweitet sind. Die Geschosse werden allseitig durch Rückversätze der Wände getrennt. Der untere ist mit zwei, der obere mit drei teilrunden Profilen abgedeckt, die untereinander aufwärts abgetreppt sind. Das untere Geschoss entspricht im Innern dem oktogonalen Tambour der eine ebensolche Kuppel trägt. In den vier Seiten zu den Haupthimmelsrichtungen sind etwas gedrungene rundbogige Fensteröffnungen ausgespart, deren Laibungskanten im Bogen und seitlich durch kräftige Rückversätze gebrochen sind. Sie stehen unmittelbar auf Kraggesimsen, in Länge der Achteckseite. Das zweite Geschoss ist kaum halb so hoch, wie das erste und gänzlich geschlossen. Der Ansatz eines dritten „Geschosses“ ist gut einen halben Meter hoch und verschwindet unter den Traufen des hölzernen Turmes, der mit kleinformatigen Schieferschindeln gedeckt ist. Auf der Nordostseite des Turms ist ein sehr schlanker im Grundriss kreisrunder Treppenturm errichtet, der knapp über dem Rückversatz über dem zweiten Turmgeschoss reicht und oberseitig von einem flach geneigten Kegeldach abgedeckt ist. In Höhe des unteren Rückversatzes umschließt ihn ein Kragprofil. Der Zugang erfolgt vermutlich aus einem Dachraum über den Gewölben.

#### Chorhaupt

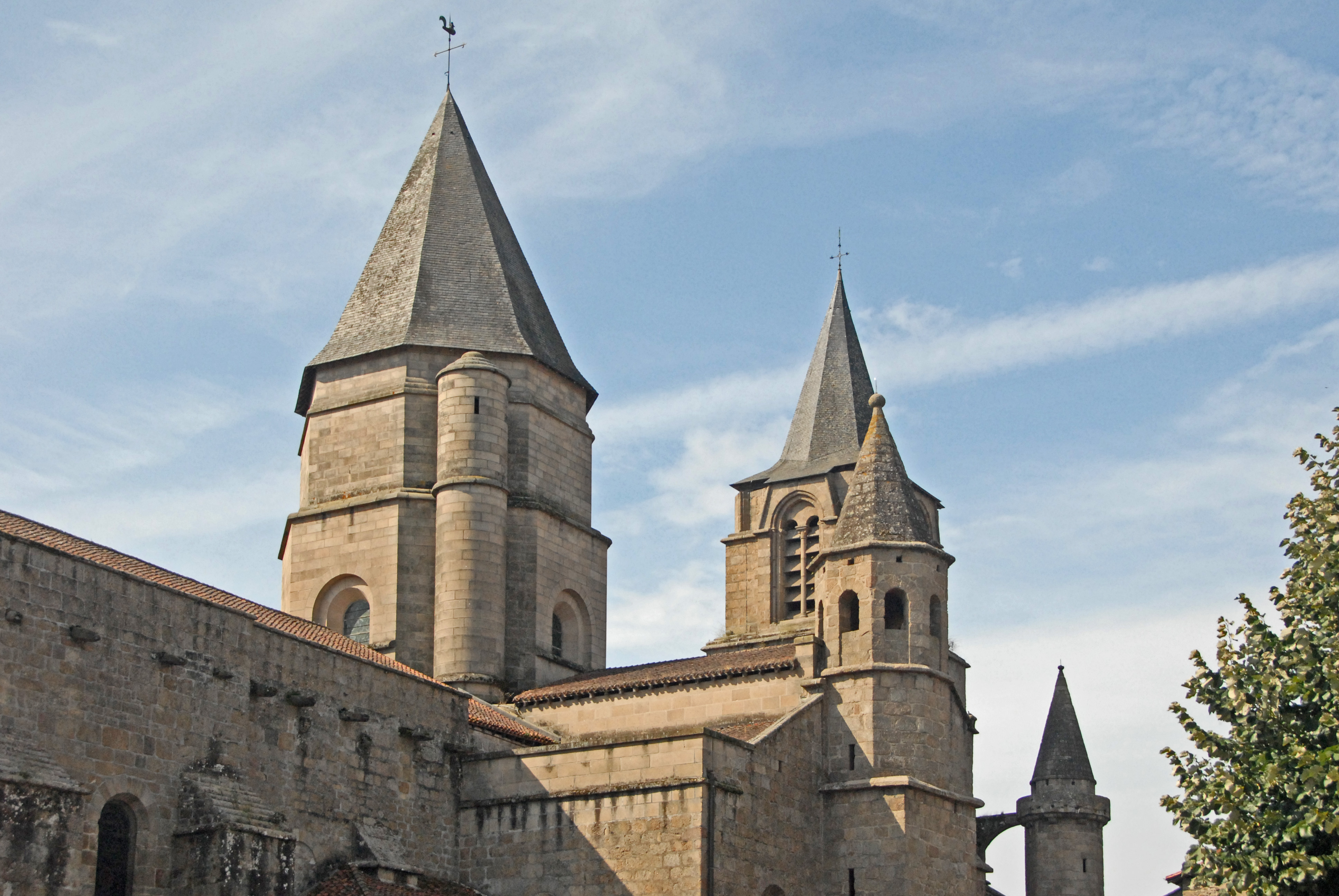
Chorhaupt, nördl. Querhaus u. Vierungsturm, von NO

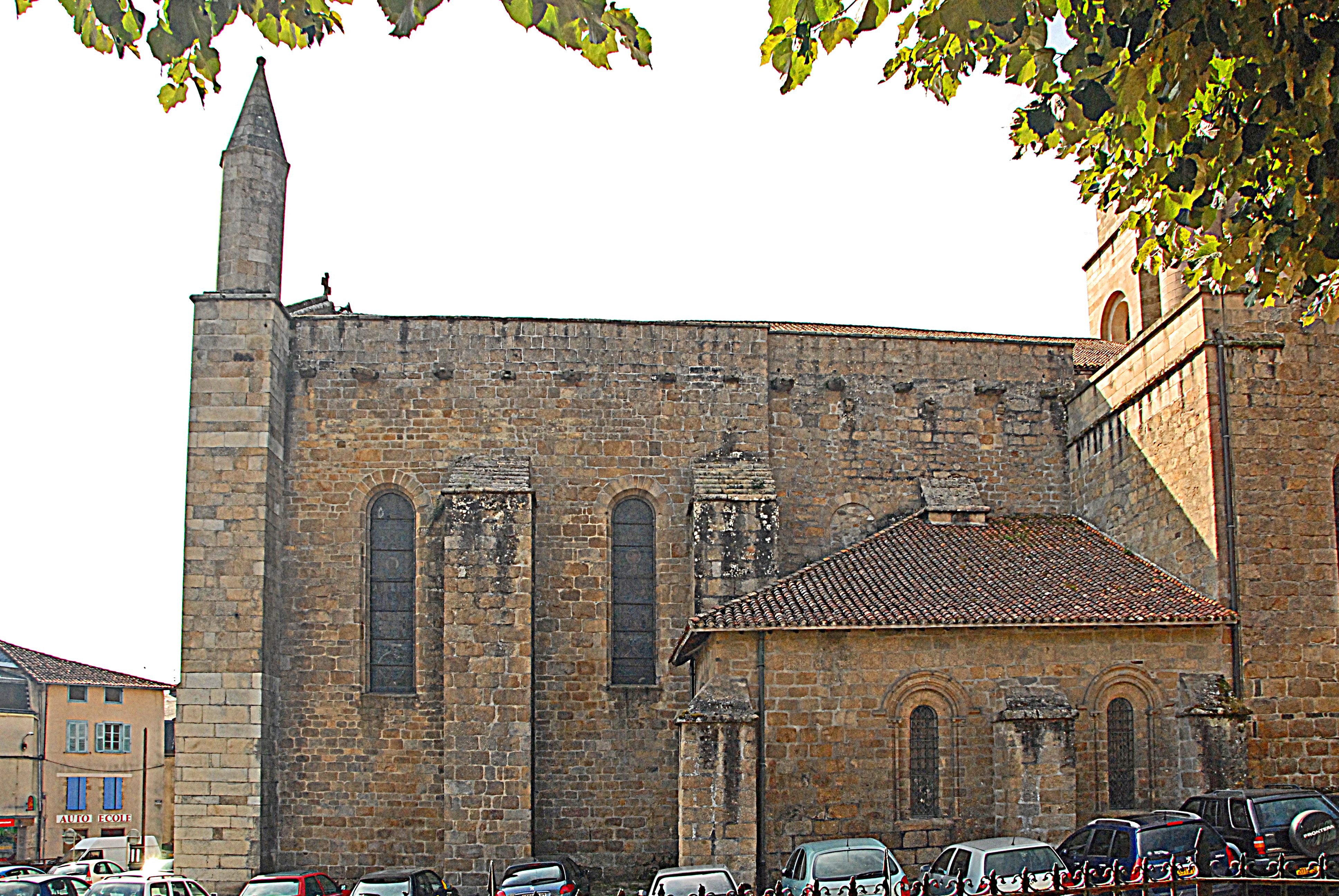
Chorhaupt u. St-Amand-Kapelle von N

Das Chorhaupt steht wie das Langhaus auf einem rechteckigen Grundriss ähnlicher Dimension und besitzt gleichfalls einen pseudobasilikalen Aufriss aus drei Schiffen ohne durchfensterte Obergaden, deren Gewölbe gemeinsam unter einem knapp 30 Grad geneigten Satteldach vereint sind. Seine süd- und nördlichen Außenwände werden von vier kräftigen rechteckigen Strebepfeilern vertikal in fünf Joche getrennt, was der inneren Jochteilung entspricht. Die Pfeiler reichen mit gleichem Querschnitt etwa bis zu drei Viertel der Wandhöhen hinauf und werden dort von steil auswärts geneigten Oberseiten abgeschlossen. In Höhe des Wechsels der Schrägen in die senkrechten Außenseiten werden die Pfeiler dreiseitig von einem flachen Kraggesims umschlossen. In Verlängerung der flachen Chorgiebelwand stehen Strebepfeiler in etwa gleichem Querschnitt, die aber über die ganze Wandhöhe hinaufreichen. Die im Bereich der Joche zwei bis fünf von Traufattiken abgeschlossenen Außenwände der Seitenschiffe weisen in ganzer Höhe zwischen dem dritten und vierten Joch, in Verlängerung der Westseiten der betreffenden Pfeiler, einen Mauerversatz auf, der den Anschluss der Chorerweiterung im frühen 13. Jahrhundert markiert, die etwas breiter ist als die älteren Chorjoche zwei und drei. Einen ähnlichen Versatz gibt es auch zwischen dem ersten und zweiten Joch, bei dem auch die Traufausbildung des Dachs des Chorhauptes wechselt. Im Bereich des ersten Jochs erübrigte sich die Anordnung einer Wehrattika, weil die dort angrenzenden Dächer der Querhauskapellen mit ihren Attiken diese Aufgabe übernahmen. Das Regenwasser im Bereich des ersten Jochs tropfte von den dort klassischen Traufen auf die Dächer dieser Kapellen und lief in deren Rinnen hinter ihren Attiken. Die Traufausbildungen mit Wehrattiken in den Jochen zwei bis fünf haben möglicherweise keine Vorgänger gehabt, wie das beim Lang- und Querhaus bekannt ist, weil diese Bauteile bereits in der Zeit erbaut wurden, als die anderen Traufen mit Wehrattiken nachgerüstet wurden. Es sind dort auch keine Spuren von älteren Traufen zu finden. Das muss zumindest für die Attiken der Joche vier und fünf angenommen werden. Die aufgereihten Wasserspeier sind auf der Nordwand deutlich stärker verwittert, als die auf der Südseite. Die Oberseiten der Attiken sind auch hier mit leicht auskragenden Platten abgedeckt, die um die Strebepfeiler in Verlängerung der Giebelwand herumgeführt und auf deren Ortgänge bis zum First reichen.
In den Zwischenräumen der Strebepfeiler der Joche vier und fünf sind sehr schlanke und hohe rundbogige Fenster ausgespart, die auf der Südseite nach außen aufgeweitete Gewände aufweisen. Auf der Nordseite sind die Laibungskanten mit einfachen Rückversätzen gebrochen. In den Jochen zwei und drei gab es ähnliche Fenster, deren Bögen etwas niedriger lagen als bei den vorgenannten. Sie sind alle im Zusammenhang mit den späteren Anbauten der St-Amand-Kapelle und der Sakristei vermauert worden. Nur vom ehemaligen Fenster im dritten Joch der Nordseite ragt noch ein vermauerter Keilsteinbogen über das Dach der Kapelle hinaus.

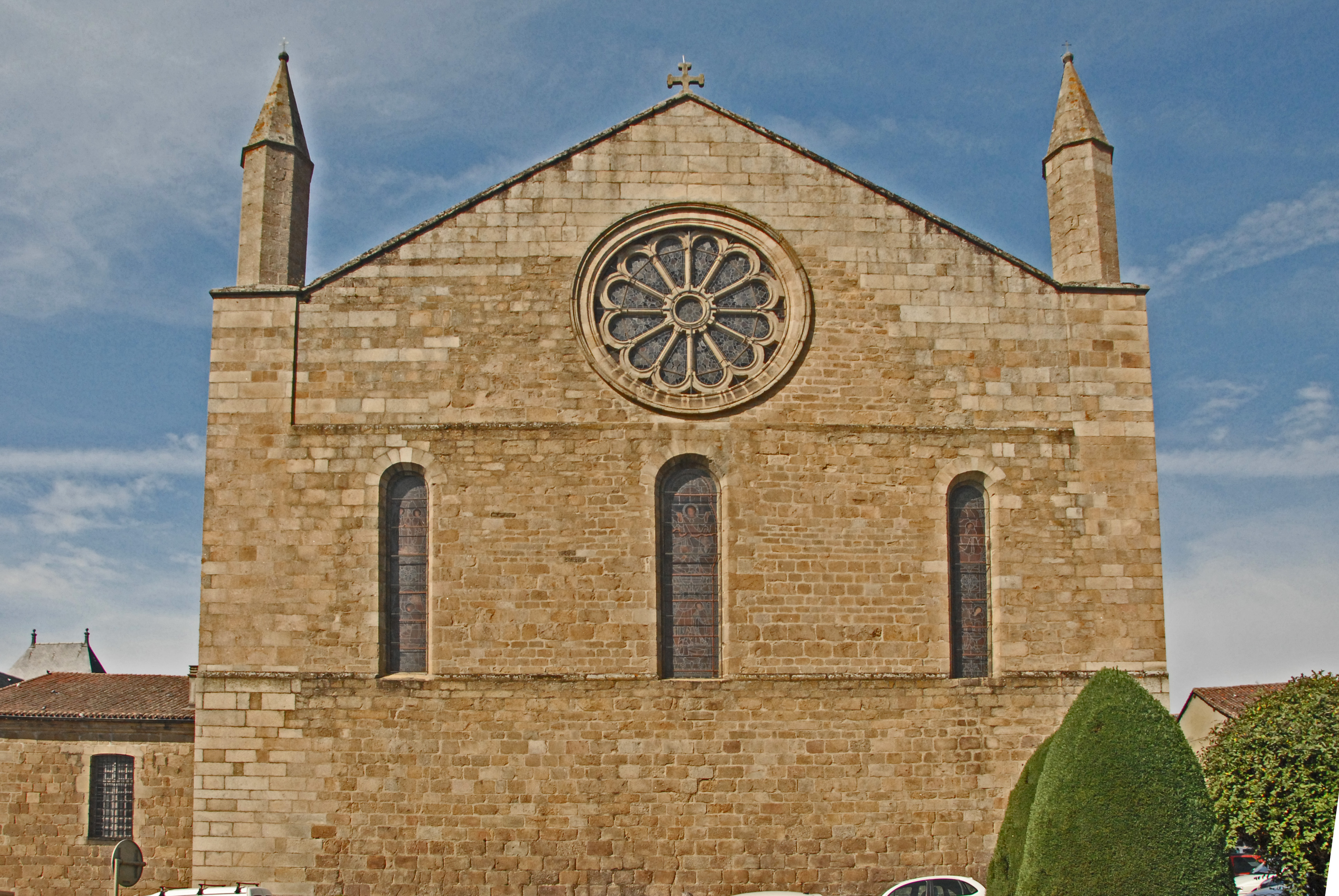
Chorhaupt von Osten

Die östliche Giebelwand des Chorhauptes wird horizontal in drei Geschosse unterteilt. Das gänzlich geschlossene Erdgeschoss wird in Höhe der Fensterbrüstungen der Nord- und Südwand in ganzer Breite mit einem flach gerundeten Profil oberseitig abgeschlossen. Auf diesem stehen drei schlanke rundbogige Fenster in gleicher Dimension wie die in den anschließenden Seitenschiffwänden. Ihre Gewände sind nach außen aufgeweitet. Eine Mauerschicht trennt die äußeren Scheitel der Keilsteinbögen der Fenster von einem weiteren ebenso gerundeten Profil, das das mittlere Geschoss nach oben begrenzt, jedoch nur bis zur inneren Kante der Strebepfeiler reicht. Das darüber beginnende dritte Geschoss springt gegenüber den Pfeilerseiten wenige Zentimeter zurück. Die Ortgänge der Giebelwand steigen etwa um 30 Grad bis zum First an, der von einem steinernen Kleeblattkreuz bekrönt ist. Auf den Pfeilern sind schlanke achteckige Säulen errichtet, die oberseitig mit einem Kragprofil umschlossen sind. Darauf stehen steinerne achteckige, steil geneigte Pyramiden, die von Kugeln bekrönt werden, die auf Höhe des Kopfes des vorgenannten Kreuzes angeordnet sind. Knapp über dem Profil, das das mittlere Geschoss abschließt, ist zentriert ein großes kreisrundes Fenster, ein Oculus, ausgespart, das von einem Ring aus Keilsteinen eingefasst wird, dessen Innen- und Außenkanten doppelt profiliert sind. Die runde Fensteröffnung ist mit einem feingliedrigen Maßwerk in Form einer zwölfpässigen Rosette ausgefüllt. Von einem zentralen Kreisring gehen strahlenförmig in Art von Radspeichen zwölf Rundstäbe aus, die zwölf „Blütenblätter“ der Rosette untereinander trennen, die an ihren Enden von halbkreisförmigen Abschlüssen gesäumt werden.
Die erdgeschossige Saint-Amand-Kapelle wurde im 15. Jahrhundert auf der Nordseite des Chorhauptes mit einem rechteckigen Grundriss an die Joche zwei und drei angebaut. Ihre Nordwand schließt mit der Außenwand der Querhauskapelle oberflächenbündig ab. Sie wird überdeckt von einem etwa 30 Grad geneigten Pultdach, dessen Ostseite abgewalmt ist. Es ist mit roten Hohlziegeln, wie die auf den übrigen Dächern eingedeckt. Die Traufen kragen etwas über die Außenwände hinaus und das Regenwasser kann frei abtropfen. Ihre Nordwand wird von drei kräftigen Strebepfeilern in zwei ungleich breite Felder unterteilt, die knapp einen Meter unter der Traufe mit abgeschrägten Oberseiten und dreiseitig von Kämpferprofilen abgeschlossen werden. Der Strebepfeiler auf der Nordostecke der Kapelle ist um die Ecke herumgeführt. In den beiden Wandfeldern ist je ein schlankes rundbogiges Fenstern ausgespart, dessen Bogen in Höhe der Pfeilerabschrägungen angeordnet ist. Die Laibungskanten werden durch Rückversätze in Breite der Keilsteine umschlossen, in deren Ecken umlaufend halbe Rundstäbe eingefügt sind. Ihre Bogenansätze sind mit kleinen Kapitellen und Kämpfern ausgestattet. Der Rundstabbogen wird mit einem weiteren Keilsteinbogen und einem halben Rundstab überfangen, der an den Enden ein kurzes Stück waagerecht abschwenkt. In der Ostwand der Kapelle gab es einmal ein ebensolches Fenster, das allerdings heute bis auf die Dekorationen zugemauert ist.
Dieser Kapelle genau gegenüber ist auf der Südseite des Chorhauptes eine neuzeitliche erdgeschossige Sakristei angebaut worden. Sie steht auf einem rechteckigen Grundriss und wird in Nord-Süd-Richtung mit einem etwa dreißig Grad geneigten Satteldach überdeckt, das wieder mit roten Hohlziegeln eingedeckt ist. Ihre ausladenden Traufen werden von einem profilierten Gesims unterstützt, das Regenwasser wird in hängenden Regenrinnen aufgefangen und kontrolliert abgeleitet. In den Außenwänden sind einige rechteckige Fensteröffnungen ausgespart, die von Stichbögen überdeckt werden. Der Zugang erfolgt von der Westseite.

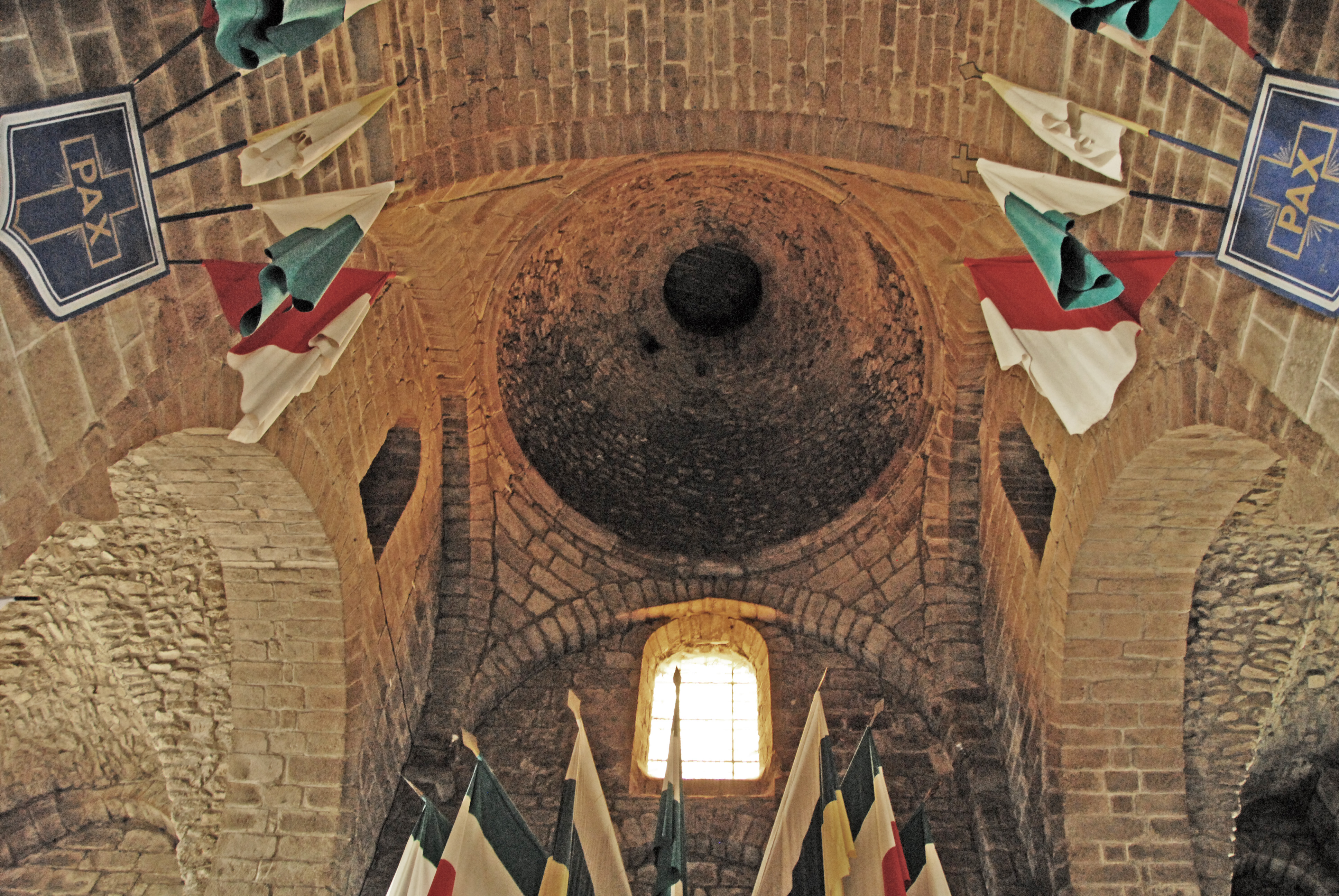
Mittelschiff Joch 1, Pendentifkuppel

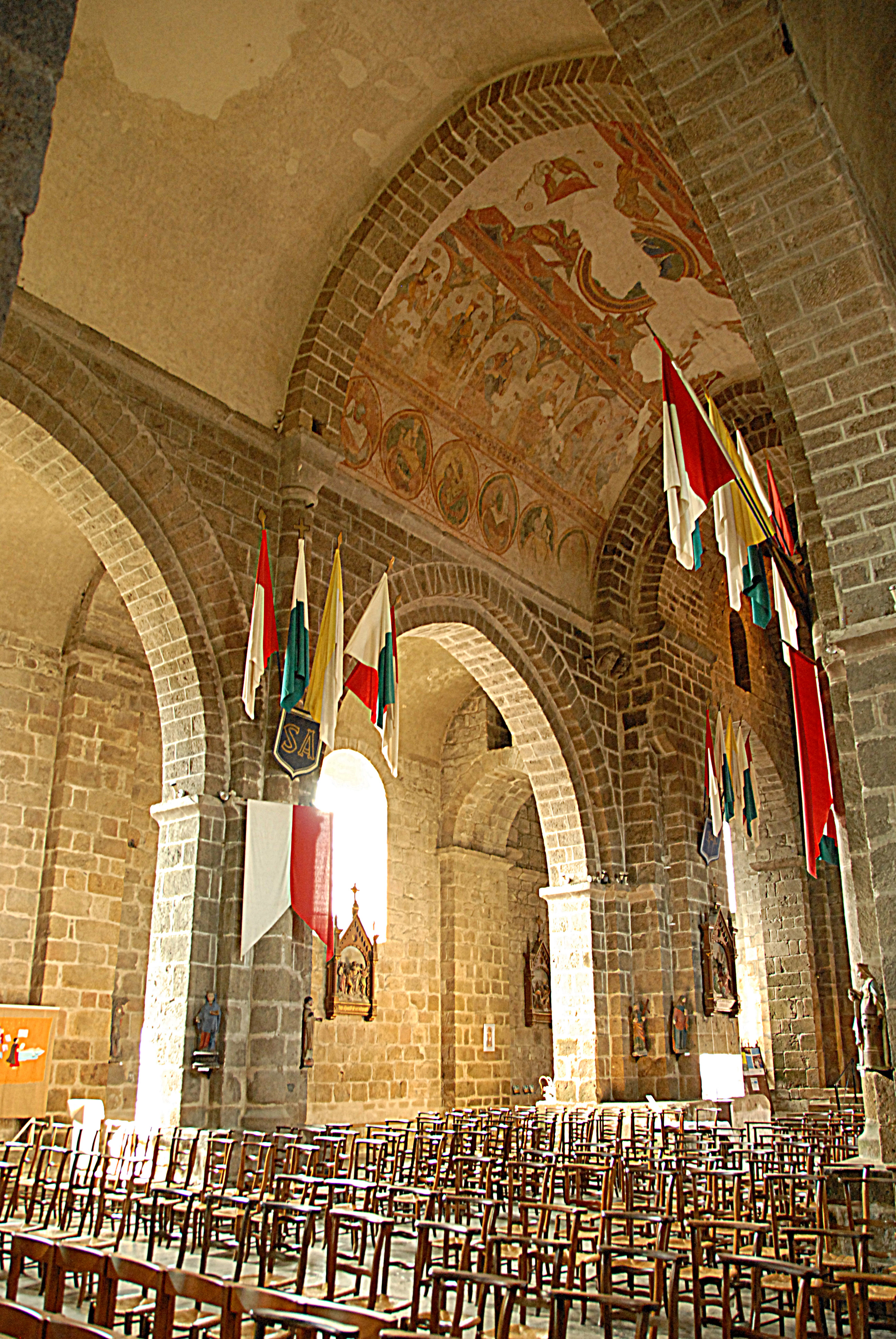
Langhaus Joche 3 bis 1. Südseite

### Inneres

#### Langhaus mit Westwerk
Das Langhaus steht auf einem rechteckigen Grundriss und besitzt den Aufriss einer Pseudobasilika mit drei untereinander abgestuften Schiffen ohne unmittelbare Belichtung des Mittelschiffs. Es wird in Längsrichtung unterteilt in drei Joche, in das erste und deutlich schmalere Joch und die beiden gleich breiten Joche zwei und drei.

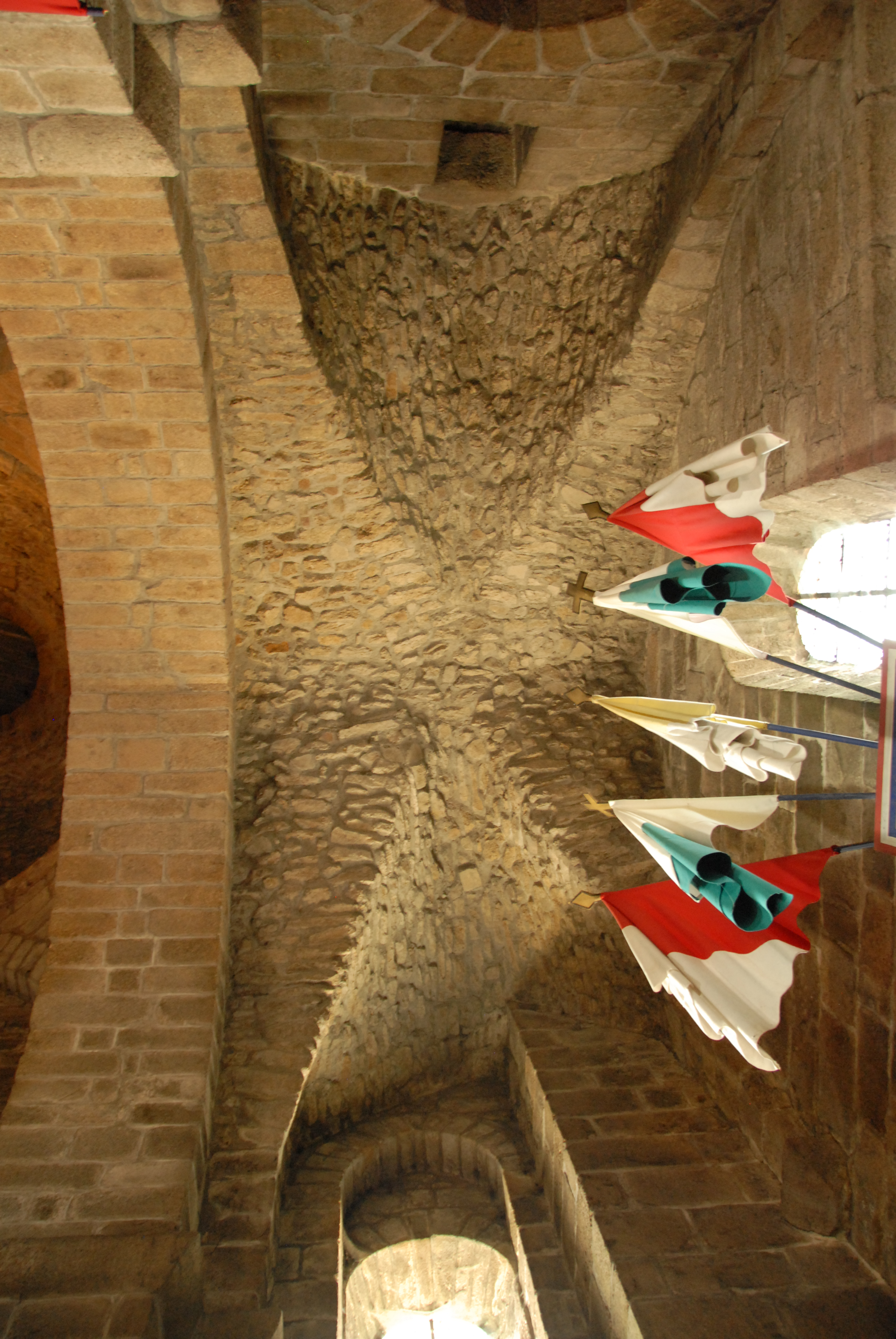
Südl. Seitenschiff, Joch 1, Kreuzgratgewölbe

Über dem ersten Joch erhebt sich das Westwerk aus einem zentralen Glockenturm, der von den beiden Wehrtürmchen flankiert wird. Die hohen Lasten des achteckigen Turms werden im Erdgeschoss von vier gewaltig dimensionierten Pfeilern getragen. Hinter dem Hauptportal, von den vier Pfeilern umgeben, erhebt sich im ersten Joch des Mittelschiffs ein quadratischer Raum, dessen Pendentifkuppel die Höhe der weiteren Mittelschiffgewölbe noch überragt, der an eine Vierung erinnert. Eine solche Kuppel an dieser Stelle ist eine Eigenart der aquitanischen Romanik des 12. Jahrhunderts. Die Pendentifs sind Segmente einer größeren Hängekuppel, die von den vier Raumecken zum höher angeordneten Fußkreis der halbkugelförmigen Kuppel überleiten. Die zwischen den Pendentifs entstandenen Bögen werden aus Keilsteinen gebildet, die aus den Wänden vortreten. Im Scheitel der Kuppel befindet sich eine kreisrunde Öffnung, die mit Holzbohlen abgedeckt ist, über die man Glocken und Baumaterial in den Turm hochziehen kann. Von dem ehemaligen Verputz der Kuppel sind nur noch Reste erhalten. Vier Seiten des achteckigen Turmsockels stehen in Höhe des Fußkreises auf den Wänden des quadratischen Raumes, die anderen vier Seiten werden von den Pendentifs unterstützt. In den Wänden zu den Seitenschiffen öffnen sich Arkaden mit angespitzten Bögen, scharfen Laibungskanten und Kämpferprofilen an den Bogenansätzen. Knapp über den Bogenscheiteln öffnet sich jeweils eine kleine rundbogige Arkade in die anschließenden Dachräume über den Kreuzgratgewölben der Seitenschiffe des ersten Jochs.

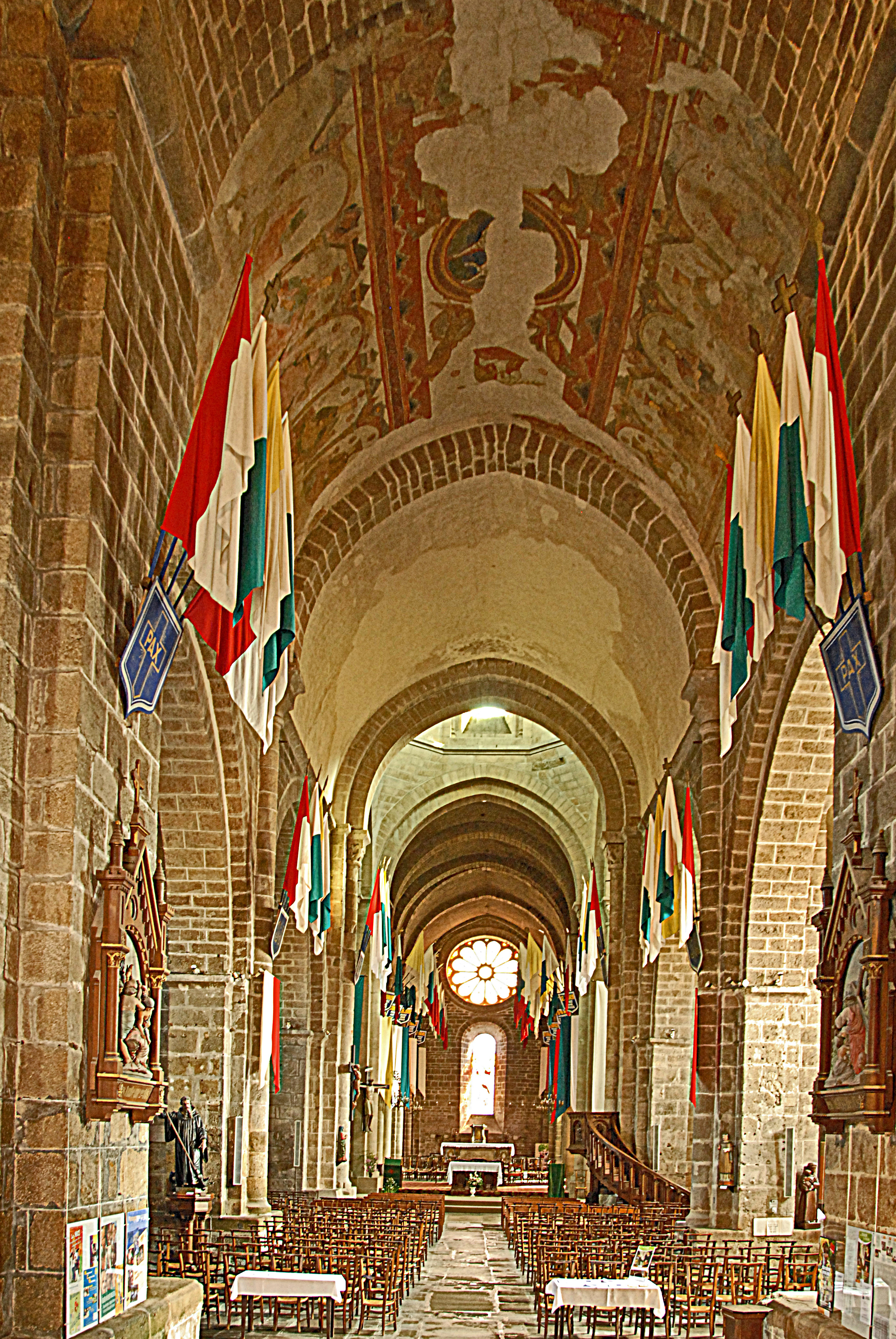
Mittelschiff, aus Joch 1

Diese werden erhellt durch je ein rundbogiges Fenster in beiden Außenwänden.
In der Westwand des Mittelschiffs öffnet sich unmittelbar unter dem Bogenscheitel zwischen den Pendentifs ein rundbogiges Fenster. Die Fenster der Westwand lassen das güldene Abendlicht der Sonne in die Schiffe eindringen. Über dem Boden erheben sich die beiden schlanken sehr hohen Portalöffnungen. Die Arkaden zwischen dem ersten und zweiten Joch weisen in allen Schiffen besonders breite Laibungen auf. Die Laibungskanten der Mittelschiffarkade sind einfach abgestuft. Ihre Bogenansätze sind von Kämpferprofilen markiert. Die Pfeiler zwischen Joch eins und zwei der Seitenschiffe haben scharfe Laibungskanten ohne Versätze. Ihre Bogenscheitel bleiben gut einen Meter unter denen der Seitenschiffgewölbe der folgenden Joche. Im südlichen Seitenschiff ist über diesem Bogen eine kleine rechteckige Öffnung ausgespart.
Die Schiffe im zweiten und dritten Joch werden von angespitzten Tonnengewölben überdeckt, die ganzflächig glatt verputzt sind und die von rechtwinkligen Gurtbögen getrennt werden. Das Mittelschiffgewölbe im zweiten Joch beginnt neben der breiten Arkade mit einem solchen Gurtbogen, der auf skulptierten Kragkonsolen steht. Die Gewölbeansätze werden mit Kämpferprofilen markiert, die auf der Kämpferhöhe der ersten Mittelschiffarkade liegen, die auch die Höhen der folgenden Kämpfer übernehmen. Der Gurtbogen des Mittelschiffs, zwischen den Jochen zwei und drei, steht auf halbrunden Diensten, die mit schlicht skulptierten Kapitellen und profilierten Kämpfern und Basen ausgerüstet sind. Die Gurtbögen der Seitenschiffe stehen auf Wandpfeilern gleichen Querschnitts, ihre Bogenansätze werden in Höhe der Gewölbeansätze der Seitenschiffe durch Kämpferprofile markiert.

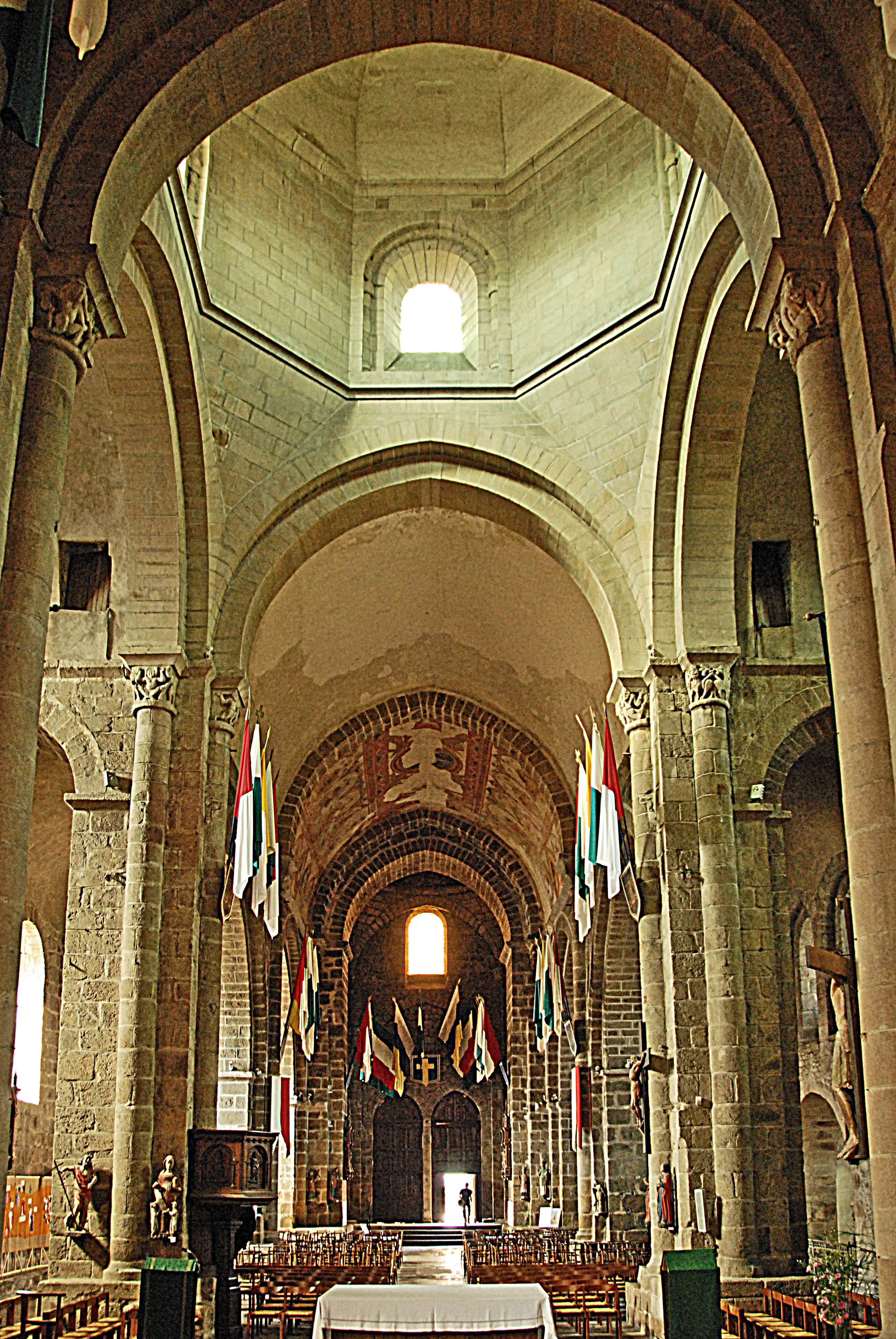
Mittelschiff, aus Vierung

Die Scheidewände zwischen den Schiffen werden durch große Arkadenöffnungen auf kleine zwickelartige Reste seitlich ihrer angespitzten Bögen und auf die Pfeilerkerne reduziert. Die äußeren Scheitel ihrer Keilsteinbögen berühren gerade die Kämpferprofile der Gewölbeansätze. Die Laibungskanten der Arkaden sind beidseitig einfach abgestuft. Ihre Bogenansätze werden von Kämpferprofilen mit abgeschrägten Sichtkanten markiert.
Die Pfeiler des Langhauses stehen auf rechteckigen zirka 75 Zentimeter hohen Sockeln, deren Seitenlängen den maximalen Ausdehnungen der Pfeiler einschließlich ihrer Dienste und sonstiger Vorlagen entsprechen. Das gilt auch für die im folgenden Absatz beschriebenen Pfeiler der Vierung. Die größten Sockel finden sich an den Pfeilern zwischen Joch eins und zwei, die zweitgrößten zwischen Joch drei und der Vierung.
In den äußeren Seitenschiffwänden sind in den Jochen zwei und drei jeweils zwei rundbogige Fenster ausgespart, deren Gewände nach innen aufgeweitet sind. Auf der Südseite hat man im dritten Joch eine Tür angeordnet, die zu den ehemaligen Konventsgebäuden und dem Kreuzgang auf dieser Seite geführt hat. Das darüber befindliche Fenster ist bei gleicher Scheitelhöhe deutlich niedriger als das benachbarte.
In der Nordwand des dritten Jochs öffnet sich eine relativ niedrige, leicht angespitzte rundbogigen Arkade in eine Kapelle geringer Tiefe, deren westlicher Rand knapp neben dem jochteilenden Wandpfeiler steht. Ihr Bogenscheitel liegt noch deutlich unter den Kämpfern der Scheidewandarkaden. Die Breite ihrer Laibung entspricht der Dicke der Nordwand des Seitenschiffs. Hinter der Laibung befindet sich eine Nische in Breite der Arkade und in Tiefe von etwas über einem Meter. Der lang gestreckte rechteckige Nischengrundriss wird oberhalb des Arkadenbogens von einem Kreuzrippengewölbe überdeckt. Im Nischenhintergrund ist ein rundbogiges Fenster ausgespart. Die ehemals tiefer gelegenen Brüstungen der beiden Fenster in der Nordwand des Seitenschiffs mussten über die Höhe des Kapellenanbaus angehoben werden.

#### Querhaus mit Vierung
Die Pfeiler der fast quadratischen Vierung bestehen aus quadratischen Kernen, an deren vier Seiten halbrunde alte Dienste der Vierungsarkaden stehen, die mit figürlich skulptierten Kapitellen, ausladenden Kämpfern, deren Sichtkanten mit breiten Kehlen gebrochen sind, und mit profilierten Basen ausgerüstet sind. Ausgenommen davon sind die Pfeilerseiten zum Langhaus und zu den Seitenschiffen hin, deren Arkaden scharfe Laibungskanten aufweisen und ohne Dienste auskommen. Die Kämpfer werden über die ganzen Pfeiler herumgeführt. Die Kämpferhöhe wird aus dem Mittelschiff übernommen. Auf den Pfeilern stehen die Arkadenbögen, deren Kanten innenseitig zur Vierung hin abgestuft sind, zum Chor und Mittelschiff auch beidseitig. Die äußeren Bogenkanten treffen sich paarweise über den Kanten der Pfeilerkerne.

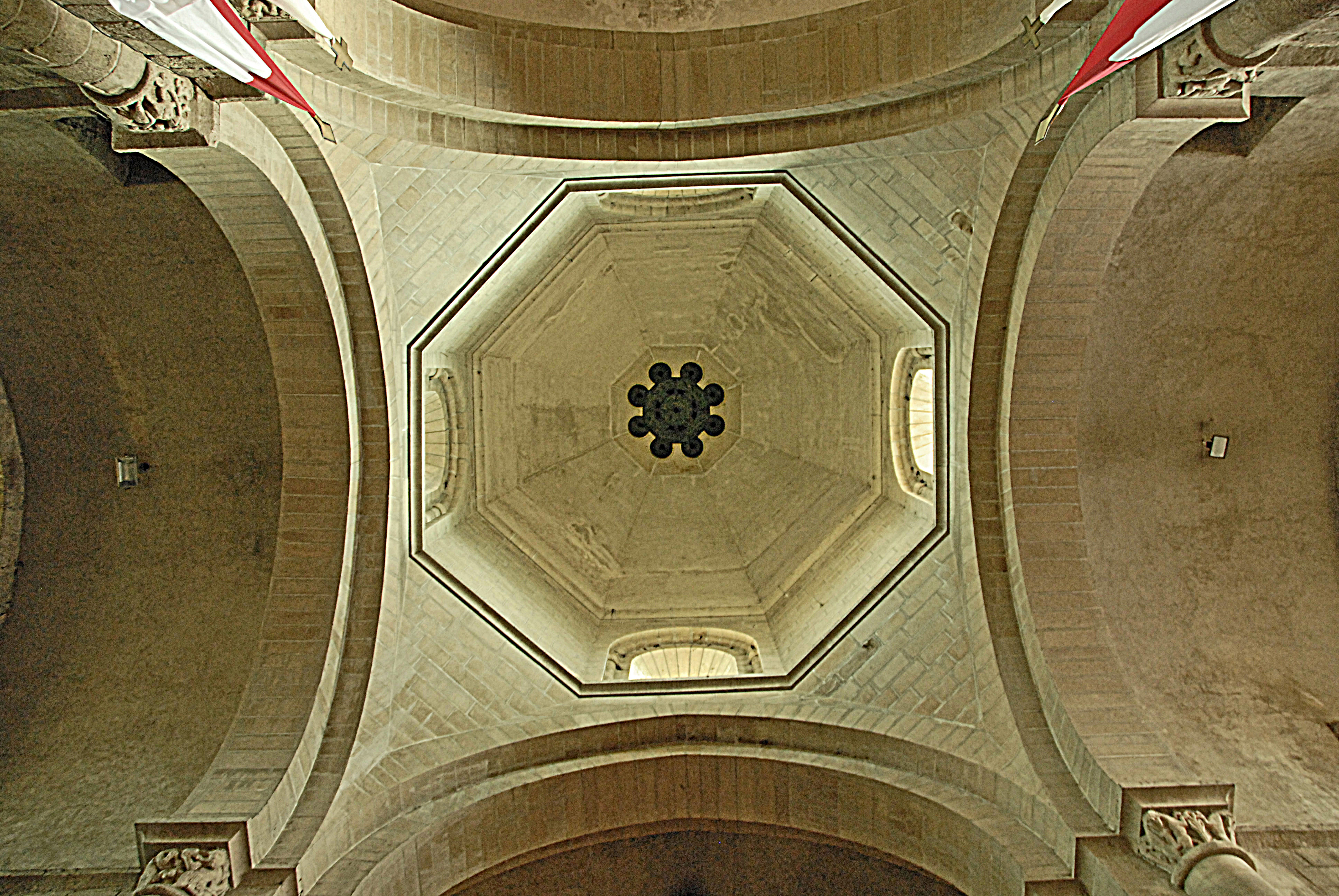
„Vierungskuppel“ von unten

Das darüber aufgehende „Gewölbe“ ist ein Produkt einer zweiten Erneuerung zu Beginn der 1940er Jahre, nachdem der Turm erstmals Anfang des 19. Jahrhunderts eingestürzt war und in reduzierter Form erneuert worden ist. Dieser stürzte 1922 wieder ein und hinterließ große Schäden, auch an der Vierungswölbung. Dem dann folgenden Wiederaufbau ist der heutige Zustand des Gewölbes zu verdanken. Ob man sich bei den Erneuerungen überhaupt die Mühe machte, sich möglichst an die Form einer klassischen Pendentifkuppel mit durchfenstertem Tambour anzunähern, ist sehr zu bezweifeln.
Statt richtiger Pendentifs wurden schlichte plane Dreiecke zur Überführung der Quadratecken in die Achteckseiten des Tambours eingebaut, dessen untere Kanten mit einem Kragprofil markiert sind, die mit ausgeprägten Hohlkehlen profiliert sind. In vier der acht Seiten des Tambours wurde je ein gedrungen wirkendes rundbogiges Fensterchen ausgespart, dessen Gewände allseitig nach innen aufgeweitet sind. Die Gewändekanten an den Seiten und im Bogen sind mit einfachen Rückversätzen gebrochen, in die halbe Rundstäbe eingefügt sind. Statt Kapitellen sind an den Bogenansätzen schlichte Verdickungen angebracht. Die senkrechten Wände des Tambours werden von einem Kragprofil mit leicht gerundeter Kehle abgeschlossen. Das hohle Gebilde darüber kann keinesfalls als Kuppel oder achteckige Kuppel bezeichnet werden. Es handelt sich eher um einen achteckigen Pyramidenstumpf mit steil geneigten Seiten, deren Neigung in etwa einem Drittel seiner Höhe etwas abnimmt. Die waagerechte achteckige Oberseite besitzt einen kreisrunden Durchlass in Form eines achtpässigen Oculus.

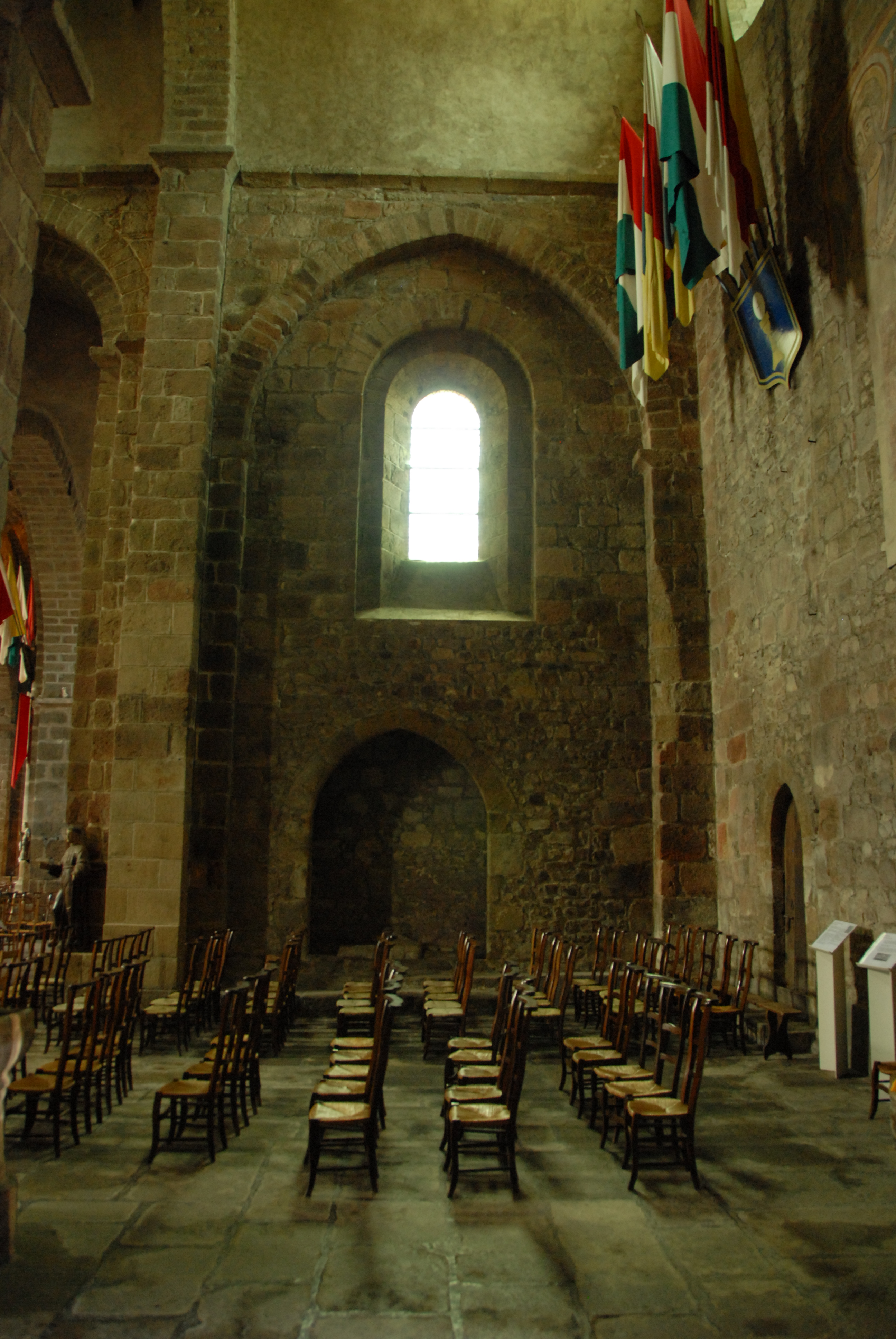
Nördl. Querhausarm, Westwand

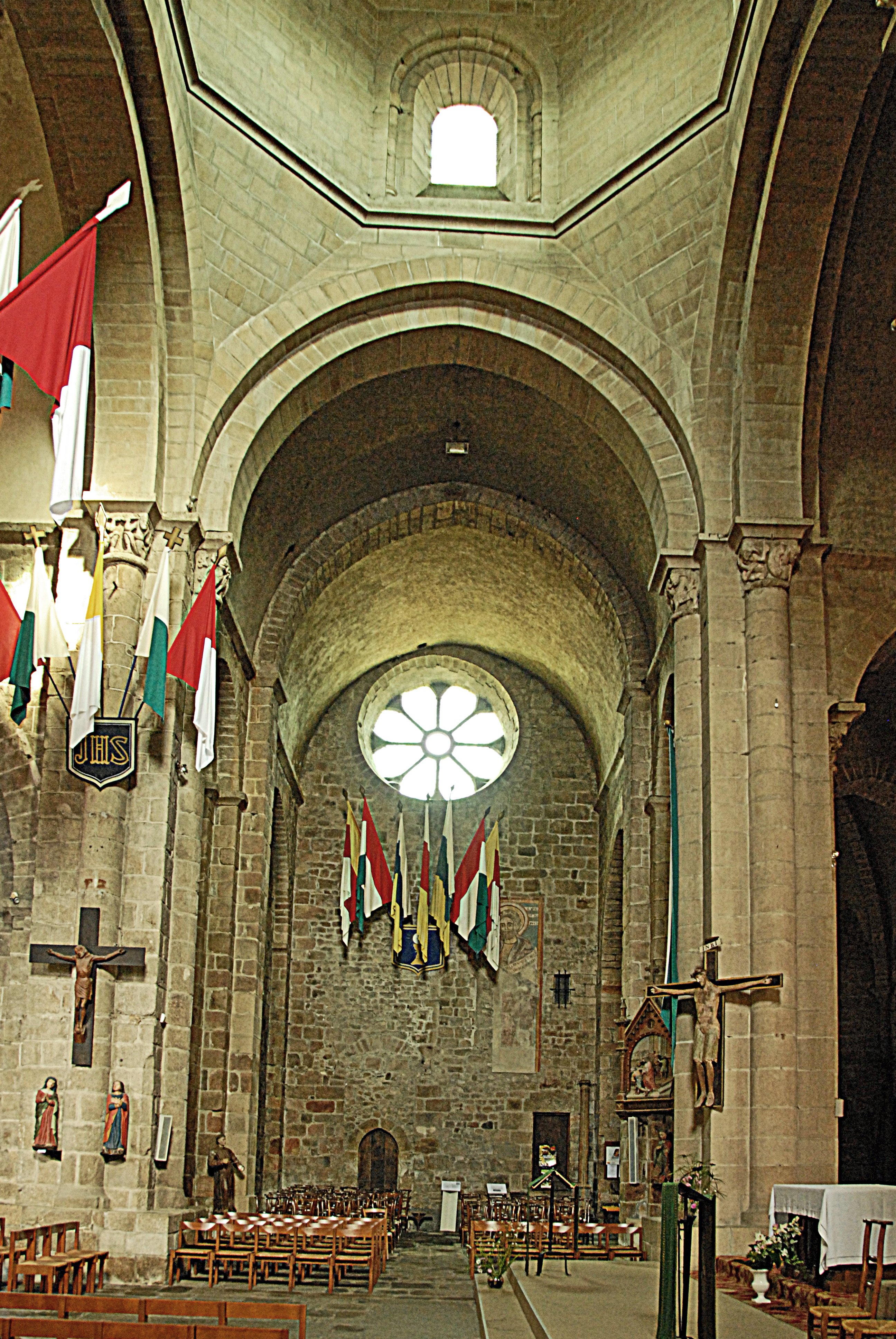
Nördl. Querhausarm aus Vierung

Zwischen den Armen des Querhauses und der Vierung befinden sich Raumabschnitte, die im Grundriss in Verlängerung der Seitenschiffe stehen, aber die angespitzten Quertonnengewölbe der Querhausarme und deren Höhenlage übernehmen. Die Gewölbeansätze werden durch das gleiche Kragprofil und dessen Höhe aus dem Mittelschiff markiert. Die beiden Raumabschnitte werden von Arkaden geteilt, aus im Querschnitt rechteckigen Wandpfeilern, auf denen ebensolche Gurtbögen stehen. Ihre Bogenansätze werden in Höhe der Kragprofile der Gewölbeansätze von Kämpferprofilen mit abgeschrägten Sichtkanten markiert. Die Westwände der Querhausarme sind mit Blendarkaden dekoriert, die fast die gesamte Wandflächen einnehmen. Ihre Keilsteinbögen, in Form angespitzter Rundbögen, reichen mit ihren äußeren Scheiteln bis knapp unter die Kragprofile der Gewölbeansätze. Ihre Bogenansätze werden mit Kämpferprofilen markiert. In der oberen Hälfte der Blendarkade sind rundbogige Fenster ausgespart, deren seitliche und obere Kanten durch rechtwinklige Rückversätze gebrochen sind Die Gewände hinter dem Versatz sind allseitig nach innen aufgeweitet. Im südlichen Querhausarm ist das Fenster außermittig in Richtung Vierung versetzt, das im nördlichen ist zentriert angeordnet. Im letzteren ist, leicht außermittig zur Vierung versetzt, eine rundbogige Nische in die Wand eingelassen.

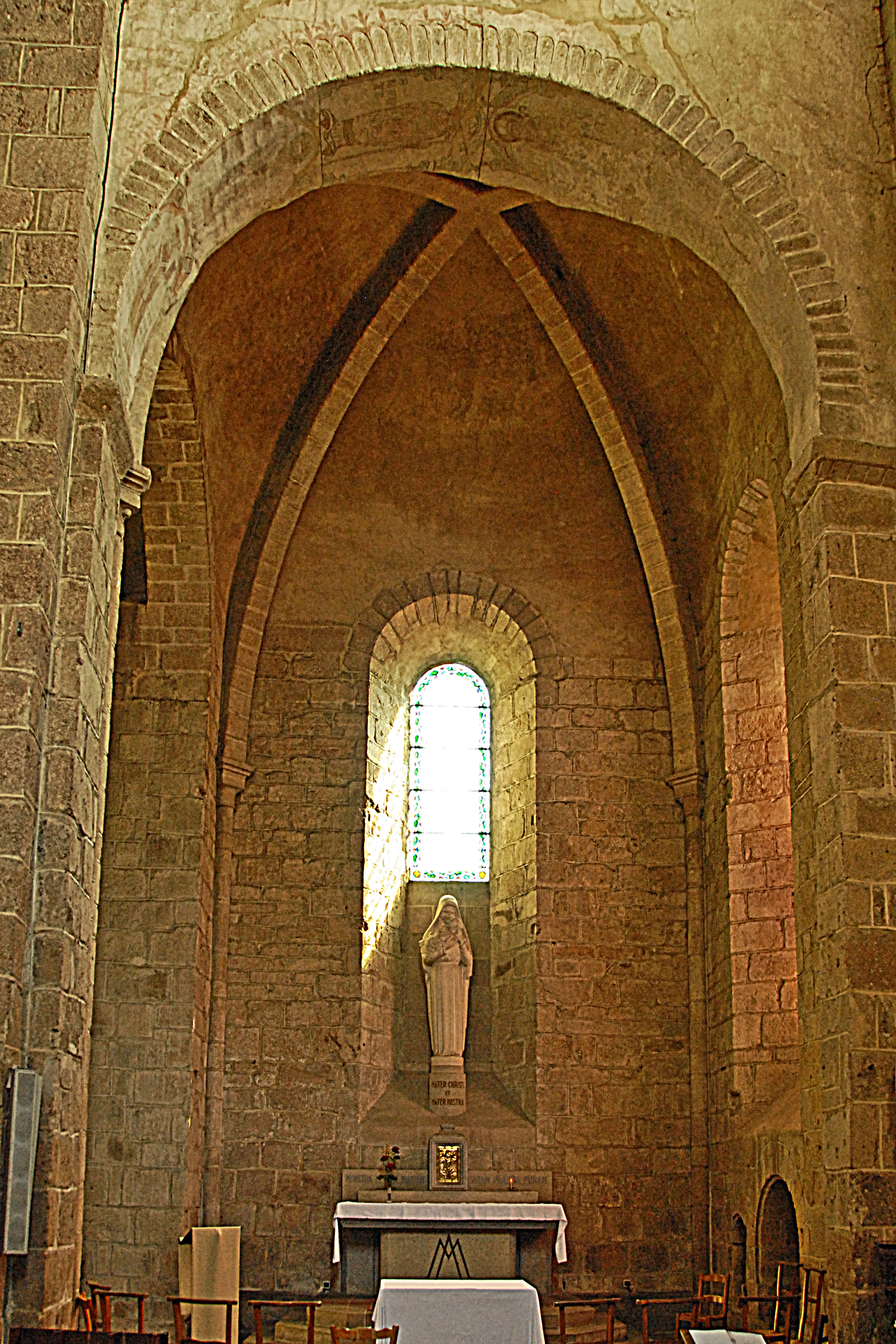
St-Junien, südl. Querhauskapelle

Die Giebelwände der Querhausarme öffnen sich knapp unter den Gewölbescheiteln mit einem kreisrunden Oculus, dessen scharfe Laibungskanten aus Keilsteinen geformt sind. Ihr Maßwerk ist in Form einer sechspässigen Rosette gestaltet. Auf der Nordwand ist das „Ochsenauge“ etwas außermittig nach Westen verschoben, da sonst die Fensteröffnung mit dem außenseitig angebauten Treppenturm kollidieren würde. In dieser Wand erschließt am östlichen Rand eine Tür die dort eingebaute Spindeltreppe, die ein gutes Stück darüber durch ein kleines rechteckiges Fensterchen ergänzt wird. Die Treppe führte im Ursprung allein in ein zweites Geschoss über der Querhauskapelle. Später diente sie auch zur Erschließung der hoch gelegenen befestigten Wehranlagen an den Gebäudetraufen. Sie führte aber auch in das zweite Geschoss der dort ehemals anschließenden Konventsgebäude. In derselben Wand ist, weiter nach Westen verschoben, eine zweite Tür mit rundem Bogen ausgespart, die ebenfalls zu den auf der Nordseite anschließenden Konventsgebäuden und ihren Höfen geführt hat. Im Mauerwerk oberhalb dieser Tür ist noch eine ältere Kontur einer ehemals breiteren, aber vor allem höheren Tür oder auch eines Fensters zu erkennen, die von einem Stichbogen überdeckt war. Die ursprünglichen Laibungskanten wurden von großformatigen Quadern und dem Keilsteinbogen gebildet, in die später die heutige Türeinfassung und deren Bogensteine eingefügt worden sind. Die restliche Öffnung über der Tür wurde mit kleinformatigen Bruchsteinen ausgefüllt.

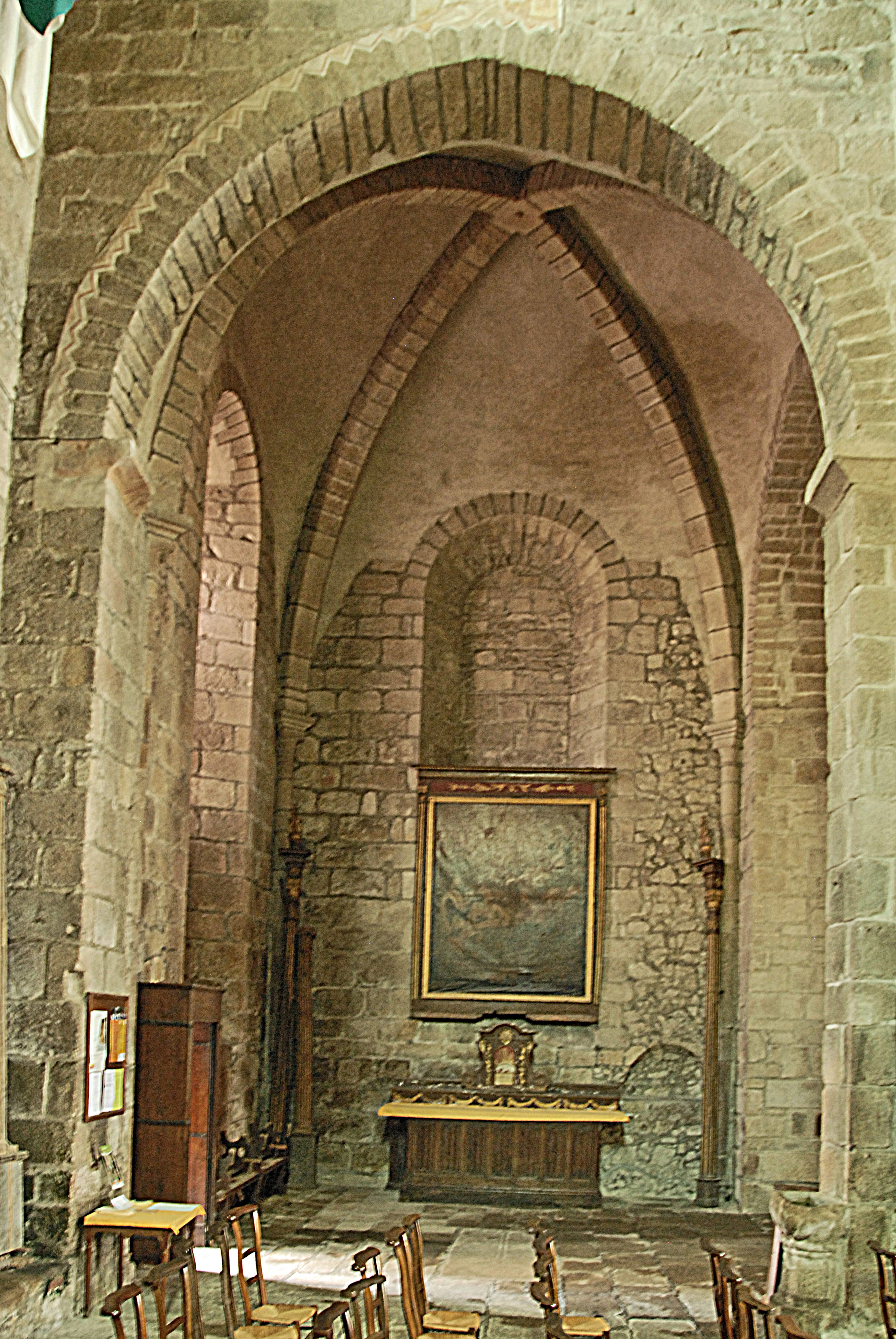
St-Junien, nördl. Querhauskapelle

Die im Grundriss leicht rechteckigen Querhauskapellen öffnen sich in den Ostwänden der Querhausarme mit Arkaden, in die südliche mit einem runden und in die nördliche mit einem angespitzten Keilsteinbogen, mit scharfen Laibungskanten. Die Breite der Arkaden nimmt fast die ganze Kapellenbreite ein und ihre Scheitel bleiben gut einen Meter unter den Gewölbeansätzen der Querhausarme. Die Arkaden zwischen den Seitenschiffen und den Kapellen sind ähnlich gestaltet, nur etwas schlanker. Die Kapellen werden von steil ansteigenden Kreuzrippengewölben überdeckt, deren Rippenquerschnitte die Form von hochkant gestellten Rechtecken aufweisen. Sie treffen im Gewölbescheitel auf einen im Grundriss kreuzförmigen Schlussstein. Die Rippen stehen jeweils auf halbrunden Diensten in den Kapellenecken, die mit schlicht skulptierten Kapitellen, profilierten Kämpfern und Basen ausgestattet sind. Die Gewölbezwickel sind glatt verputzt. In der Südkapelle ist auf beiden ehemals freien Seiten je ein schlankes rundbogiges Fenster ausgespart, dessen Gewände rundum nach innen aufgeweitet sind. Die Öffnung des Fensters in der Ostwand ist außenseitig bis in ihre halbe Höhe vermauert, da dort später die Sakristei angebaut wurde und das Fenster zur Hälfte verdeckt. Die Nordkapelle weist nur noch in ihrer Nordwand das schlanke Fenster auf, die ehemalige Fensteröffnung in ihrer Ostwand wird gänzlich von der St-Amand-Kapelle verdeckt. Ihre Vermauerung hinterlässt eine schlanke rundbogige Nische mit nach innen aufgeweiteten Gewänden.

#### Chorhaupt
Das Chorhaupt steht auf dem Grundriss eines Rechtecks, dessen Ausdehnung etwas geringer ist als die des Langhauses. Auch sein dreischiffiger Aufriss weist Ähnlichkeiten mit dem des Langhauses auf. Ein Hauptunterschied besteht in der wesentlich engeren Jochunterteilung. Gegenüber den drei Jochen des Langhauses sind es hier fünf Chorjoche, von denen die ersten vier fast gleich breit sind und das fünfte und letzte deutlich breiter ist.
Das „Mittelschiff“ des Chors ist wieder mit angespitzten Tonnengewölben überdeckt, deren Ansätze auf der gleichen Höhe wie im Mittelschiff des Langhauses liegen, aber von einem halben Rundstab markiert werden. Die Joche werden von im Querschnitt rechteckigen Gurtbögen getrennt. Das letzte Joch schließt an der Ostwand des Chorhauptes mit einem halben Gurtbogen ab. Die ersten beiden Gurtbögen sind etwas breiter als die nächsten beiden. Dementsprechend sind die ersten beiden Pfeilerbündel etwas größer dimensioniert als die letzten beiden. Die Pfeilerbündel bestehen aus quadratischen Kernen, auf deren vier Seiten alte halbrunde Dienste vortreten. Diese reichen bis zu den Ansätzen der ihnen zugehörigen Arkadenbögen hinauf und sind dort mit skulptierten Kapitellen und profilierten Kämpfern ausgerüstet, an ihrem Fuß mit profilierten Basen. Den letzten Pfeilern folgen an der Ostwand entsprechende Wandpfeiler mit vortretenden Diensten.

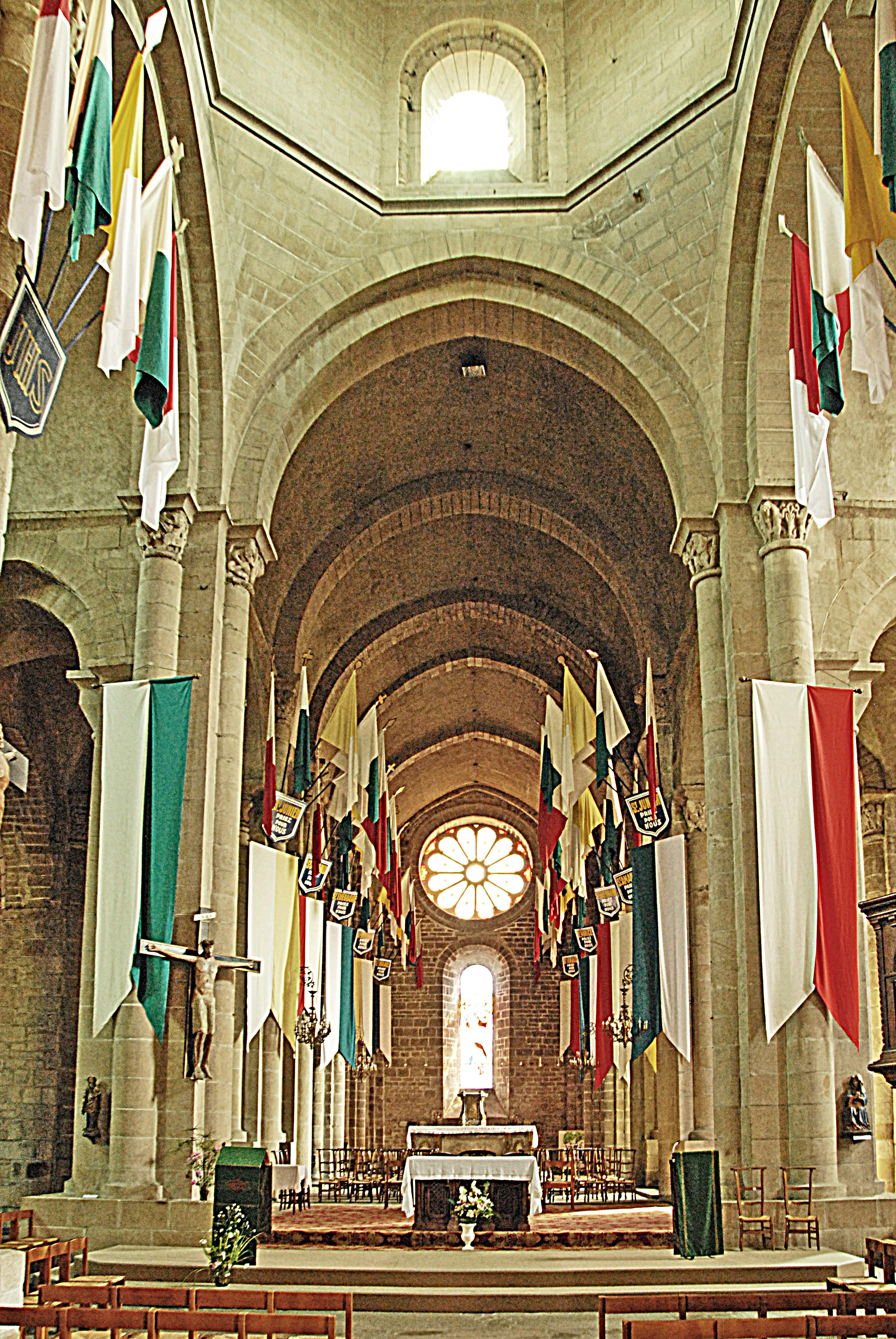
Aus Vierung zum Chor

Die Seitenschiffe des Chors sind in allen Jochen mit Kreuzgratgewölben überdeckt. Das Mittelschiff wird von den Seitenschiffen durch Scheidewände getrennt, die etwas schlanker sind als die Pfeilerkerne. Von ihnen bleiben nur zwickelförmige Abschnitte übrig, seitlich der sie tragenden schwach angespitzten Arkadenbögen, deren Keilsteinbögen gerade die Profile an den Gewölbeansätzen berühren. In den Jochen drei bis fünf liegen die zum Mittelschiff weisenden Zwickel der Seitenschiffgewölbe ein wenig über den Laibungen der Scheidewandbögen. In den ersten beiden Jochen gehen diese Laibungen ohne Versatz in die Gewölbezwickel der Seitenschiffe über. Die Seitenschiffgewölbe werden untereinander und eingangs durch Arkaden mit unterschiedlichen Bögen unterteilt. Die ersten beiden sind stärker angespitzte Rundbögen, denen ein Rundbogen ohne Anspitzung folgt. Die letzten beiden sind wieder angespitzte Rundbögen. Über deren Keilsteinbögen folgen noch mehr oder minder hohe Aufmauerungen. Die ersten Arkadenbögen der Seitenschiffe weisen auf ihren Querhausseiten starke Rückversätze auf, die unterhalb ihrer Kämpfer in Wandrückversätze übergehen. An den Außenwänden der Seitenschiffe stehen die Arkadenbögen auf Diensten vor Wandpfeilern, die wie diejenigen gegenüber ausgestattet sind.
Die beiden Pfeilerpaare zwischen den Chorjochen eins und drei stehen wieder auf rechteckigen Sockeln. Ihre Längen entsprechen den maximalen Ausdehnungen ihrer Pfeiler in Längsrichtung der Schiffe einschließlich ihrer Dienste, ihre Breiten den Ausdehnungen der Pfeilerkerne in Querrichtung. Das bedeutet, dass ihre zu den Schiffen weisenden Dienste bis auf die Böden der Schiffe hinabreichen. Die Pfeilerpaare zwischen den Chorjochen drei und fünf stehen ohne Sockel unmittelbar auf den Böden der Schiffe.
Der Boden des Chormittelschiffs oder des eigentlichen Chors liegt drei Stufenhöhen über den Böden der Vierung und der Chorseitenschiffe. Der Chor wird aus der Vierung über eine dreistufige Treppe erschlossen, die über die ganze Breite zwischen den Vierungspfeilern des Triumphbogens reicht. Aus den Seitenschiffen in den Jochen eins bis vier erreicht man das Niveau des Chorbodens über schmalere dreistufige Treppen. Im fünften Chorjoch liegt aber das Niverau des Mittelschiffbereiches genau auf Höhe der Seitenschiffe. Daraus ergibt sich zwischen dem letzten Pfeilerpaar ein Versatz der Böden in Höhe von drei Stufen, allerdings ohne eine Treppe.
Dadurch wird das fünfte Joch, in Gemeinschaft mit den Chorseitenschiffen, zu einem Chorumgang oder Umgangschor, wie er in mittelalterlichen Pilgerkirchen verbreitet war, allerdings ohne die bekannte Ausrundung der Umgangswände und ohne Angleichung der Höhen der Umgangsgewölbe. Das wird noch bestätigt, wenn man weiß, dass der ältere Hochaltar bis in die Neuzeit im Chorjoch drei errichtet war, kurz vor dem Grabmal des St-Junien. Die Pilger konnten gleichzeitig den Sarkophag und den Hochaltar auf gleicher Bodenhöhe umrunden. Damit erklärt sich auch die größere Breite des fünften Jochs. Bei den Umzügen der Pilger verweilten alle Pilger besonders an der östlichen Kopfseite des Sarkophages, um St-Junien, dem Ziel oder der Etappe ihrer Reise, ihre Ehre zu erweisen. Die größere Ausdehnung des letzten Jochs kommt ihnen dazu entgegen.

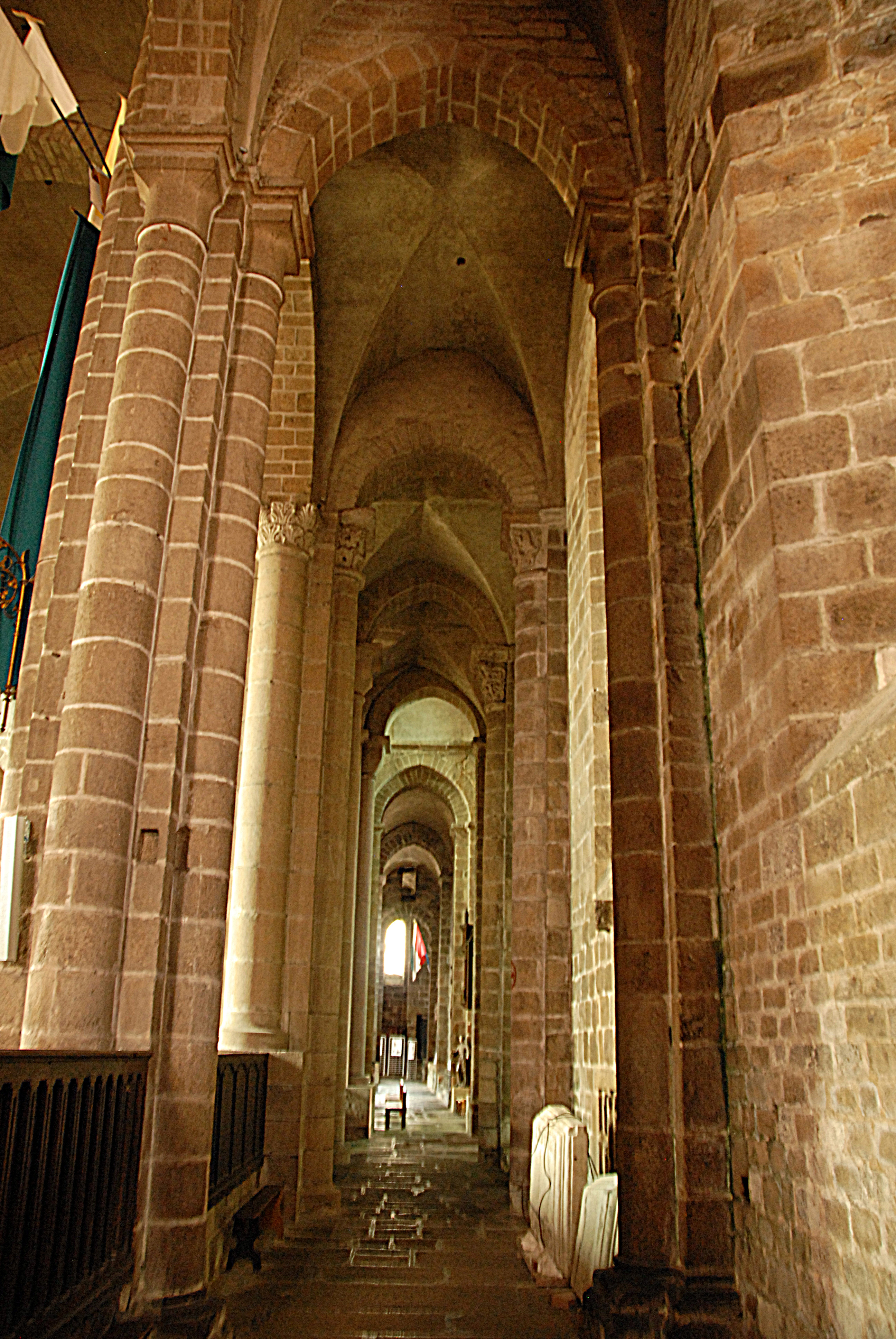
Chor, nördl. Seitenschiff nach hinten

In den Außenwänden der Seitenschiffe ist in den Jochen vier und fünf jeweils ein schlankes rundbogiges Fenster ausgespart mit allseitig nach innen aufgeweiteten Gewänden. Solche Fenster in gleicher Höhe befinden sich auch auf der östlichen Giebelwand in den Achsen des Mittelschiffs und der Seitenschiffe. Im Mittelschiff des Chorhauptes passt gerade noch zwischen dieses Fenster und den Gewölbegurtbogen das große „Ochsenauge“. Seine Laibungskante wird von einem teilrunden Stabprofil gebrochen, das rundum von Keilsteinen eingefasst wird. Diese werden außenseitig noch einmal von einem Kragprofil umgeben. Die Fensteröffnung ist mit einem feingliedrigen Maßwerk in Form einer zwölfpässigen Rosette gefüllt. Die ehemals in den Chorjochen zwei und drei vorhandenen Fenster wurden später von den Anbauten der St-Amand-Kapelle und der Sakristei verdeckt.
Die Kapelle des Saint-Amand  wurde im 15. Jahrhundert an die Nordwand des zweiten und dritten Jochs angebaut. Sie steht auf dem Grundriss eines lang gestreckten Rechtecks und wird über eine Tür aus dem zweiten Joch des Seitenschiffs erschlossen. Sie wird von zwei Kreuzgratgewölben überdeckt und wird über zwei schlanke rundbogige Fenster in der Nordwand erhellt, deren Gewände allseitig nach innen aufgeweitet sind. Sie birgt einen Altar und ein Büstenreliquiar, das Reliquien des Saint-Amand enthält.
Die Größe des Anbaus der Sakristei lässt darauf schließen, dass er neben der eigentlichen Sakristei noch andere Räumlichkeiten wie Abstellräume, Sanitärräume, Sprechzimmer, einen Heizraum und andere enthält. Er wird neben einer Außentür aus dem Kircheninnern über eine Tür im dritten Joch erschlossen.
Galerie Chor

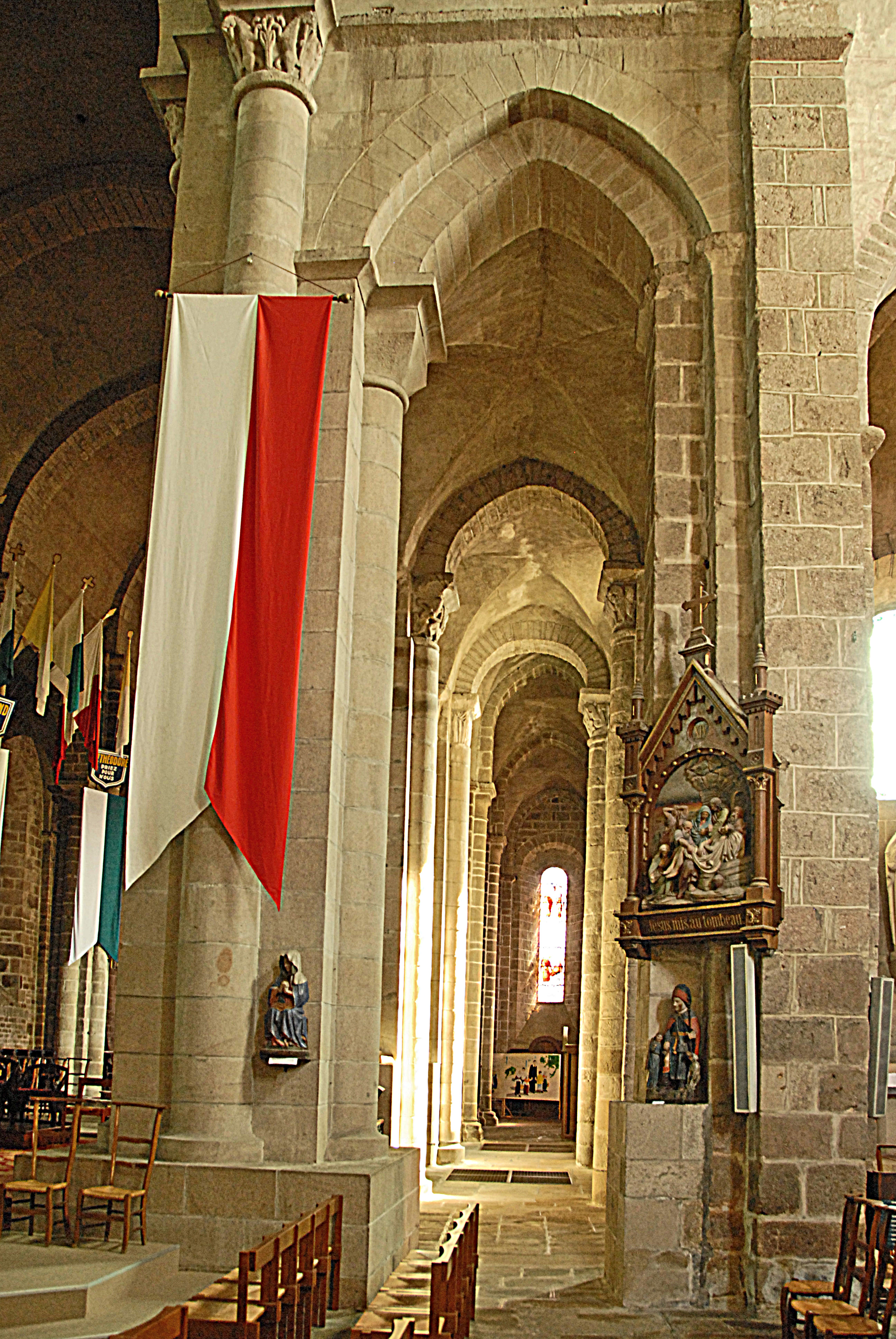
südl. Seitenschiff des Chors, aus Querhaus
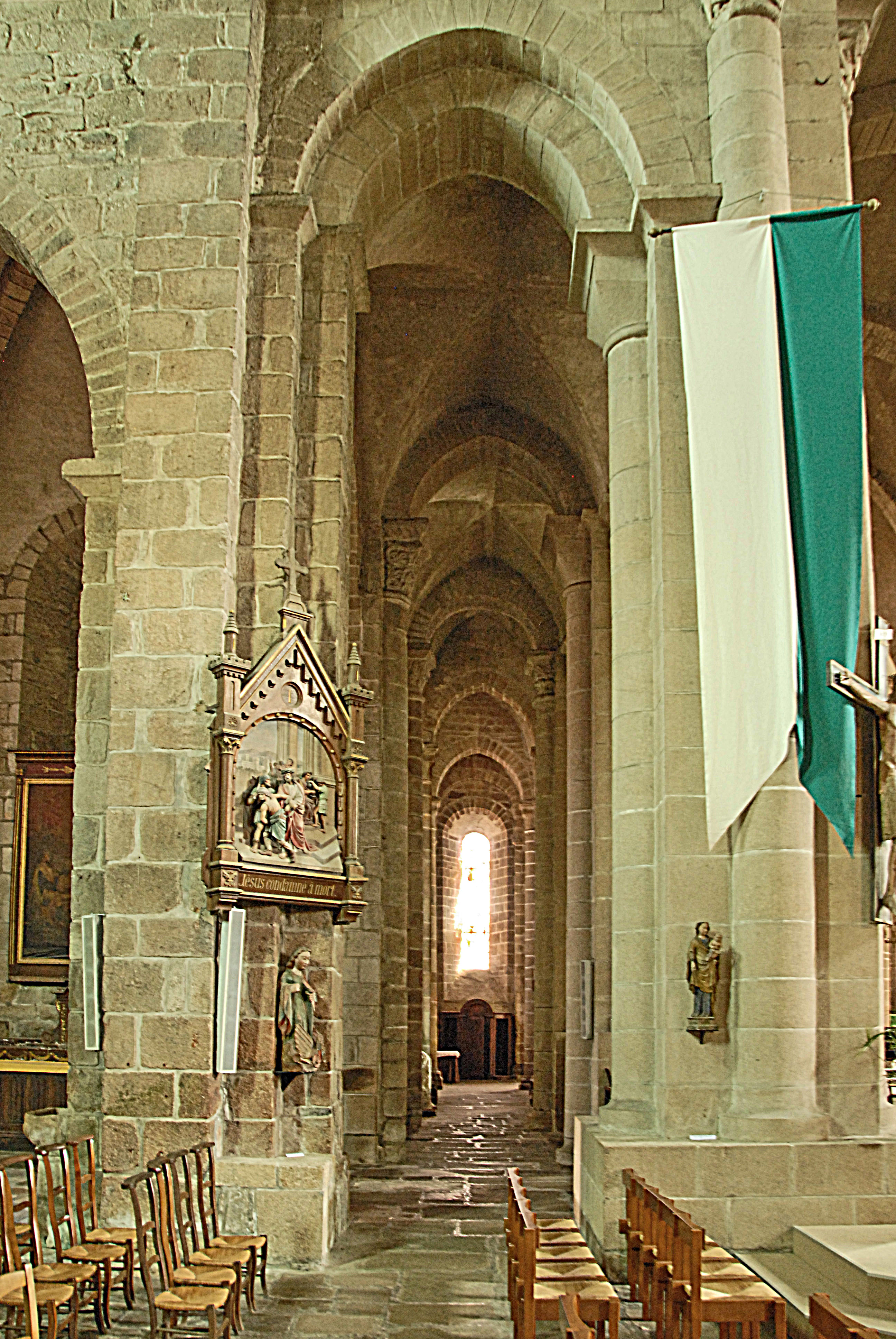
nördl. Seitenschiff des Chors, aus Querhaus
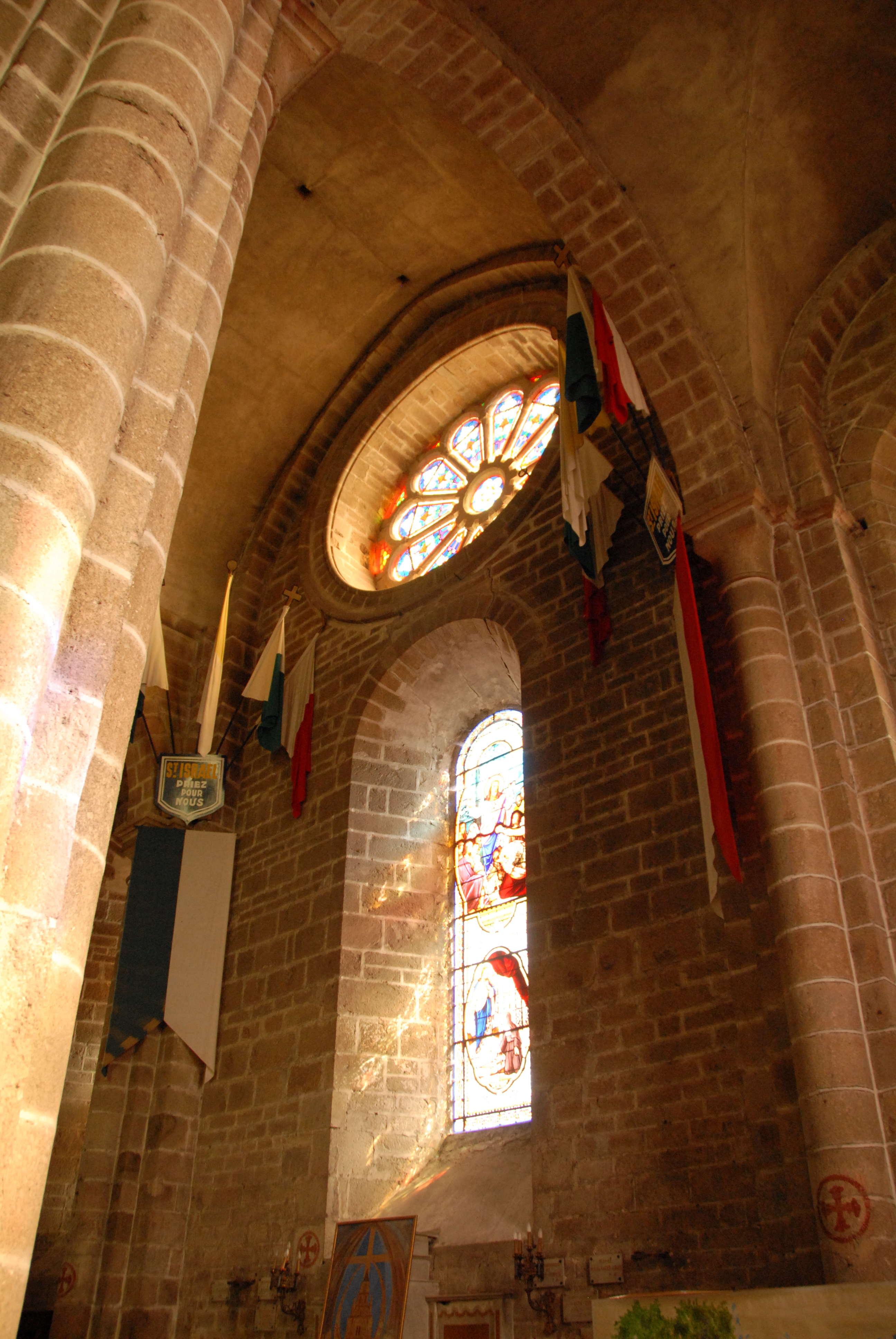
Chor, östl. Abschlusswand
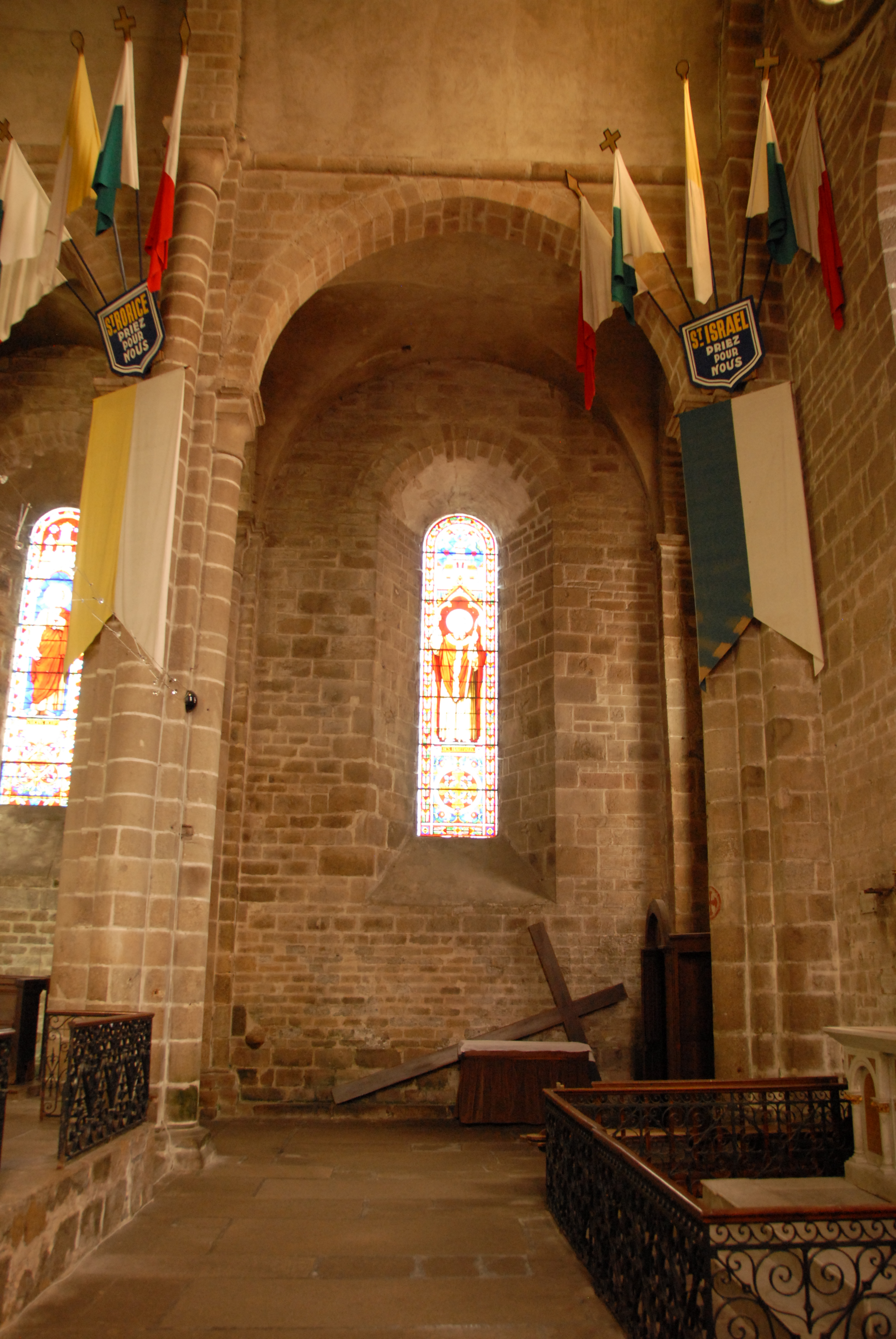
Chor, Joch 5, nördl. Seitenschiff

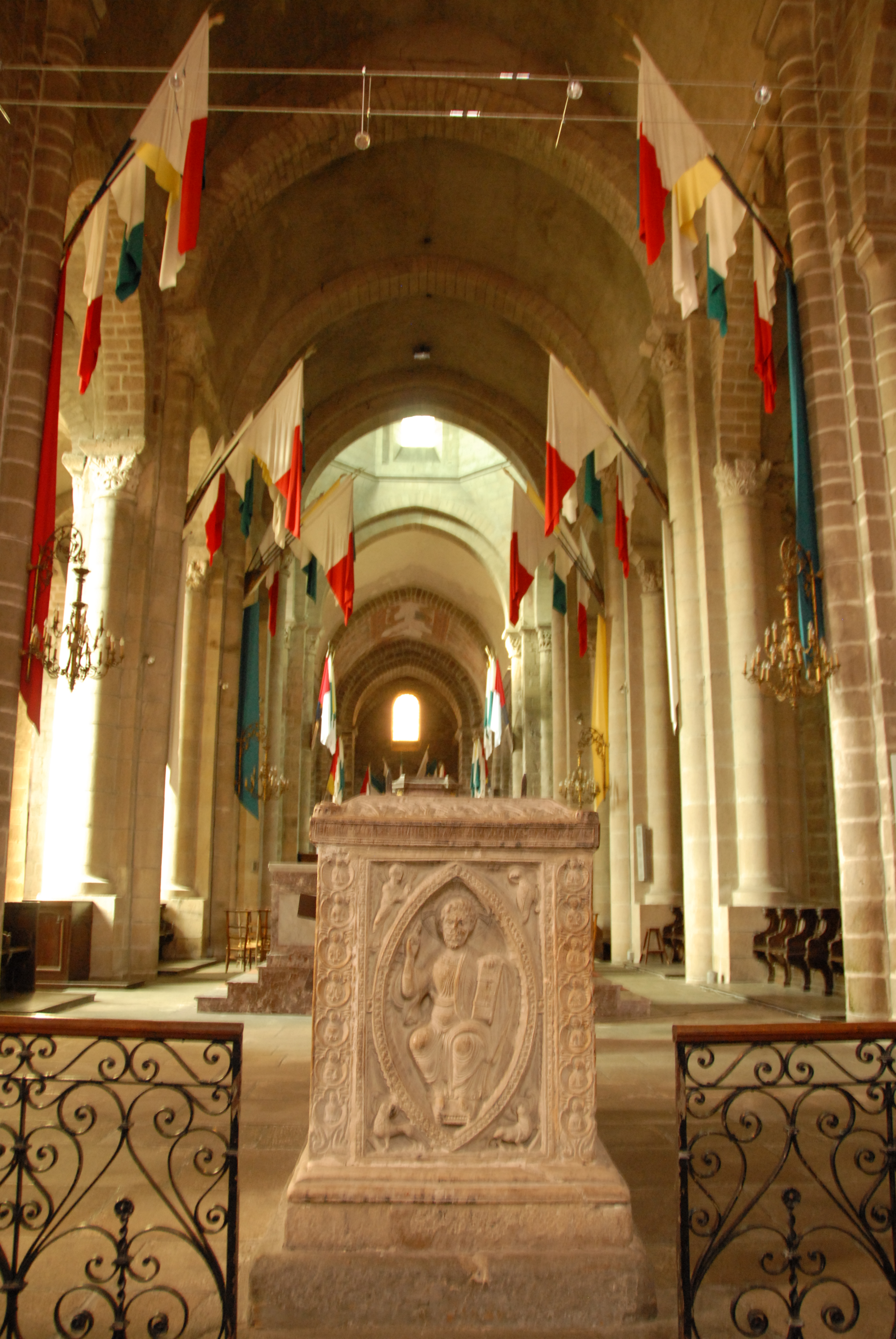
Chor aus Joch 5 mit Sarkophag

#### Inventar und Fresken

##### Grabmal des Saint-Junien
Geschichte des Grabmals
Über die Bestattung des Heiligen und die Geschichte seines Grabes unterrichten eine Inschrift im Innern des Grabmals und die Chronik Étienne Maleus († 1322), eines Kanonikers von St. Junien. Danach wurde Junian nach seinem Tod von Bischof Roric II. zunächst in einem Sarkophag bestattet, der in den folgenden Jahrhunderten das Ziel der frühmittelalterlichen Wallfahrten zum Grab des Heiligen wurde.
Bischof Rainaud von Périgueux, der die Amtsgeschäfte des erkrankten Bischofs Pierre Viroald übernommen hatte und auf Bitten des Abtes Ramnulf im Oktober 1100 die Einweihung der wiedererrichteten Kirche vornahm, ließ aus diesem Anlass den Sarkophag öffnen, den Schädel aus einem bemalten hölzernen Behältnis (de sua theca depicta) umbetten in ein neues, das aus zwei vergoldeten hölzernen Schalen bestand (infra duas conchas ligneas in superficie deauratas), und ebenso die übrigen Gebeine in zwei hölzerne Schreine legen. Die Schreine ließ er in den ursprünglichen Sarkophag stellen, diesen direkt am Hauptaltar aufstellen und mit einer direkt auf den Sarkophag aufgemauerten neuen Grabplatte „nach Art eines Eselsrückens“ (ad modum dorsi asini fabricati) verschließen. Nachdem Rainaud im darauffolgenden Jahr bei einem Kreuzzugsunternehmen ums Leben gekommen war, ließ Abt Ramnulf die Grabanlage noch einmal umbauen, indem er sie mit einer neuen „steinernen Einfriedung und steinernen Bildnissen“ (clausura alia lapidea et imaginibus lapideis) versehen und mit einer neuen, diesmal von Eisenstangen getragenen Platte verschließen ließ.
1230 wurde im Rahmen von Umbauarbeiten der Altar und mit ihm die Grabanlage versetzt. Nach 1819 wurde der Hauptaltar erneut versetzt und diesmal von der Grabanlage abgetrennt. Ein von der Ummauerung durch das Grabmal nicht abgedeckter und bei der Ablösung des Altars freigelegter Teil des alten Sarkophags wurde bei dieser Gelegenheit durch schmucklose Gipsplatten abgedeckt.
Das Grabmal
Das quaderförmige Grabmal des 12. Jahrhunderts steht auf einer allseitig ausladenden Sockelplatte in der Chorachse im vierten Joch, direkt gegenüber dem ehemaligen Hauptaltar an der Kopfwand des Chors. Bis auf die Westseite weist das Grabmal allseitig herausragende bildhauerische Qualitäten auf. Das gut erhaltene und vermutlich behutsam restaurierte ursprüngliche Denkmal ist aus feinem Kalkstein aus La Rochefoucauld gefertigt. Einzelne Stellen der Skulpturen, wie etwa Gesichter, Knie, Hände sind dunkel gefärbt und von speckigem Glanz, vermutlich die Spuren der über Jahrhunderte währenden Berührungen durch die Besucher der Pilgerstätte.
Der im Inneren des Grabmals eingeschlossene Sarkophag soll außer den Reliquien Junians auch Reliquien der Heiligen Amand und Theodor sowie eine Reliquie des „wahren heiligen Kreuzes“ enthalten.

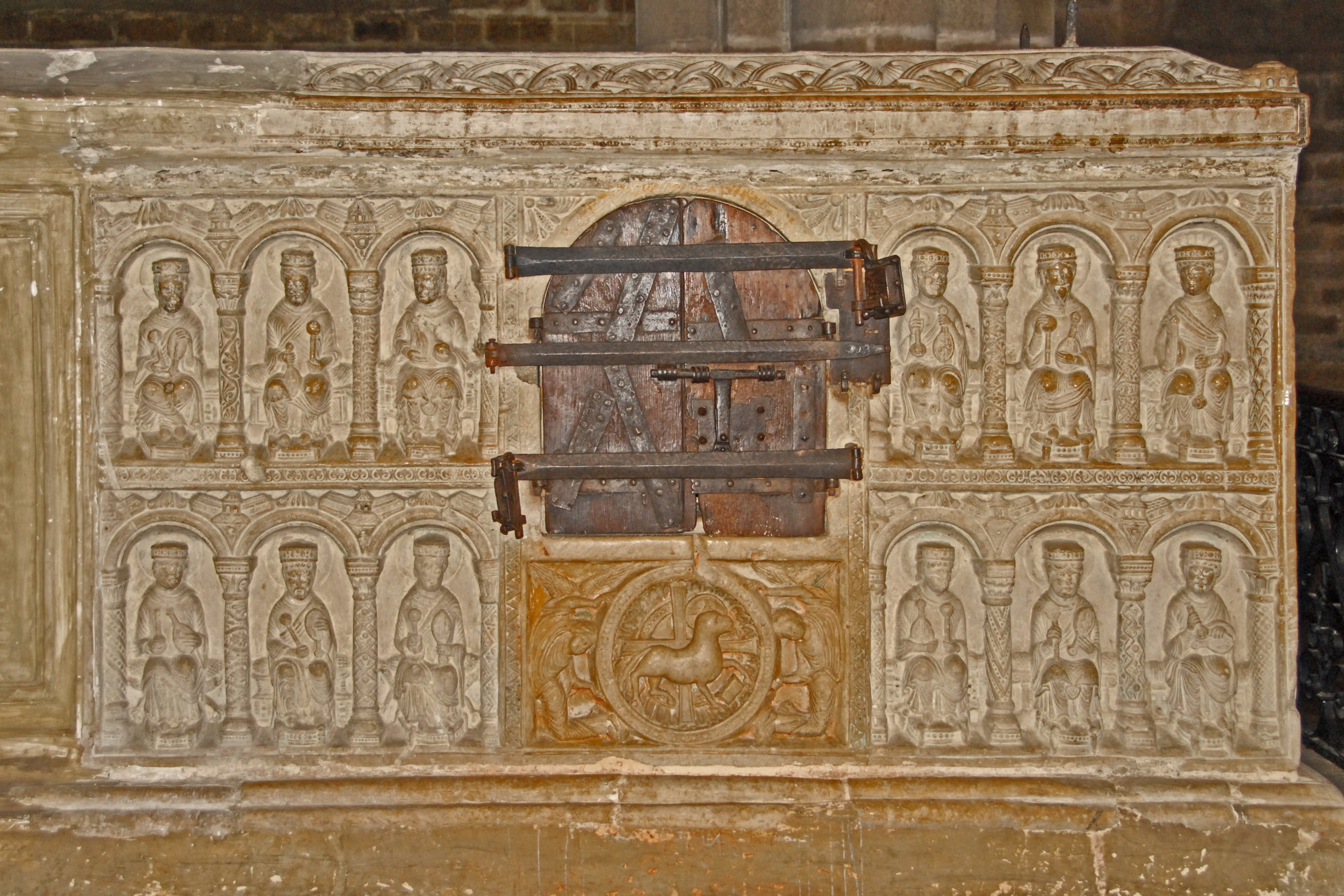
Grabmal, Südseite mit Tür

In die Mitte der Südseite des Grabmals ist dessen einzige Öffnung eingelassen. Sie wird mit einem Rundbogen überdeckt, dessen Scheitel gegen das obere schmale Rundstabprofil stößt, welches die Skulptur der ganzen Seite rechteckig umschließt. Sie ist verschlossen mit einer zweiflügeligen dunkelbraun imprägnierten Tür, die mit waagerechten Bändern aus Schmiedeeisen in Angeln an den seitlichen Öffnungskanten aufgehängt ist. Die Türblätter werden zusätzlich mit aufgenagelten Metallstreifen senkrecht und schräg verlaufend verstärkt. Die Tür wird zunächst in mittiger Höhe mit einem waagerechten Eisenstab verriegelt, der in Ösen geführt ist. An diesem Riegel ist ein im Querschnitt rechteckiger Hebelarm angeschmiedet, mit dem man den Hebel seitlich schieben und radial verdrehen kann. Im verschlossenen Zustand zeigt der Hebel abwärts, wo die an seinem Ende befestigte Schließfalle in einen Schlitz des schmiedeeisernen Türschlosses gesteckt wird, dessen rechteckige Deckplatte mit Bolzen in der Tür verankert ist. Mit einem passenden Schlüssel wird im Schloss ein Riegel in die Falle geschoben.
Dieser Mechanismus wird noch ergänzt durch drei deutlich über die Türseiten hinausragende Eisenbänder, die einseitig von Angeln gehalten werden, anderseitig in Schlössern verriegelt werden. Für Weisungen wird bzw. wurde die Tür geöffnet und gab dann den Blick auf den im Inneren aufgestellten älteren Sarkophag frei.

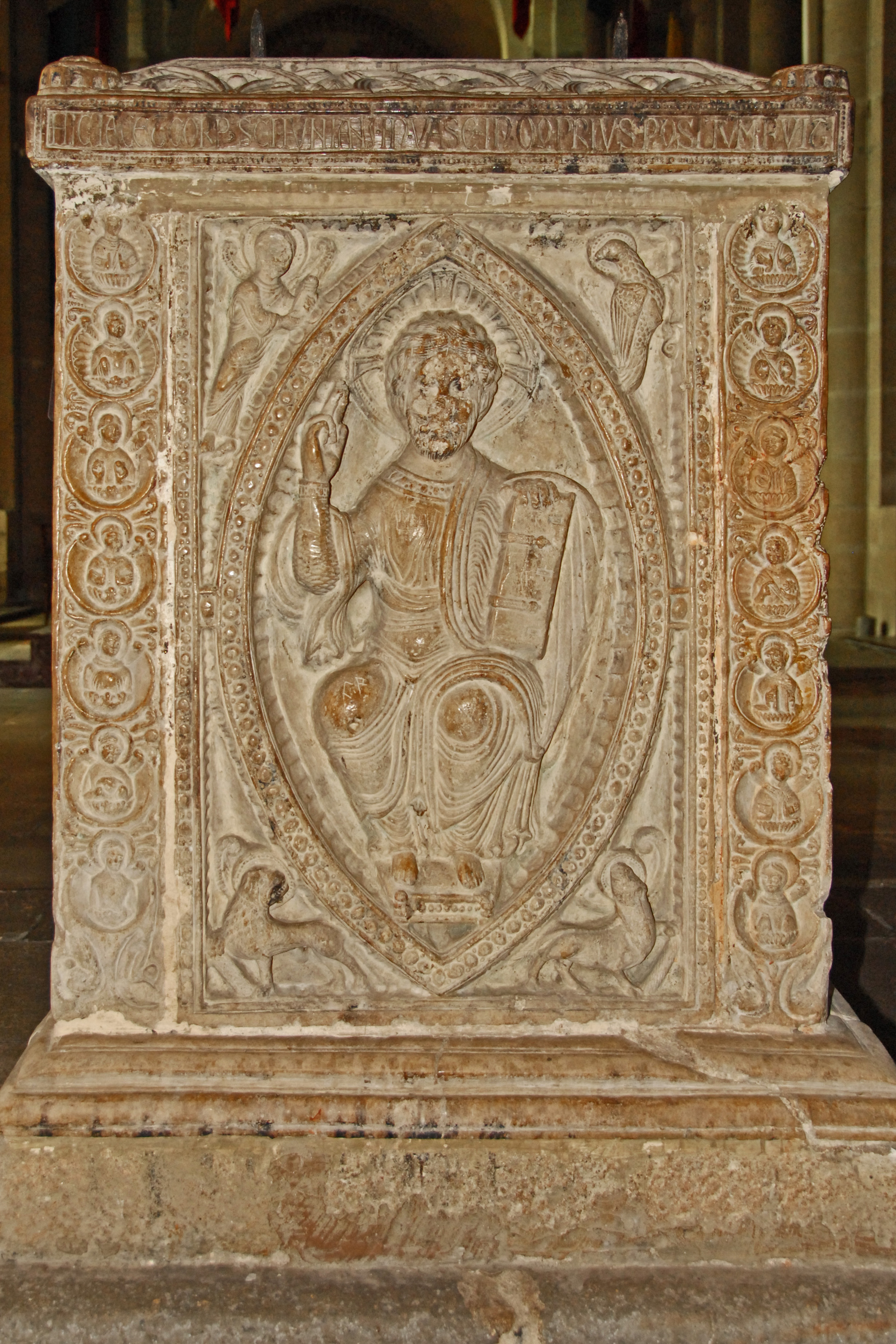
Grabmal, Ostseite, Majestas Domini, in der Mandorla

Die östliche Kopfseite des Grabmals zeigt eine Darstellung der Majestas Domini. Die Mandorla in Form von zwei senkrecht gegeneinander gestellten Kreisabschnitten, die zusammen an einen Mandelkern erinnert, füllt fast gänzlich ein hochkant gestelltes Rechteck, das von der profilierten Sockelkante bis unter die Deckplatte reicht und auf beiden Seiten von breiten Bändern mit Friesen aus aneinandergereihten runden Schalen dekoriert ist. Sie berührt mit ihren spitz zulaufenden Enden den oberen und unteren Rand des Rechtecks, die seitlichen Bogenscheitel werden auf geringem Abstand gehalten. Die seitlichen Kanten der Mandorla und die des Rechtecks bestehen aus Bändern mit schmalen parallel verlaufenden Profilen, zwischen denen größere und kleine Perlen oder „Edelsteine“ aufgereiht sind.
Christus als Pantokrator (Weltherrscher) sitzt frontal zum Betrachter auf einem Thron, von dem nur ein kunstvoll geschnitztes Fußbänkchen zu sehen ist, auf dem seine nackten Füße stehen, die rechte Hand ist zum Segen erhoben, die linke stützt das geschlossene „Buch des Lebens“ auf den Oberschenkel. Über einer langärmligen Tunika trägt er ein faltenreiches, togaartiges Gewand, das um den Leib mit einem Band zusammengehalten wird und sich über den ganzen Körper in einem fast gotischen Faltenwurf auffächert. Die Knie scheinen nicht oder nur hauchdünn bedeckt zu sein. Seinen Kopf mit bärtigem Gesicht umgibt ein Kreuznimbus, dessen obere Hälfte ein Strahlenfächer füllt. Die inneren Kanten der Mandorla werden von ähnlichen Strahlenkränzen begleitet.

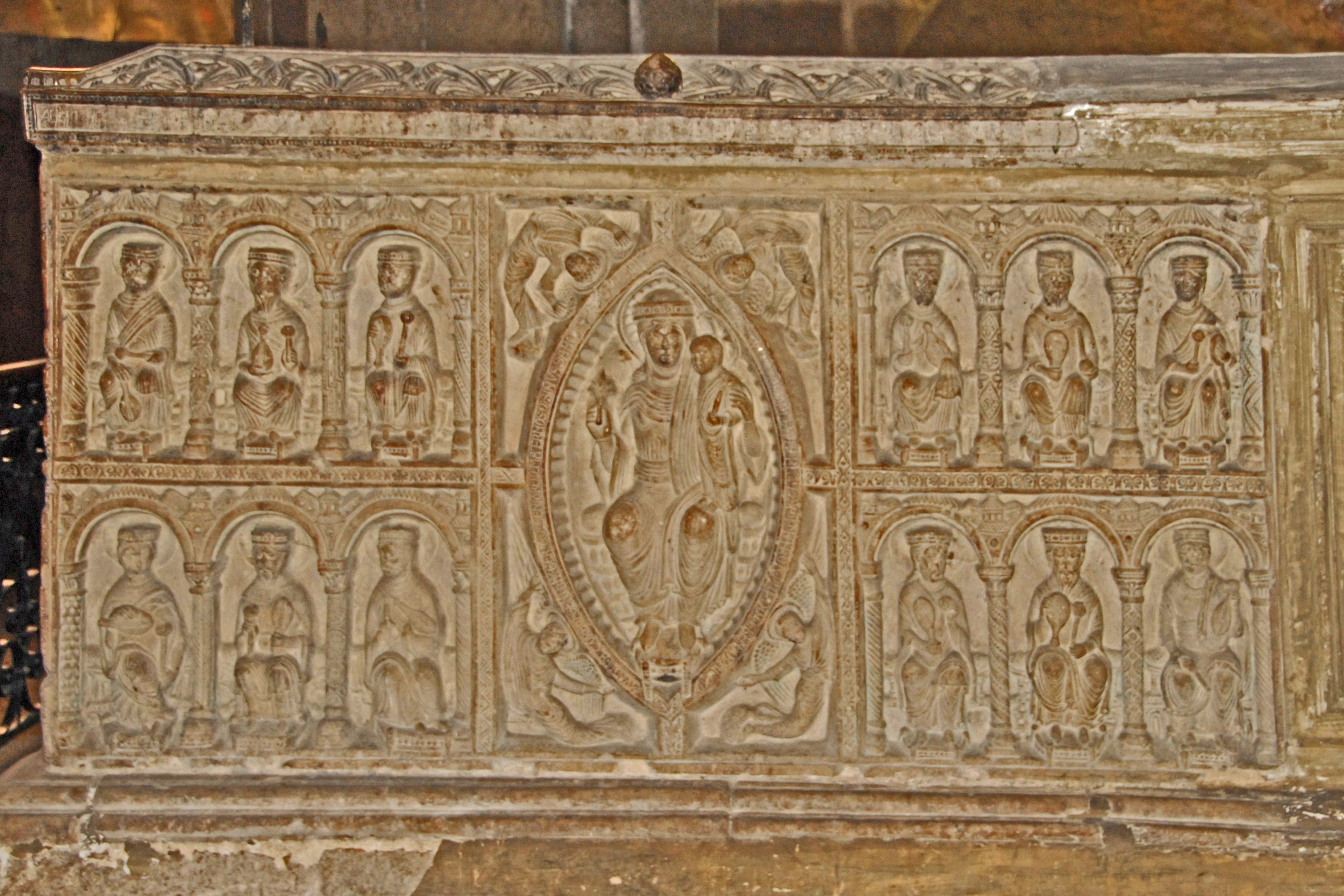
Grabmal, Nordseite, Maria in Mandorla und zwölf Älteste

In den „Zwickeln“ zwischen der Mandorla und dem Rechteck die bekannten Symbole der vier Evangelisten: oben links der geflügelte Mensch (Matthäus), oben rechts der Adler (Johannes), unten links der geflügelte Löwe (Markus) und unten rechts der geflügelte Stier (Lukas). Die Körper der Tiersymbole sind auswärts gewandt, während sich die Gesichter Christus zuwenden. Ihre Köpfe sind mit Nimben hinterlegt.
Die beiden breiten senkrechten Bänder, die das Rechteck flankieren, sind gefüllt mit jeweils sieben runden tellerartigen Medaillons, in denen Oberkörper von geflügelten Engeln oder Heiligen abgebildet sind, deren Köpfe mit Nimben hinterlegt sind. Die frontal ausgerichteten Köpfe und Nimben überragen die runden Medaillons, die teilweise innen glatt ausgebildet, aber auch mit Strahlenkränzen nach Art eines Muschelreliefs gefüllt sind. Die Haltungen der Hände sind unterschiedlich, überwiegend findet man seitlich oder nach oben geöffnete Handinnenflächen. In einem Fall deutet die Person mit der rechten Hand auf eine an der linken Brust geheftete Blüte. Die Zwickel zwischen den Kreisen werden ausgefüllt mit pflanzlichen Blattfächern.
Der obere Rand der Deckelplatte ist mit einer lateinischen Inschrift in Majuskeln versehen:
HIC IACET • CORP(us) • S(an)C(t)I • IVNIANI • IN • VASE • IN • Q(u)O • PRIVS • POSITVM • FVIT
Umschrift: Hic iacet corpus sancti Iuniani in vase, in quo prius positum fuit
Übersetzung: Hier ruht der Leib des heiligen Junian in demjenigen Gefäß [d. h. dem Sarkophag], in dem er zuerst beigesetzt wurde.

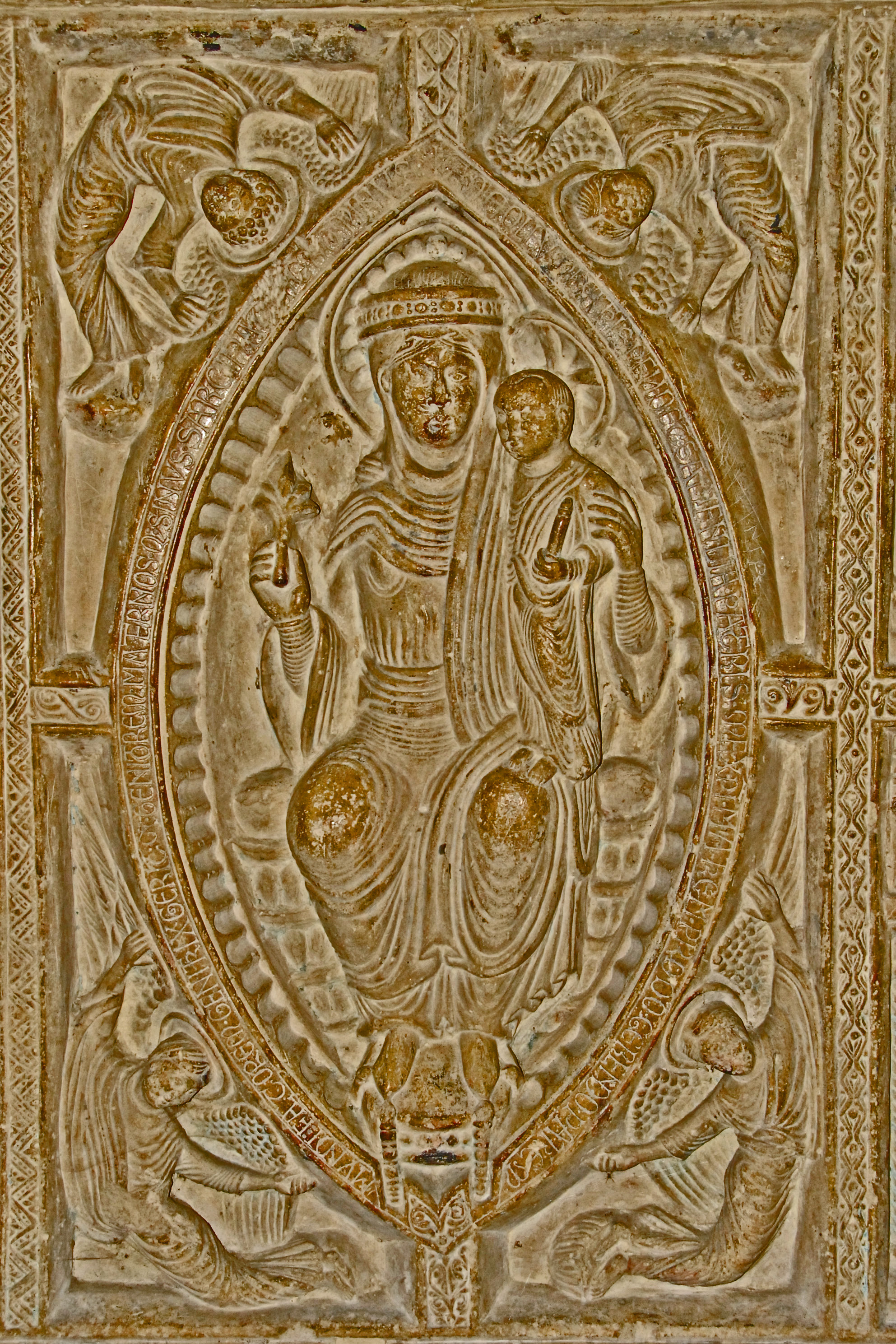
St-Junien, Grabmal, Nordseite, Gottesmutter in der Mandorla

Die Inschrift wird allseitig eingefasst von doppelten Profilen, zwischen denen Perlenschnüre eingefügt sind. Darüber ist die Plattenkante nach innen abgeschrägt und auf ihren Ecken mit runden knaufartige Gebilden geschmückt. Die Abschrägung ist mit pflanzlichem Dekor aufgelöst.
Der Inschrift korrespondiert, unsichtbar von außen, eine zweiteilige Inschrift auf der Innenseite derselben Ostwand des Grabmals. Diese Innenseite wird viergeteilt durch ein lateinisches Kreuz, das von einer Art Stab getragen ist. In den beiden oberen Vierteln sind Alpha und Omega abgebildet, in den beiden unteren Vierteln ist die Inschrift eingetragen, die hierbei vom Stamm des Kreuzes durchbrochen wird:
HIC IACET | CORPVS
S(an)C(t)I IVNIANI | IN IPSO VASE
IN Q(u)O SEPE|LIVIT EVM
BEATVS RO|RICIVS EP(i)S(copus)
RAINAVDVS | VERO PETRA-
GORICENS(is) | EP(i)S(copus) QVI ME-
RVIT MAR|TIR FIERI
COLLEGIT E|VM IN <S>CRI-
NEIS LIGNE|IS INFRA 
VASE POS|ITIS
Umschrift: Hic iacet corpus sancti Iuniani, in ipso vase, in quo sepelivit eum beatus Roricius episcopus. Rainaudus vero, Petragoricensis episcopus, qui meruit martir fieri, collegit eum in scrineis ligneis infra vase positis.
Übersetzung: Hier ruht der Leib des heiligen Junian, in demjenigen Gefäß [d. h. dem Sarkophag], in dem ihn der selige Bischof Roric bestattete. Rainaud aber, Bischof von Périgueux, dem es vergönnt war, Märtyrer zu werden, sammelte ihn [d. h. seine Gebeine] in hölzernen Schreinen, die in das Gefäß gestellt wurden.
Die im 19. Jahrhundert von François Arbellot wiederentdeckte Inschrift soll noch aus der Zeit Ramnulfs stammen und wurde Anfang des 14. Jahrhunderts auch schon von Maleu in dessen Chronik zitiert.
Die nördliche Längsseite des Grabmals wird von schlanken Bändern gegliedert in ein zentrales hochkant gestelltes Rechteck, das von je zwei waagerecht gestreckten, übereinander angeordneten Rechtecken flankiert wird. Die Bänder sind mit feingliedrigen geometrischen und pflanzlichen Motiven dekoriert. Alle Felder werden rundum gemeinsam von einem einfachen schlichten Band eingefasst. Im mittleren Rechteck sitzt innerhalb einer Mandorla ihre Majestät die Himmelskönigin auf einem gepolsterten Thron, der unten mit einem geschnitzten Fußbänkchen vortritt, auf dem ihre Füße aufstehen. Die Bänder der seitlichen Bögen der Mandorla werden beidseitig von schmalen Profilen eingefasst und sind mit lateinischen Majuskeln beschriftet. Sie sind innenseitig von einem nach innen abgeschrägten Strahlenkranz umgeben und halten allseitig etwas Abstand zu den Rechteckseiten, der von kurzen, dekorierten Bandstücken gebildet wird.
Die Inschrift ist in leoninischen (binnengereimten) Distichen verfasst und lautet:
Rechter Bogen abwärts: AD • COLLVM • MAT(r)IS • PENDET • SAPIENTIA • PATRIS ⋮ ME • XPI • MATREM • PRODO • GERENDO • PAT(r)EM
Linker Bogen aufwärts: MVNDI ⋮ FA<C>TOREM • GENITRIX • GERIT • (et) • GENIT/OREM • MATERNOS • Q(ue) • SINVS • SARCINAT • [HI]C • DOMINVS ⋮
Umschrift:
Ad collum matris pendet sapientia patris.
„Me Christi matrem prodo gerendo patrem.“
Mundi factorem genitrix gerit et genitorem,
Maternosque sinus sarcinat hic dominus.
Übersetzung:
Am Hals der Mutter hängt die Weisheit des Vaters [d. h. das Jesuskind].
„Als Mutter Christi gebe ich mich zu erkennen, indem ich den Vater trage.“
Den Schöpfer der Welt trägt die Erzeugerin [d. h. Gebärerin] und den Erzeuger,
und den mütterlichen Schoß beschwert hier der Herr.

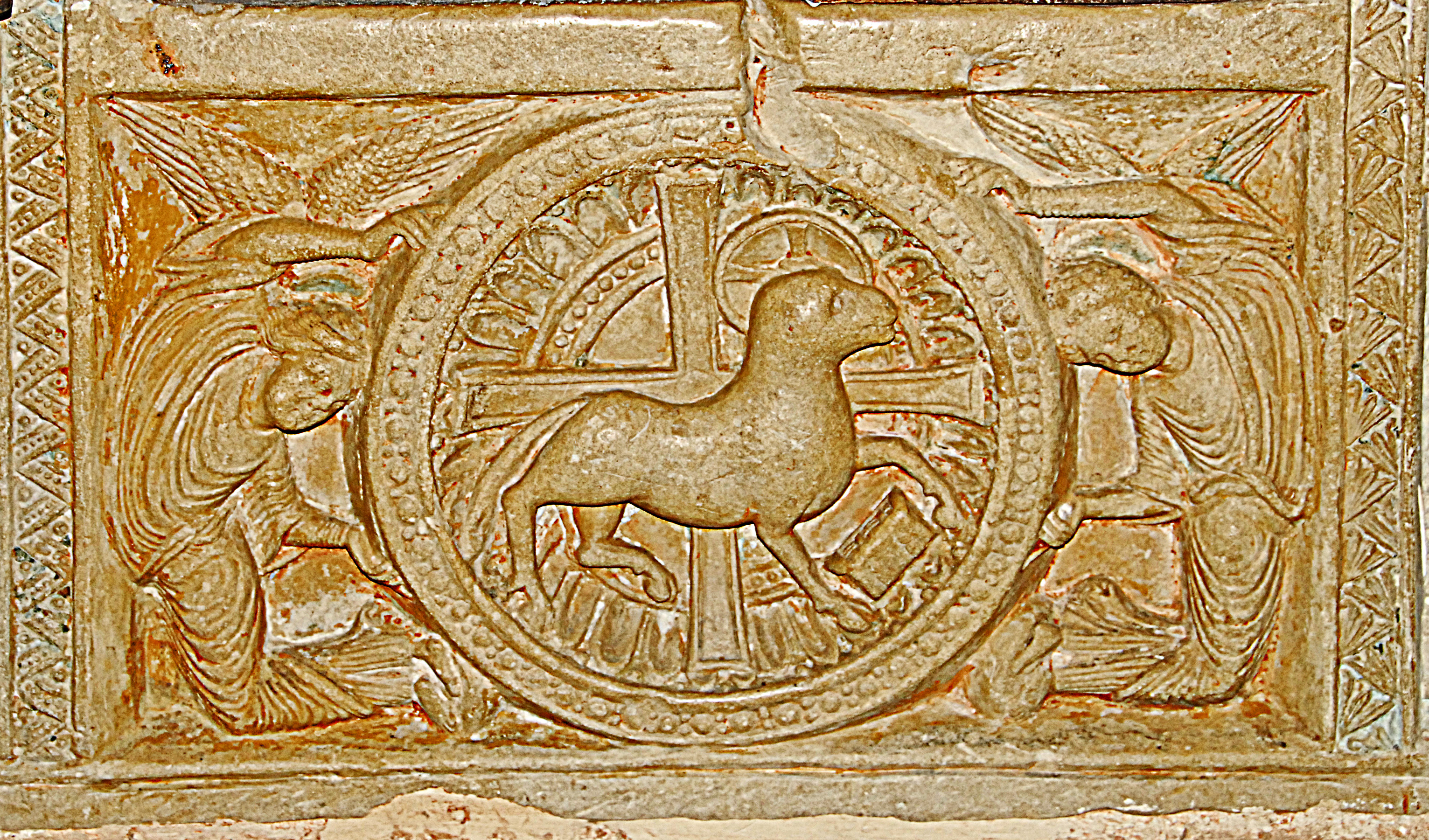
Grabmal, Südseite, Agnus Dei in runder Mandorla

Ähnlich wie Christus auf der Ostseite thront die Jungfrau auf einem Kissenthron, die beschuhten Füße auf einen Schemel gestützt. Über einer langärmeligen Tunika trägt sie ein wallendes Gewand, den Kopf bedeckt ein Schleier (velum) und bekrönt wird sie mit einem juwelengeschmückten Kronreif. In ihrer Rechten trägt sie das Lilienszepter, mit ihrer Linken stützt sie den auf ihrem Oberschenkel stehenden Jesusknaben, der sich an seine Mutter anlehnt und mit seiner Rechten ihre Schultern umfasst. Auch er hält in seiner linken Hand ein Szepter. Beide sind mit Nimben – der Jesusknabe mit einem Kreuznimbus – ausgezeichnet.
Die Hintergründe der vier Zwickel zwischen Mandorla und dem stehenden Rechteck treten gegenüber den umgebenden Bändern deutlich zurück, ihre seitlichen Ränder sind steil abgeschrägt. In ihnen schweben auf kleinen Wolken stehend vier Engel mit eleganter Körperdrehung, die an ihren Nimben und Flügeln als Engel zu erkennen sind. Diese scheinen mit beiden ausgebreiteten Armen, ihren Köpfen und Flügeln die gebogenen Ränder der Glorie zu tragen.

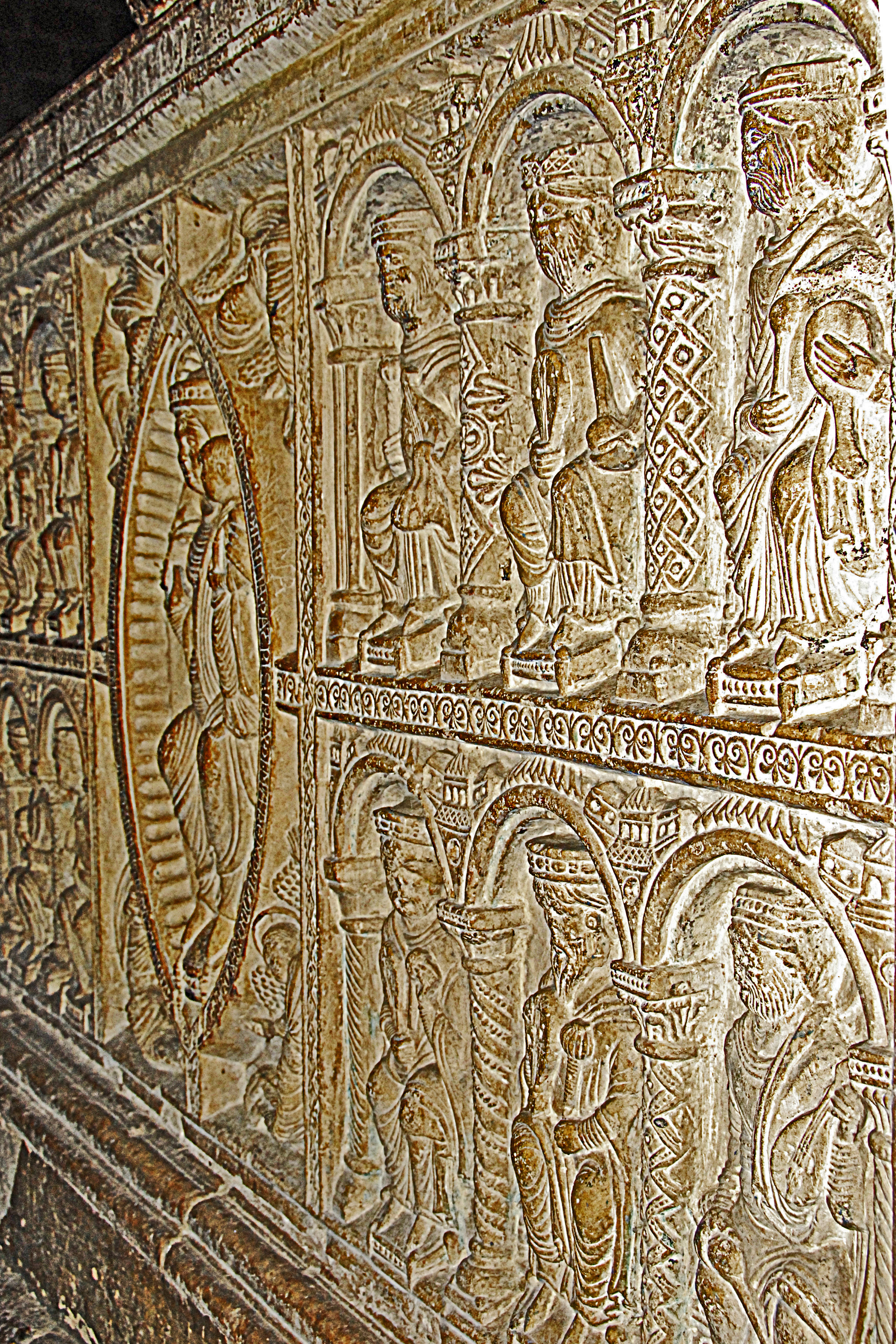
Grabmal, Nordseite, Relief von Nordwesten

In der übrigen vier rechteckigen Feldern sind jeweils drei der vierundzwanzig Ältesten oder Könige der Apokalypse des Johannes dargestellt, das heißt auf dieser Seite zwölf und auf der folgenden die restlichen zwölf. Die Personen sitzen überwiegend frontal zum Betrachter in Blendarkaden, hinter deren Bögen ihre Nimben etwas verschwinden. Ihre drei Bögen aus gekrümmten Rundstäben stehen auf Säulen, deren Schäfte alle mit verschiedenen Ornamenten dekoriert sind. Sie sind mit unterschiedlichen Kapitellen, profilierten Kämpfern, Basen und kantigen Plinthen ausgerüstet. Über den Bögen und in deren Zwickeln sieht man stilisierte Architekturen und Landschaften, vermutlich des himmlischen Jerusalems, die sich stets wiederholen. Die Personen sitzen auf gepolsterten Thronen, deren Konstruktionen seitlich hinter ihnen angedeutet sind. Es sind aber keine Rücklehnen zu erkennen. Ihre Füße ruhen auf kunstvoll geschnitzten Bänkchen. Ihre togaartigen Gewänder weisen reichliche Faltenwürfe auf. Sie tragen mehr oder weniger lange Vollbärte und auf ihren Köpfen ringförmige Kronen, die verschiedenartig mit Edelsteinen dekoriert sind. In ihren Händen tragen sie mit unterschiedlichen Haltungen jeweils eine Laute und ein Weihrauchgefäß auf einem Stab in Form eines Szepters.
Der obere Rand der Deckelplatte weist die gleiche Profilierung auf wie bei der östlichen Kopfseite. Es gibt allerdings keine Beschriftung. Die abgeschrägten Deckelkanten sind auch wieder mit pflanzlichem Dekor skulptiert.

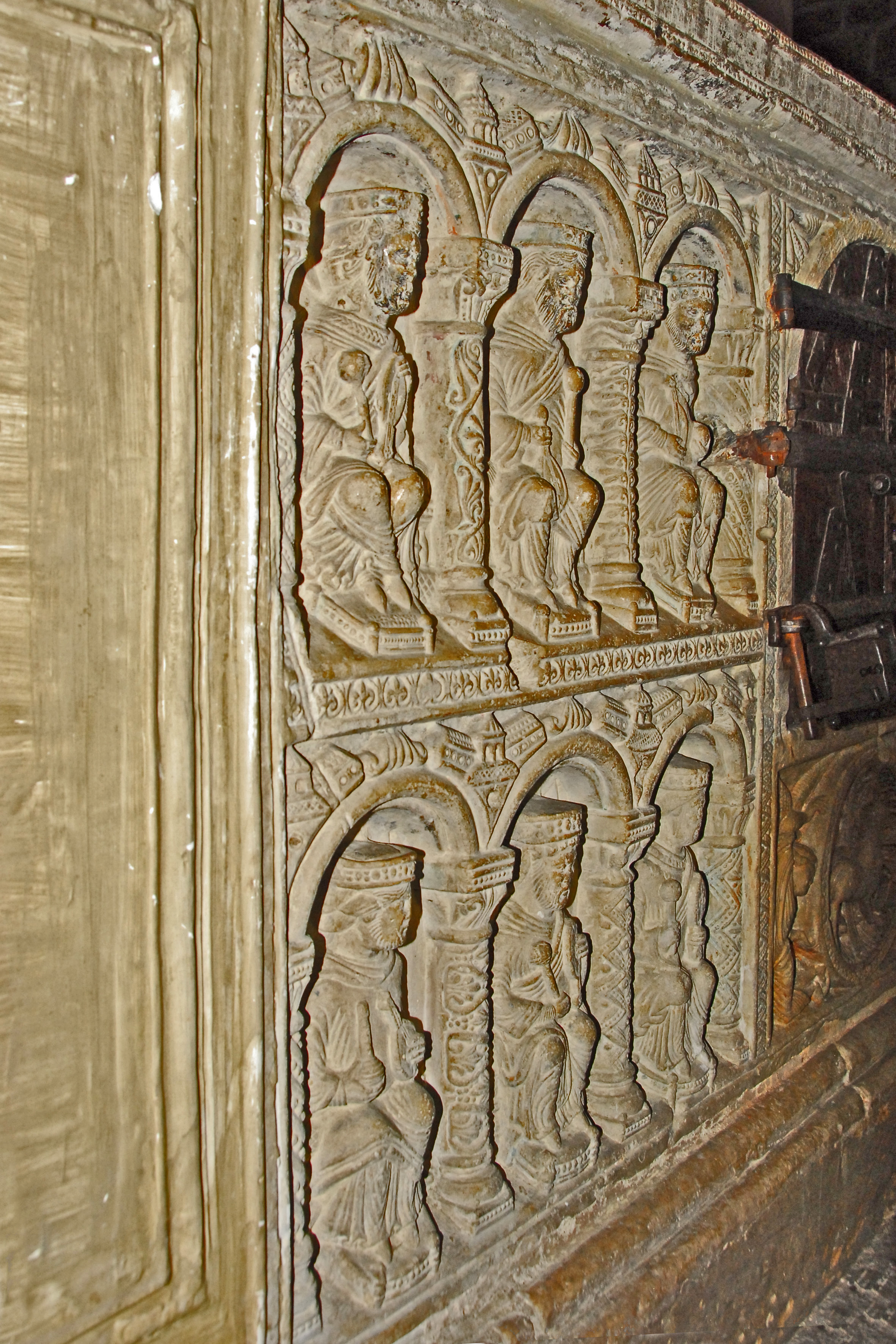
Grabmal, Südseite, Relief von Südwesten

Die südliche Längsseite des Grabmals ist ähnlich gegliedert wie die Nordseite. Völlig anders ist die im oberen Abschnitt des mittleren Rechtecks angeordnete Tür, die eingangs dieses Abschnitts behandelt wurde. Das verbleibende untere quer gestreckte Rechteck unterhalb der Tür wird seitlich durch die dekorierten senkrechten Bänder abgeschlossen, die das bereits bei der Tür tun. Das untere und obere Band bleibt ohne Dekoration. Auch in diesem Feld gibt es wieder eine zentrierte Mandorla, aber eine kreisrunde, deren Umkreis die Ränder des Rechtecks fast berühren. Der Kreisring wird von zwei parallel laufenden, schmalen halbrunden Stäben umgrenzt. In deren Zwischenräume sind, jeweils im Wechsel, eine große und dann zwei kleine Perlen oder Edelsteine eingelassen. Ein Kreuz mit schlanken gleich langen Armen, die zu den Enden leicht aufgeweitet sind und dessen Kanten von schlanken Profilen begleitet werden, steht exakt im Zentrum der Mandorla, ist aber wenige Grad aus der Senkrechten verdreht. Es verdeckt einen deutlich kleineren Kreisring, der wieder von zwei Stäben umgrenzt wird, in deren Zwischenraum eine Kette gleich großer Perlen eingelassen ist. Er wird im Hintergrund von einem Strahlenkranz in Form von Blütenblättern umschlossen. Vor dem Kreuz befindet sich das Agnus Dei in laufender Haltung, ohne Ohren und mit ungewöhnlich langem Schweif, dessen Kopf mit einem Kreuznimbus hinterlegt ist. Zwischen seinen Vorderläufen befindet sich ein kastenartiges Gebilde, das man vielleicht im Zusammenhang mit der Apokalypse als das Buch mit sieben Siegeln identifizieren könnte. In den verbleibenden Flächen beidseitig der Mandorla gibt es wieder zwei Engel, die denen auf der gegenüber liegenden Nordseite ähneln, die die Mandorla nach Kräften unterstützen.
Die zweiten zwölf Ältesten der Apokalypse und ihr Arrangement gleichen denen der Nordseite, sind aber in allen Details geringfügig unterschiedlich. Der obere Rand der Deckelplatte und die Dekoration der schrägen Kante gleichen ebenfalls denjenigen der Nordseite.
Galerie Grabmal des Saint-Junien, die 24 Ältesten der Apokalypse

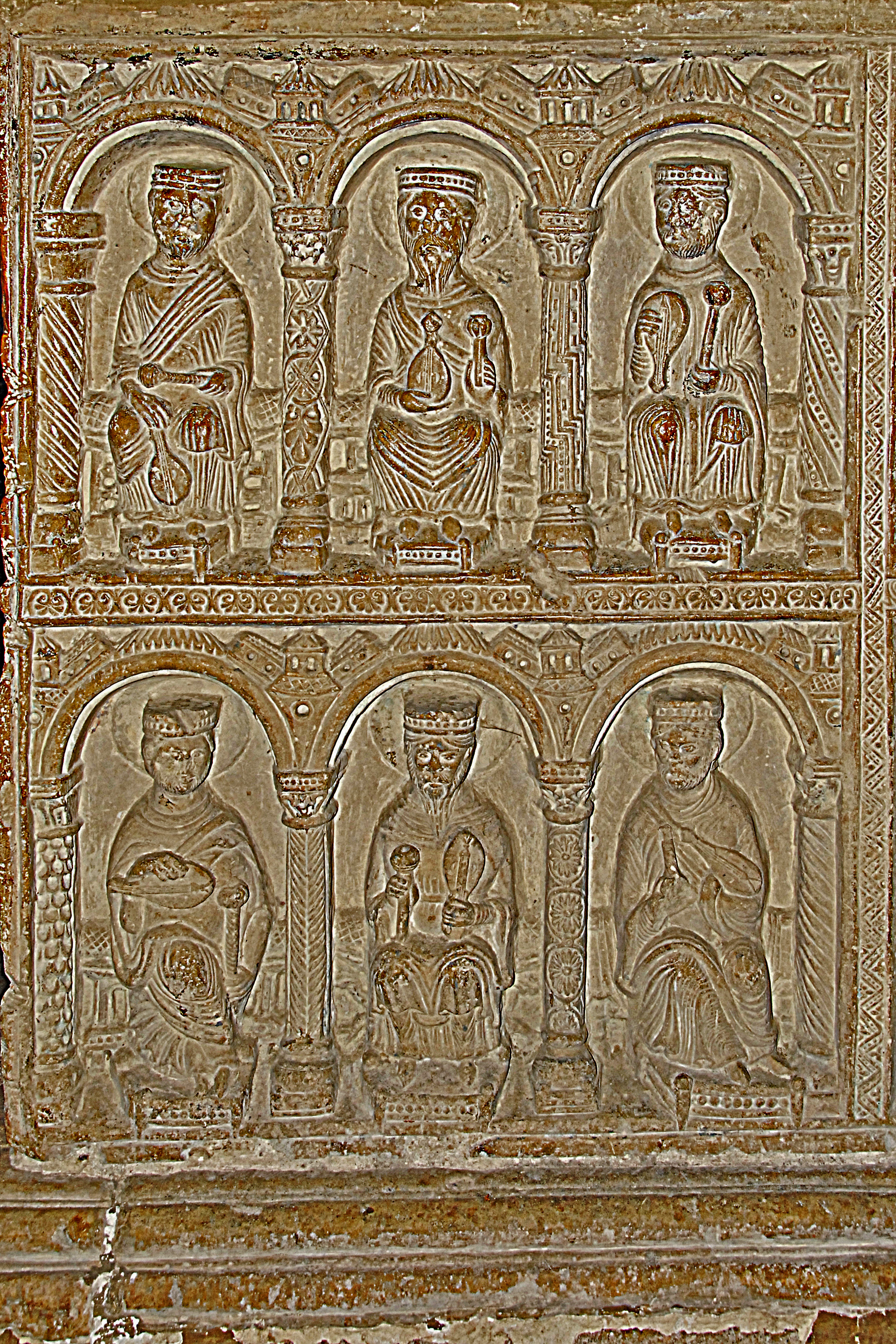
Grabmal, Nordseite, linke Partie
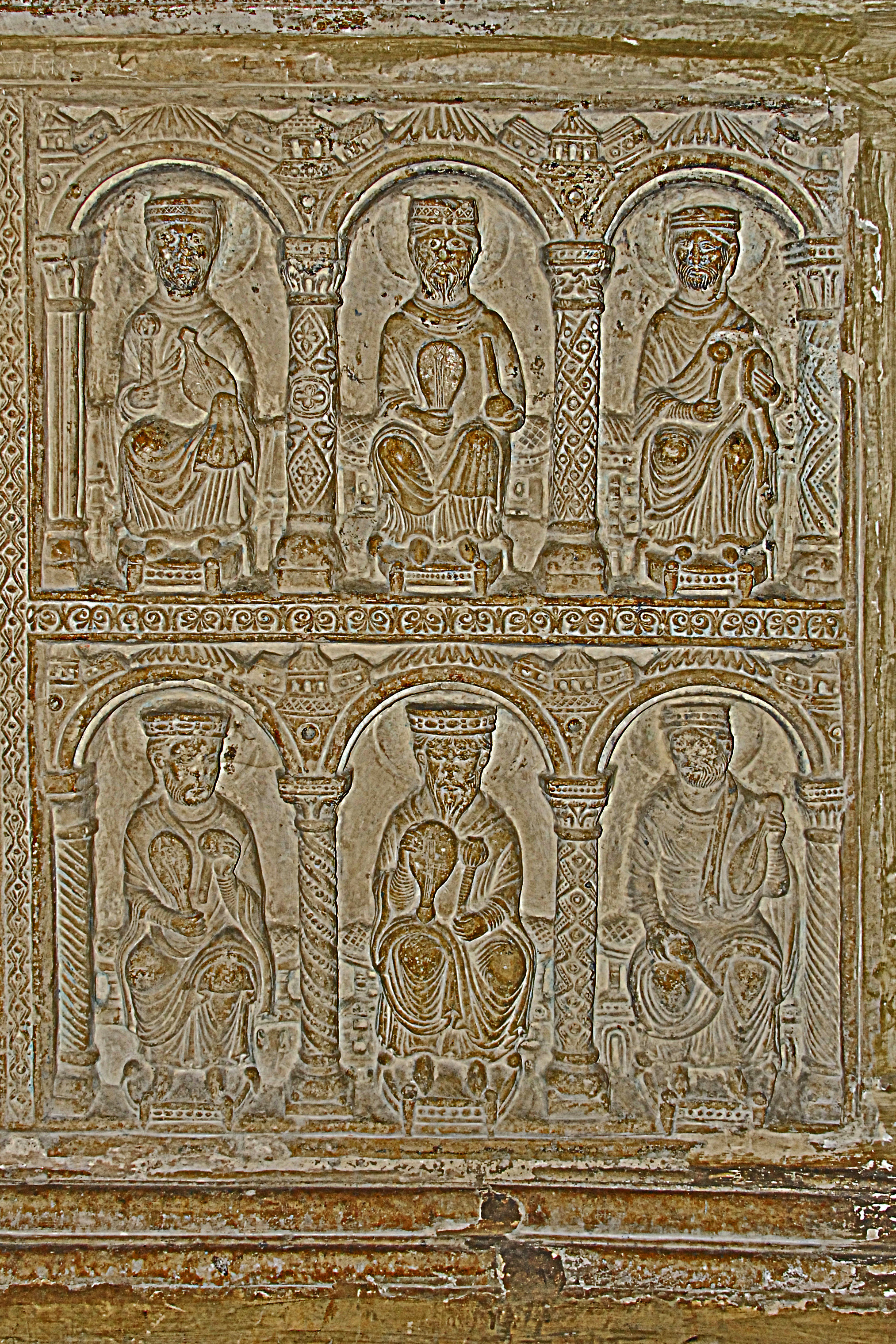
Grabmal, Nordseite, rechte Partie
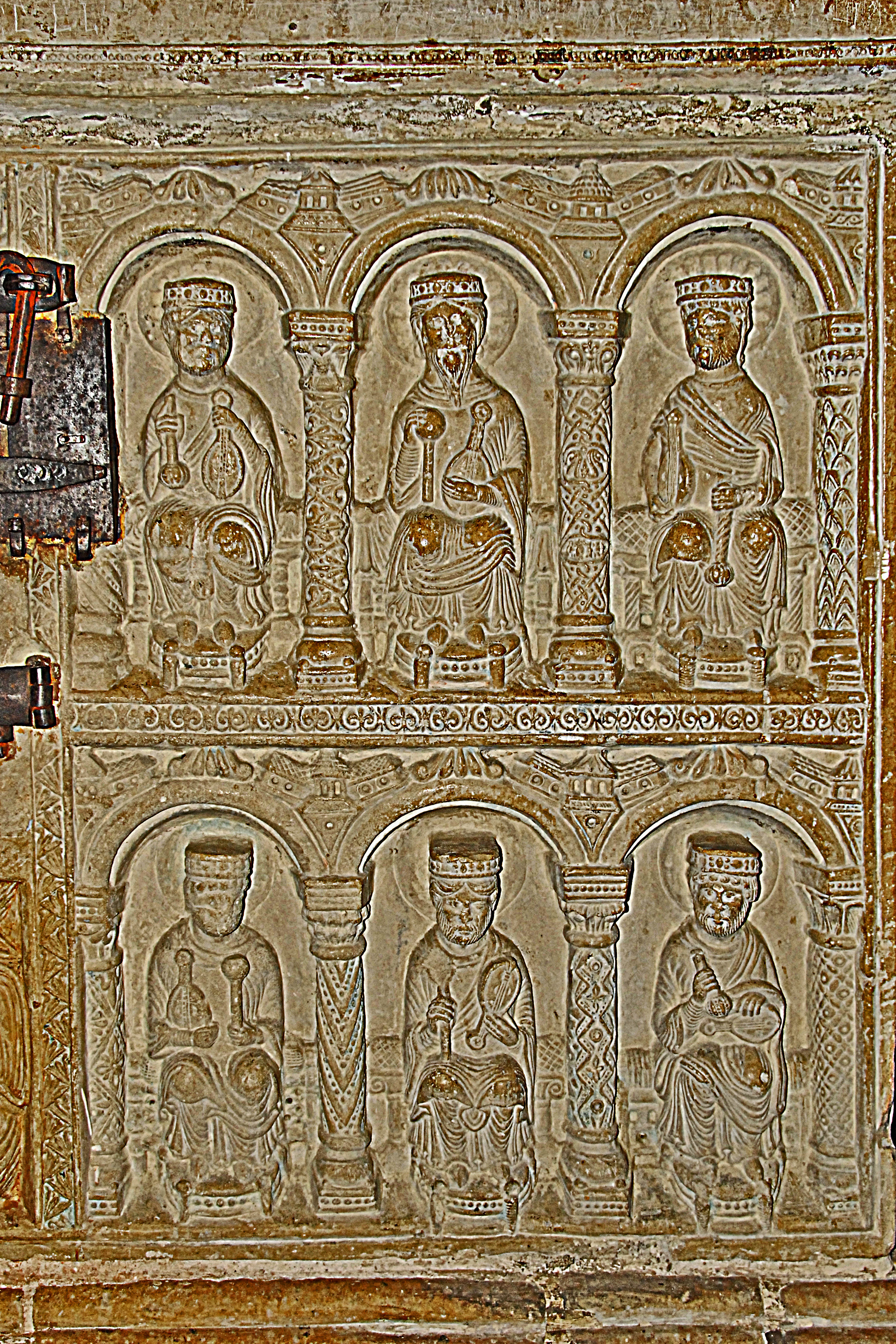
Grabmal, Südseite, rechte Partie
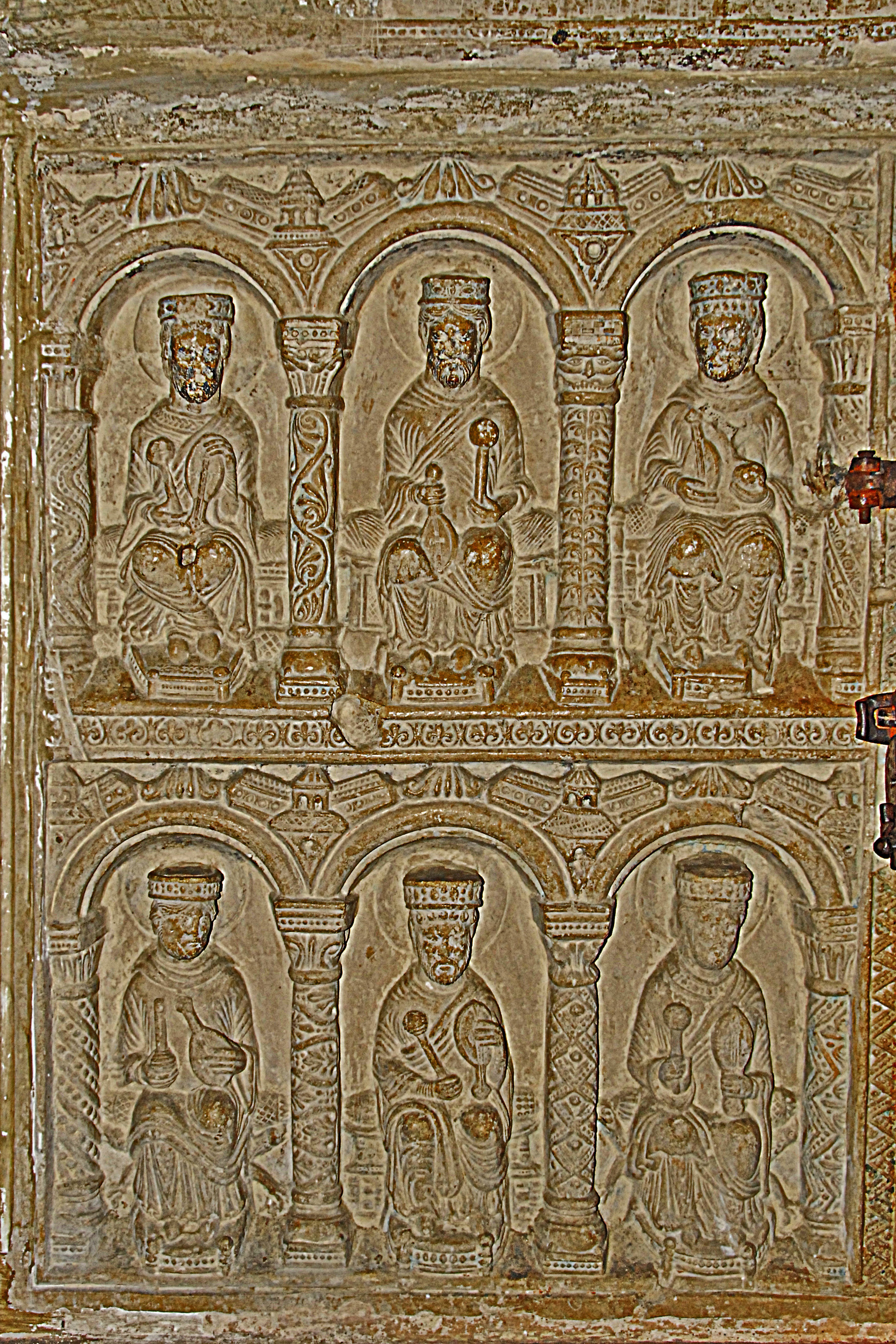
Grabmal, Südseite, linke Partie

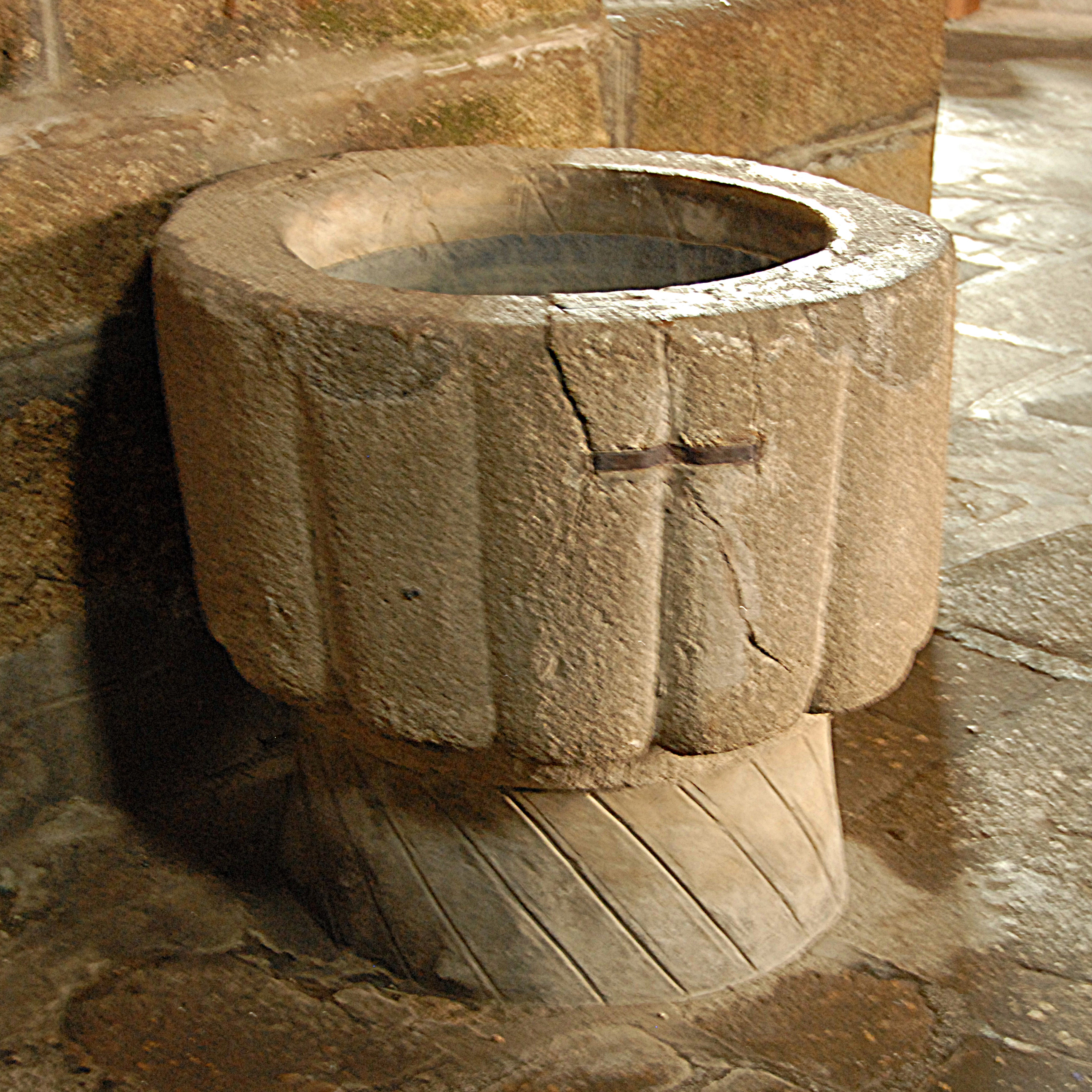
Weihwasserbecken, 12. Jh.

##### Skulpturen
Weihwasserbecken
Die Stiftskirche birgt zwei romanische vielblättrige Weihwasserbecken.
Statue der heiligen Maria Magdalena

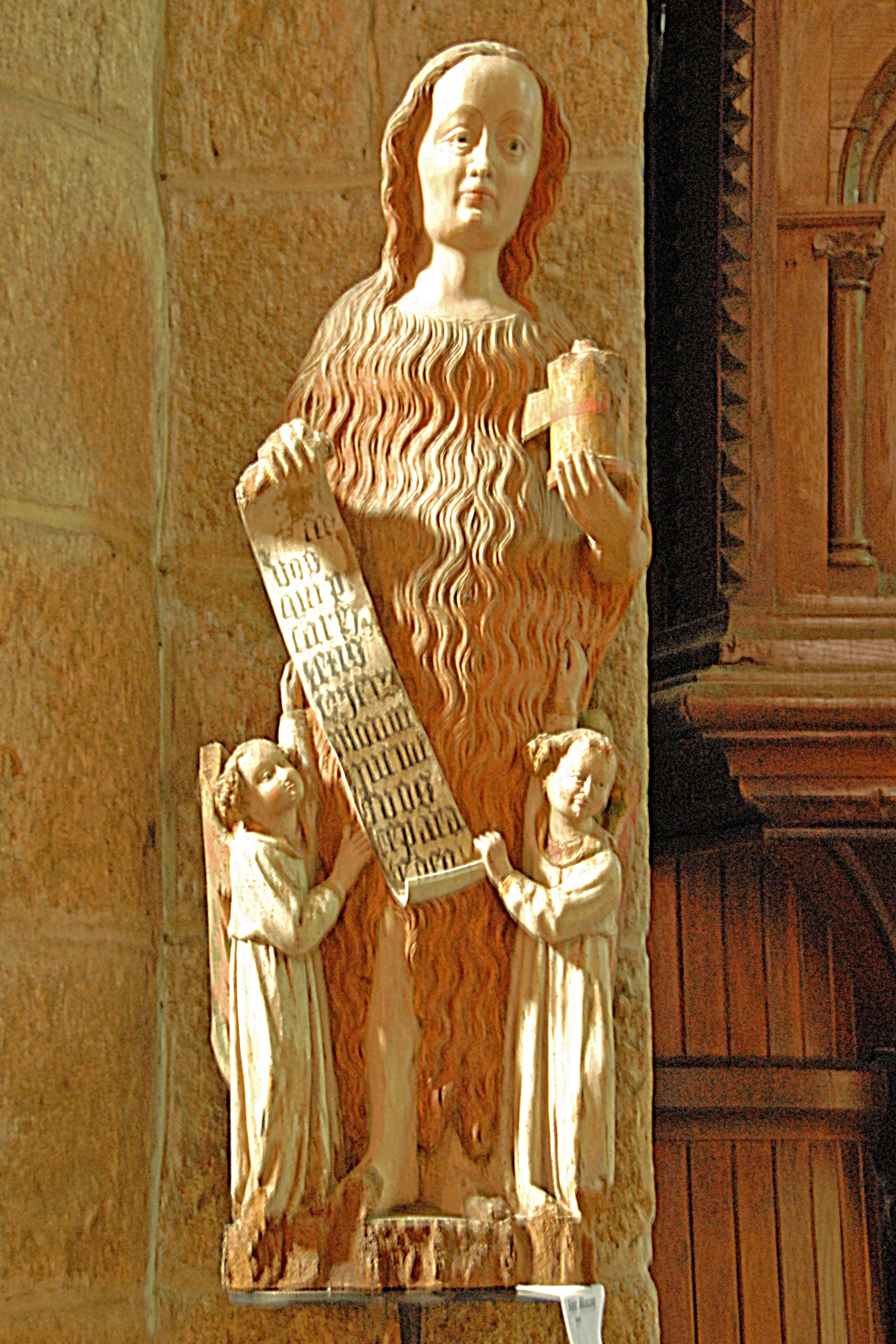
Maria Magdalena mit Salbungsgefäß und Engeln, 15. Jh.

Stellvertretend für die zahlreichen figürlichen Skulpturen, die in der Kirche ausgestellt sind, kann die der Maria Magdalena (frz. Marie Madeleine) hervorgehoben werden. Sie wurde wahrscheinlich im 15. Jahrhundert geschaffen. Sie steht aufrecht und blickt frontal zum Betrachter. Sie ist unbekleidet, wird aber fast gänzlich von einem dichten, gewellten roten Haarwuchs bedeckt, der bis kurz über die Füße hinunter reicht. Maria trägt in ihrer Linken ein zylindrisches Gefäß, das Salben zur Balsamierung enthält, eines ihrer Attribute, die sie als Heilige kennzeichnet. In ihrer Rechten hält sie ein Transparent mit einer antiken Schrift aus gotischen Minuskeln. Sie kann wie folgt entziffert werden: (?) Zu den Attributen Maria Magdalenas zählen auch die beiden Engel, die kaum halb so groß sind wie sie und die mit einer Hand zu ihr hinaufreichen. Es handelt sich um die Engel, die die Levitation Mariens bewirkten, wie es in der Legenda aurea (mittelalterliche Heiligenlegenden, 13. Jahrhundert) beschrieben ist.
Daraus stammt folgender Textauszug zur Levitation Maria Magdalenas:
„Maria Magdalena…ging in die rauheste Wildnis und lebte dort dreißig Jahre lang unerkannt…Jeden Tag aber wurde sie zu den sieben Gebetsstunden von Engeln in die Lüfte gehoben und hörte mit ihren leiblichen Ohren den Gesang der himmlischen Heerscharen. So wurde sie alle Tage mit dieser süßen Kost gespeist und dann von denselben Engeln wieder an ihren Platz auf die Erde zurückgebracht, so daß sie keiner irdischen Nahrung bedurfte…“

##### Fresken
Die Stiftskirche besaß drei zweifellos sehr bedeutende vielfarbige Fresken, die als ein Symbol für die Bedeutung und Macht des Kapitels von Saint-Junien und für die Diözese von Limoges bezeichnet werden. Seit den 1930er Jahren wurden mehrere untereinander getrennte Freskenabschnitte entdeckt.
Im Mittelschiff des Langhauses

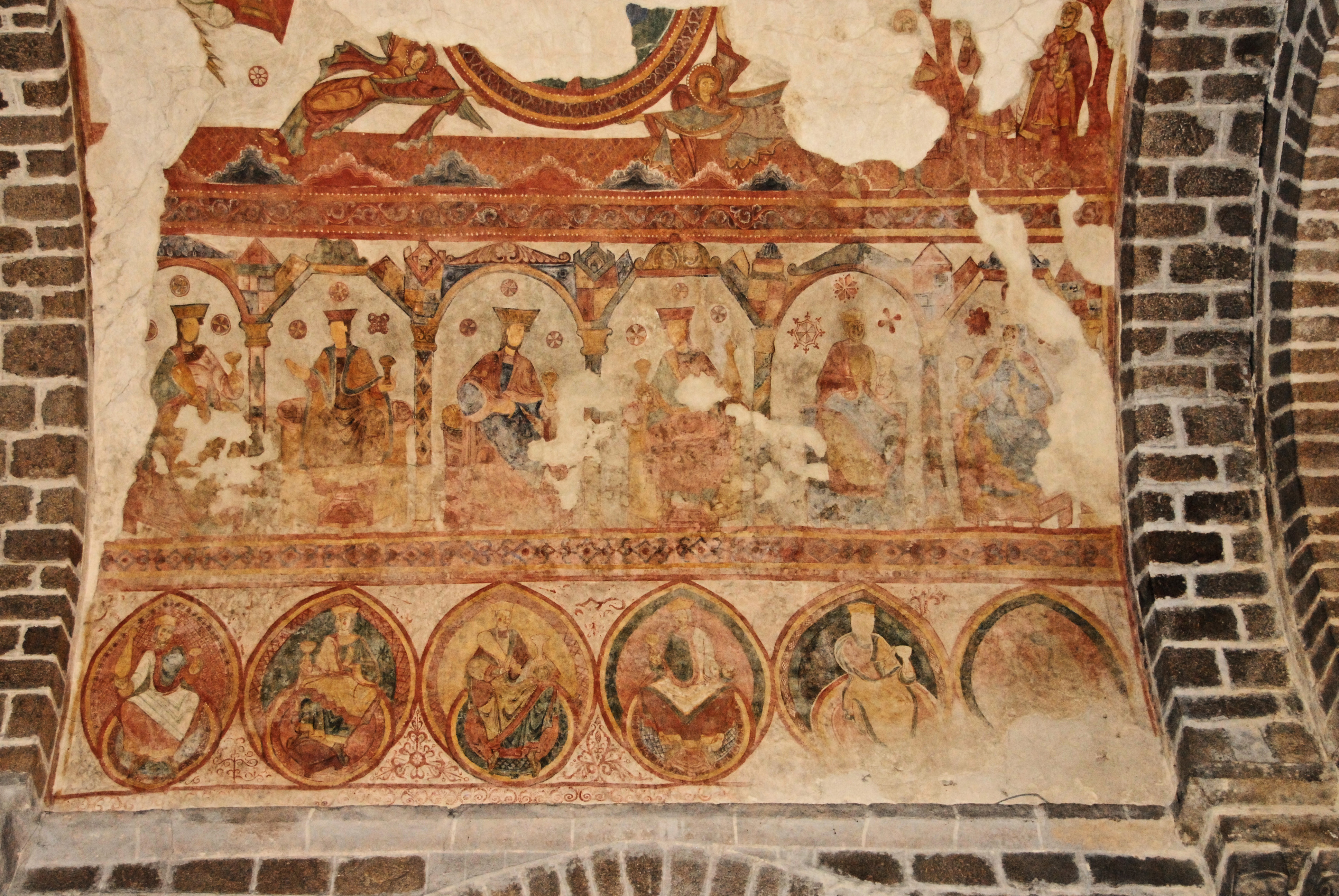
Fresko im Mittelschiff Joch 2, Südhälfte, 12. Jh.

Auf dem Putz des Tonnengewölbes des ersten Jochs sind etwa 80 Prozent des ursprünglich ganzflächigen Freskos erhalten. Die Beschädigungen finden sich vor allem entlang des östlichen Gurtbogens, im Mittelstreifen und in der nordwestlichen Ecke. Das großformatige Gemälde wird in die Spätromanik oder Frühgotik um 1180 datiert. Die Farbpalette ist nicht besonders üppig, aber kräftig. Es überwiegen Rot- und Gelbtöne, seltener sind Schwarz und Grau vertreten. Weiß ist die Farbe der Hintergründe, wahrscheinlich die Naturfarbe des Putzes. Die Darstellungen beschäftigen sich im Wesentlichen mit den Visionen der Apokalypse des Johannes, und daraus mit den 24 Ältesten und dem Agnus Dei, teilweise mit ähnlichen Szenen wie die auf dem Sarkophag des Saint-Junien.
Das Gemälde besteht aus fünf breiten Streifen in Längsrichtung des Schiffs. Der mittlere Streifen ist der breiteste. Er wird von zwei etwas schmaleren Streifen flankiert, denen zwei noch halb so breite an den Gewölbeansätzen folgen. Die Darstellungen der äußeren beiden Streifen sind von der gegenüberliegenden Schiffseite zu lesen, die des Mittelstreifens von beiden Seiten. Die Streifen werden untereinander getrennt durch Schmuckbänder, die von doppelten Linien eingefasst werden, zwischen denen sich wiederholende feingliedrige, geometrische und pflanzliche Strukturen eingefügt sind. Die Bänder des mittleren Streifens werden innenseitig von im Wechsel schwarzen und roten gleichschenkligen Dreiecken begleitet, deren spitze Winkel gegeneinanderstoßen. Ihnen folgt noch ein rotes, fein strukturiertes Band, dessen einseitige Zacken genau in die Zwischenräume der Dreiecke hineinpassen.
Im Zentrum des mittleren Bandes ist eine kreisrunde Mandorla mit etwas Abstand zu den Rändern eingefügt. Sie wird aus einem kräftigen Band gebildet, das von Doppelstreifen in Rot und Gelb eingefasst wird. Der dunkelrotbraune Zwischenraum ist mit einer dünnen geschlängelten Linie dekoriert. Von dem ehemals in der Glorie stehenden Agnus Dei sind auf des Südseite nur noch die Läufe erhalten und Fragmente des dunkelblauen und grünem Hintergrundes. Die Mandorla wird von vier schwebenden Engeln emporgetragen. Am westlichen Ende und des stark beschädigten mittleren Bandes sind an dessen Nordseite Fragmente der unteren Extremitäten von vier stehenden Personen zu erkennen, die knielange Oberbekleidung tragen. Die äußerste Person ist fast gänzlich erhalten. Über deren Bedeutung geben die Quellen keine Auskünfte.
In den übrigen vier Streifen sind jeweils sechs der insgesamt 24 Ältesten dargestellt. Die Szenen der beiden Streifen neben dem mittleren weisen große Ähnlichkeiten mit denen auf beiden Seiten des Sarkophags auf. Zuerst fallen die hohen sechs Blendarkaden auf, die im Wechsel von halbrunden halb achteckigen Bögen überdeckt sind. Sie stehen auf sieben Säulen mit unterschiedlicher Dekoration. Sie sind ausgerüstet mit Kapitellen, Kämpfern und Basen. Über und in den Zwickeln der Bögen finden sich Architekturen und Landschaften, wahrscheinlich des himmlischen Jerusalems. Die Ältesten oder auch Könige der Apokalypse sind mit wallenden fußlangen Gewändern und Schulterumhängen bekleidet, sitzen in üppig gepolsterten Sesseln und haben ihre Füße auf Fußschemeln abgestellt. Einige tragen Bärte, andere nicht. Ihre Köpfe sind lang behaart und tragen rote Kopfbedeckungen, die sich nach oben hin verbreitern. Sie halten vereinzelt eine Laute, aber alle einen kelchartigen Gegenstand, der vermutlich Weihrauchharz enthalten soll. Auf den weißen Arkadenhintergründen sind einige unterschiedliche Rosetten, wie auch Tatzenkreuze in Kreisen, verteilt.
In den äußeren Streifen sind jeweils weitere sechs Älteste oder Könige der Apokalypse dargestellt, die aber in Mandorlen thronen, die unten gerundet und oben leicht angespitzt sind. Sie sind von zwei- und dreifachen mehrfarbigen Linien eingefasst. In die untere Hälfte schmiegt sich je eine kreisrunde Mandorla, die hier offensichtlich als Thron dient, auf dem die Personen sitzen. Auch sie haben ihre Füße auf Schemeln abgestellt. Sie tragen langes Haupthaar und gelbe Kopfbedeckungen in Form von Seemannsmützen, aber keine Bärte. Einzelne tragen Lauten, einer spielt sogar auf ihr mit einem Bogen, aber alle halten kelchartige Gefäße nach oben. In den weißen Zwickeln zwischen den Mandorlen und auf einem unteren schmalen Streifen sind feingliedrige Ranken und Rosetten gemalt.
Die deutlichen Unterschiede im Stil der Darstellung der Ältesten weisen vielleicht darauf hin, dass nicht nur ein einziges Atelier und aus derselben Region mit diesem bedeutsamen Werk beschäftigt war. Es wurde seit 1981 von umsichtigen Restauratoren freigelegt.
Im nördlichen Querhausarm
Auf der ansonsten steinsichtigen Giebelwand des nördlichen Querhausarms befindet sich etwas außermittig nach Osten versetzt ein schlanker Streifen Wandputz, auf den ein mit 4,50 Metern Höhe imposanter vollbärtiger Riese gemalt ist. Das Fresko wird in seiner Entstehung auf die Zeit „bis 1200“ datiert und stellt den hl. Christophorus dar. Nur sein Oberkörper ist gut erhalten. Seine byzantinische Erscheinung ist charakteristisch für die Spätromanik. Der Riese breitet ein Schriftband aus, auf dem in Majuskeln die Mahnung aus Matthäus 25,13 zu lesen ist:
VIGILATE QUIA NESCITIS DIE(m) NEQUE HORAM
(Seid wachsam, denn ihr kennt weder den Tag noch die Stunde)
Am Arkadenbogen in die Querhauskapelle sieht man die kleine Silhouette eines kriechenden nackten Mannes.
Im südlichen Querhausarm
Auf der Innenseite des Arkadenbogens der Querhauskapelle wurden sechs aufrecht stehende Personen gemalt, von denen noch vier erhalten sind. Diese sind identifiziert worden als:
- St-Thomas von Canterbury (auch Thomas Becket genannt,* 21. Dezember 1118, † 29. Dezember 1170),
- Papst Gregor der Große (* um 540, † 12. März 604),
- Apostel Barnabas und
- Apostel Matthias († um 63).

Galerie Kapitelle

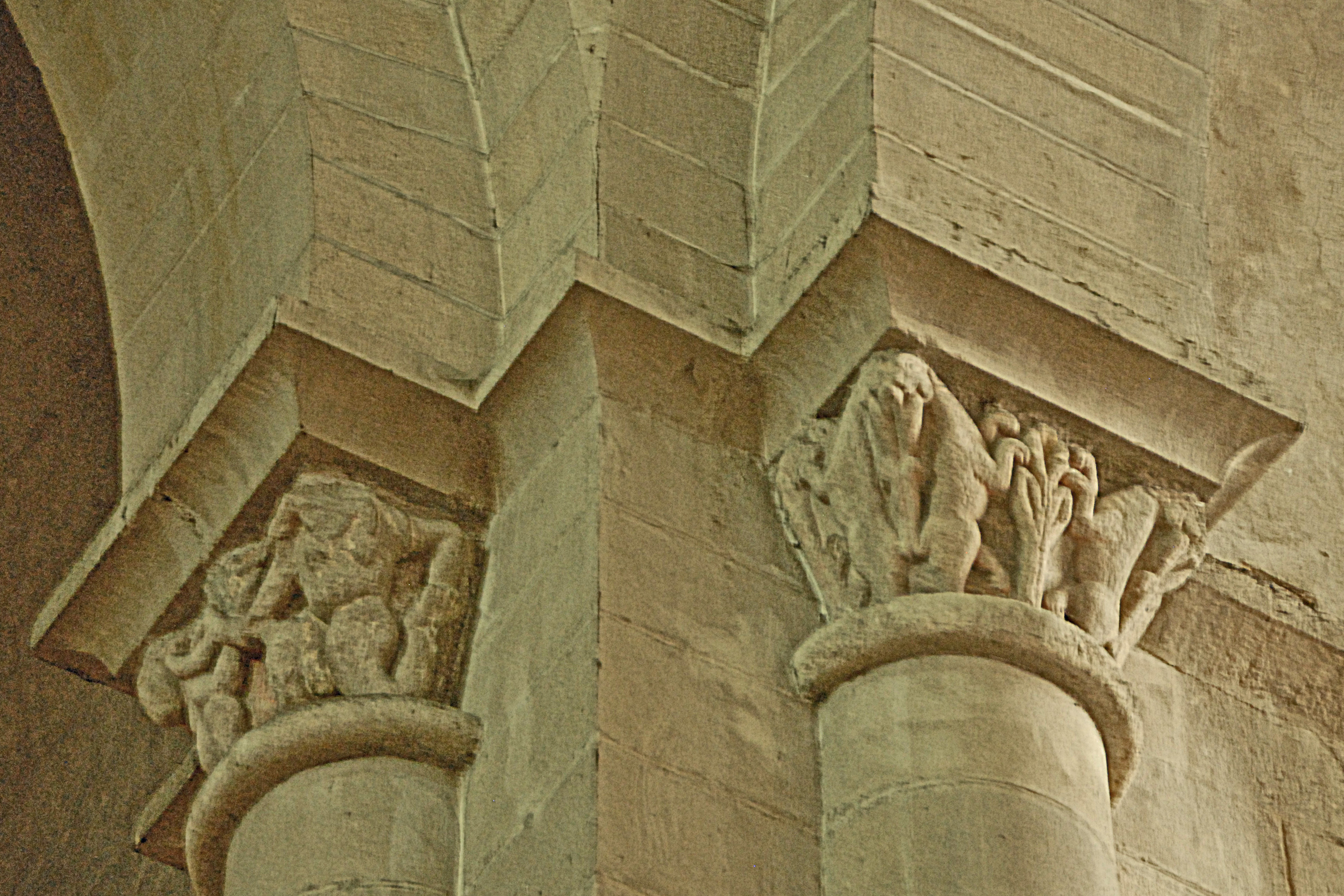
Zwei Vierungskapitelle
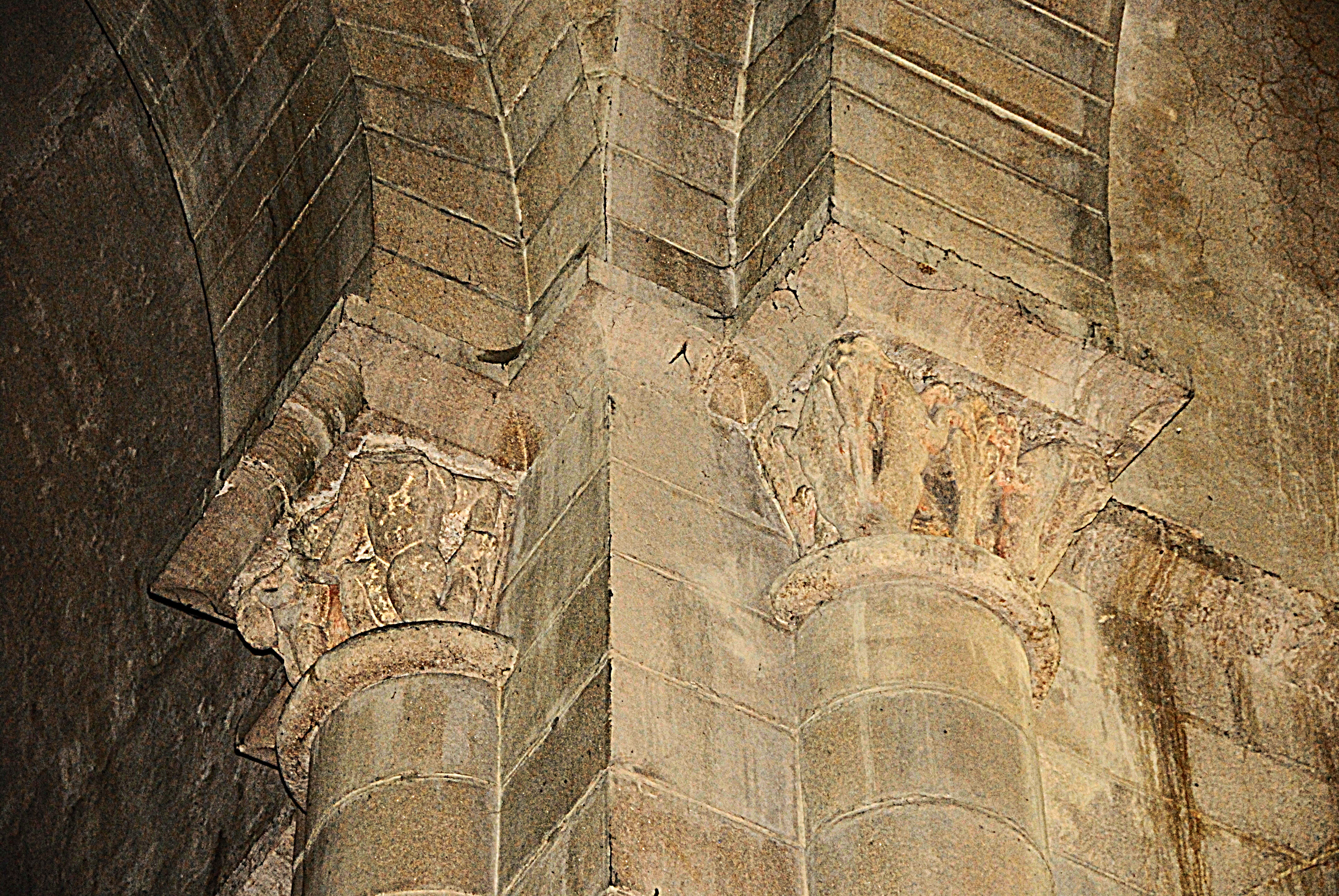
Zwei Vierungskapitelle
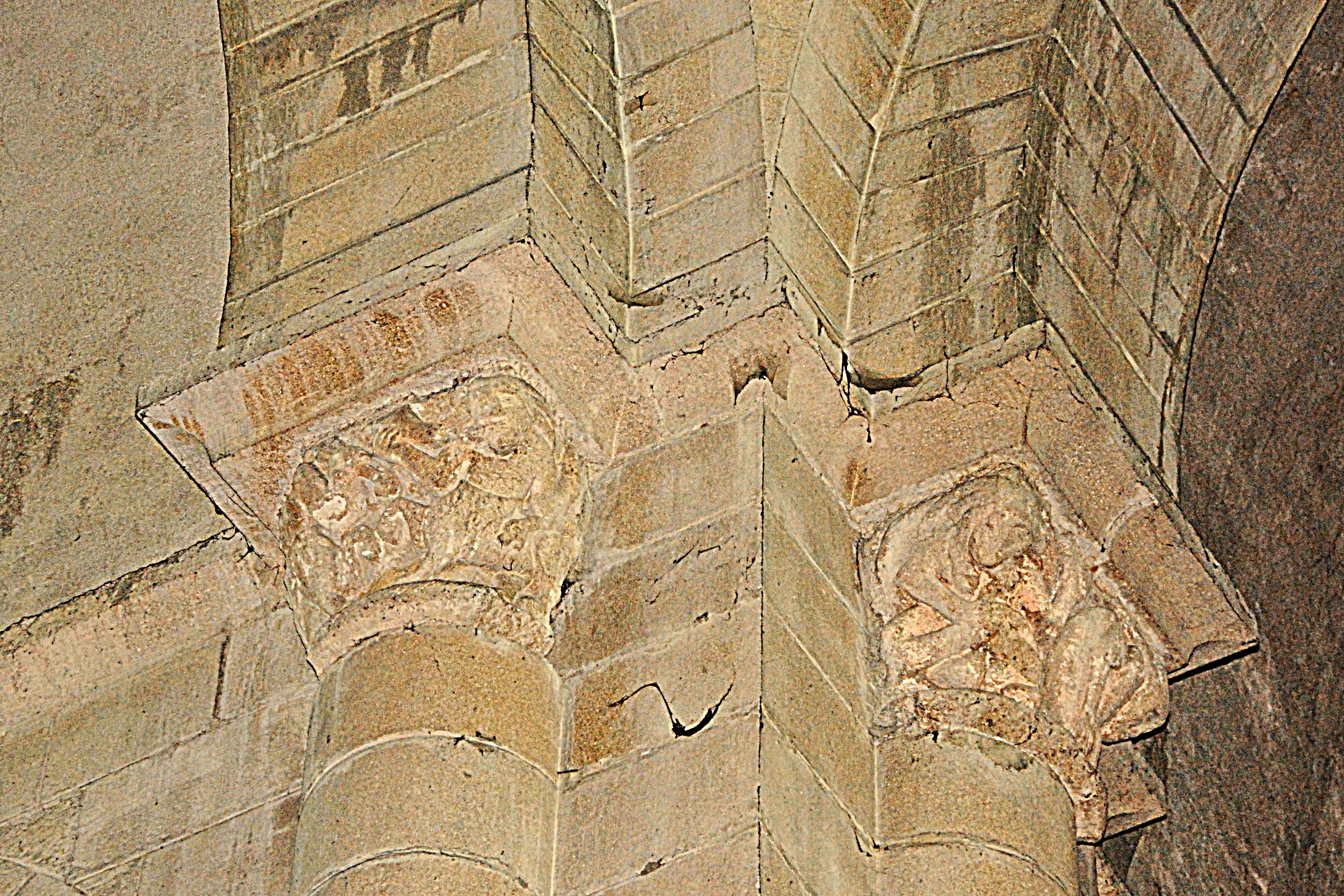
Zwei Vierungskapitelle
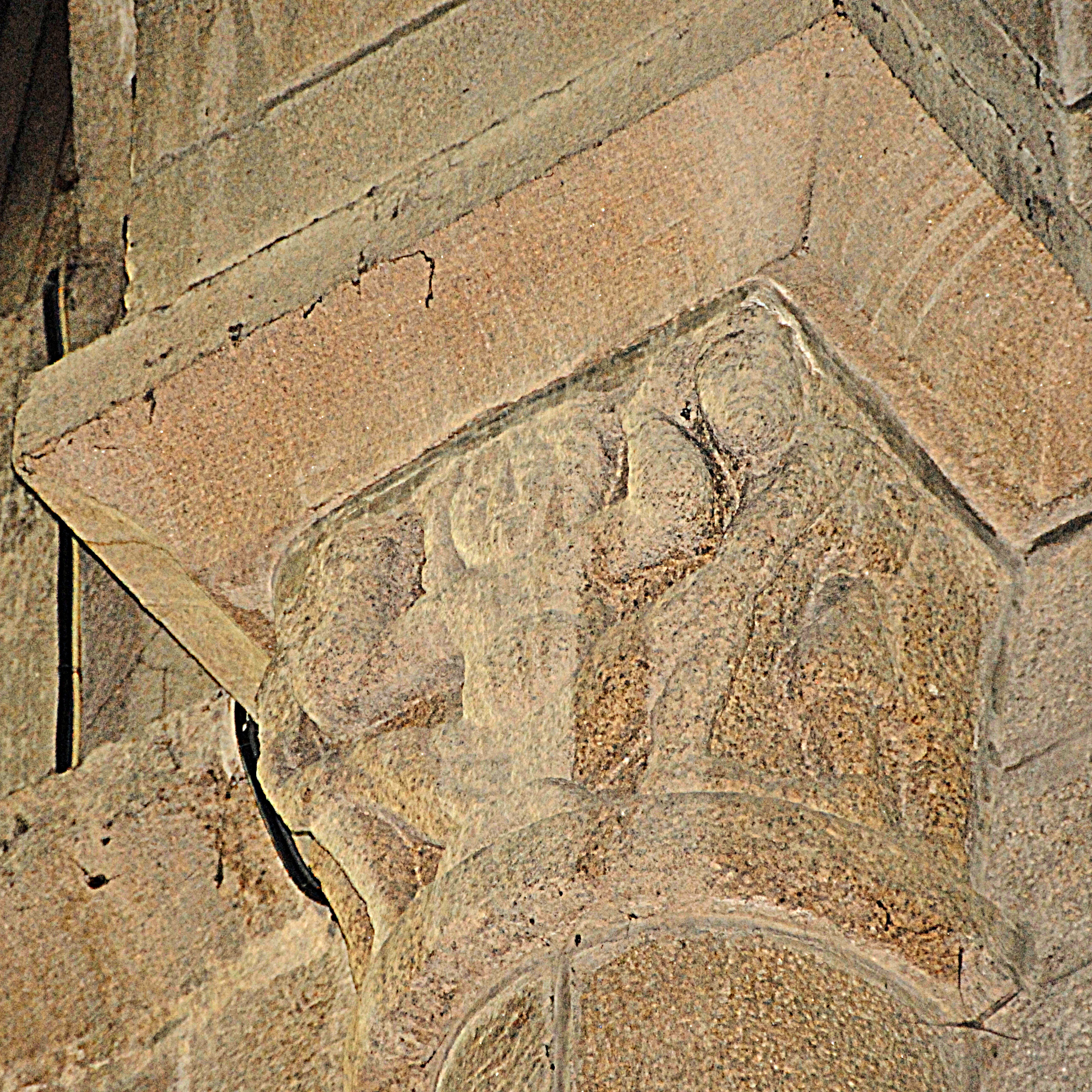
Kapitell, Atlant
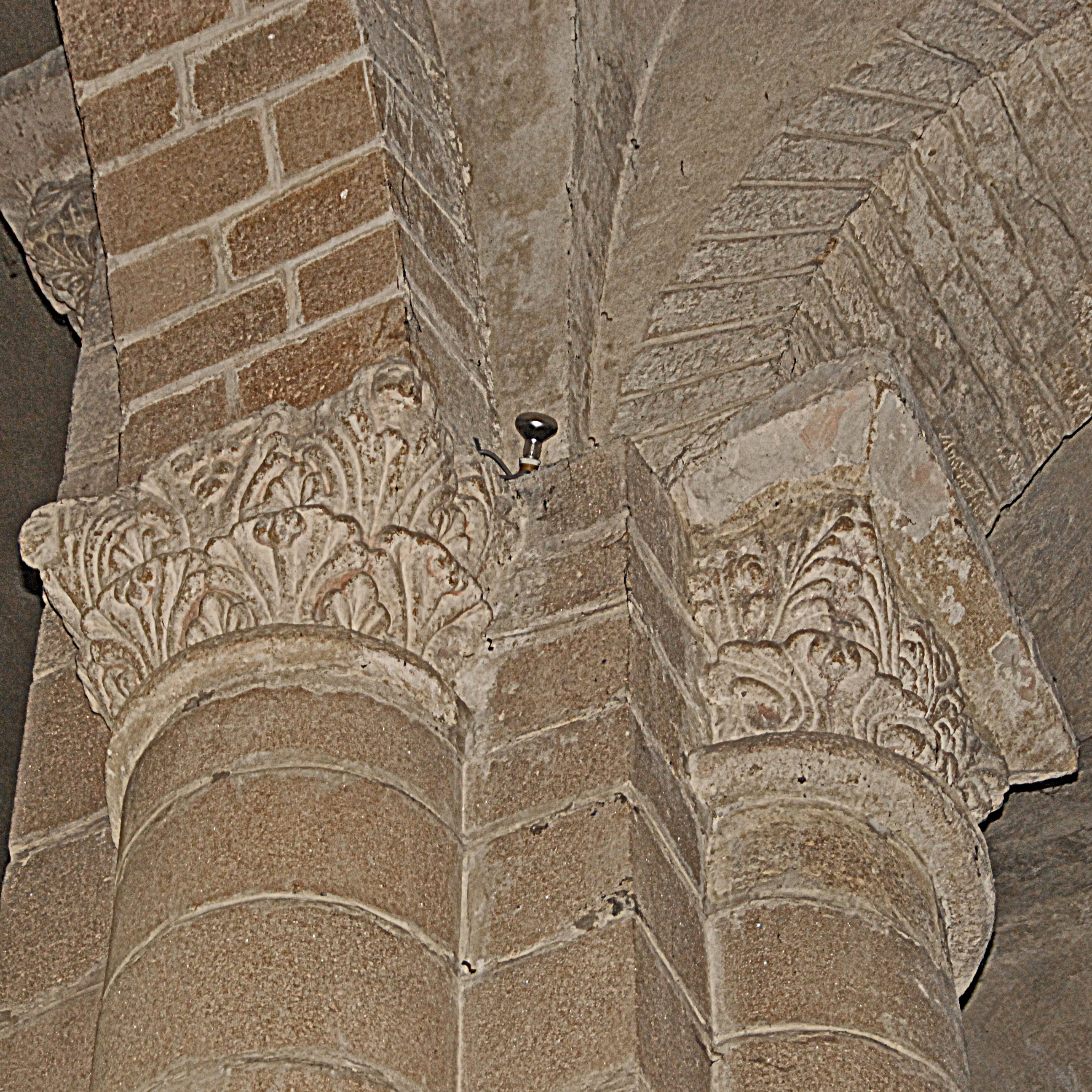
Zwei Blattkapitelle
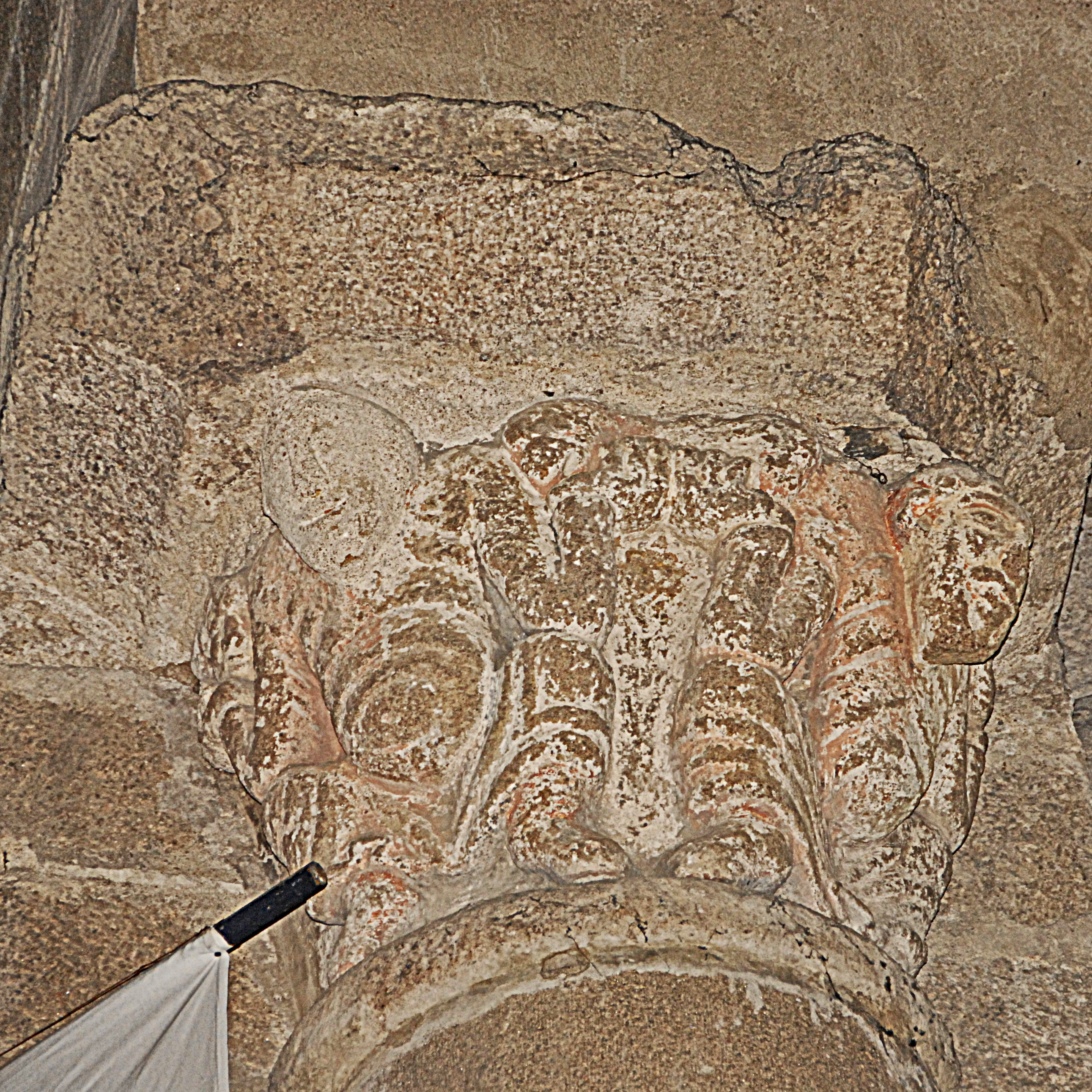
Kapitell, hockende Atlanten
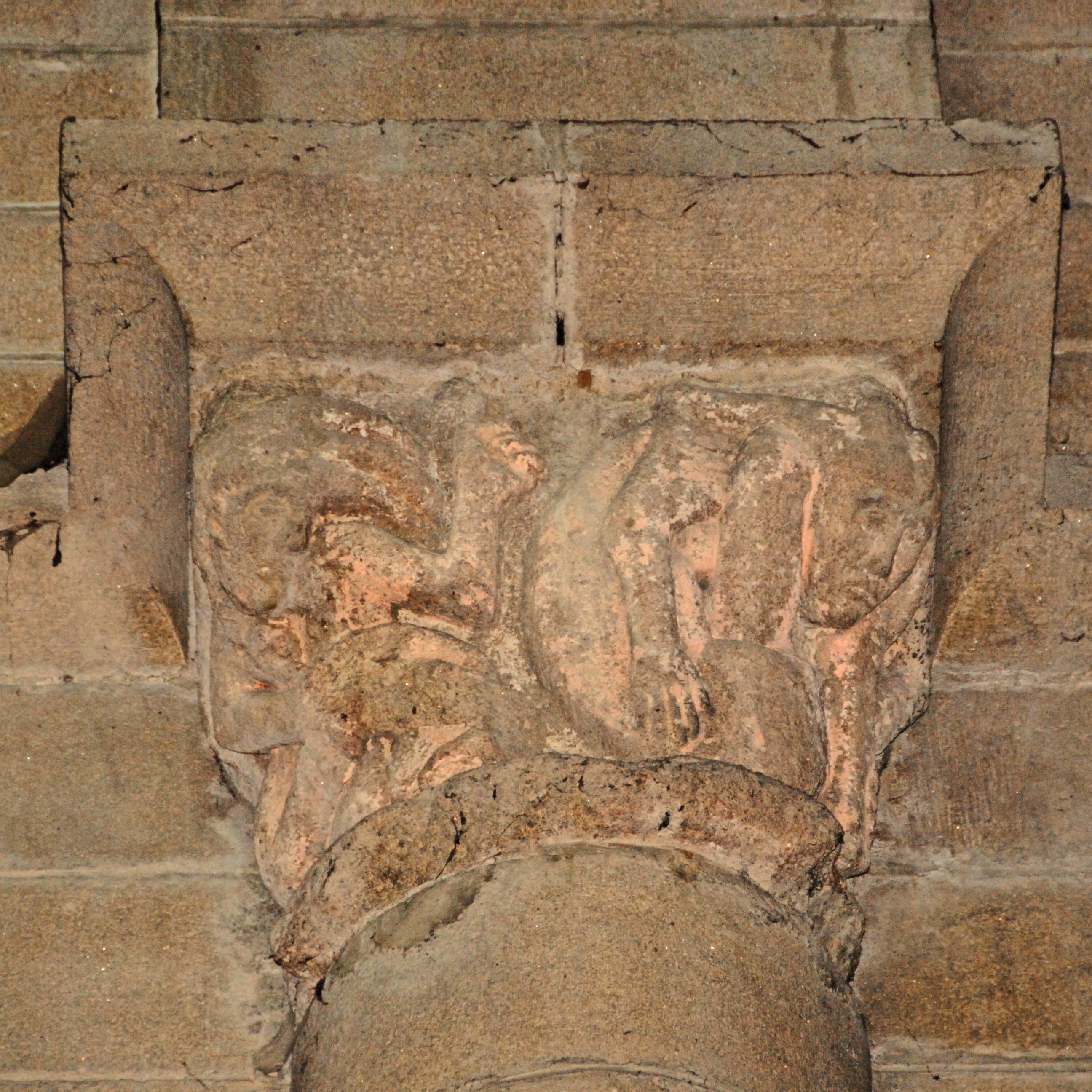
Kapitell, gebeugte Atlanten
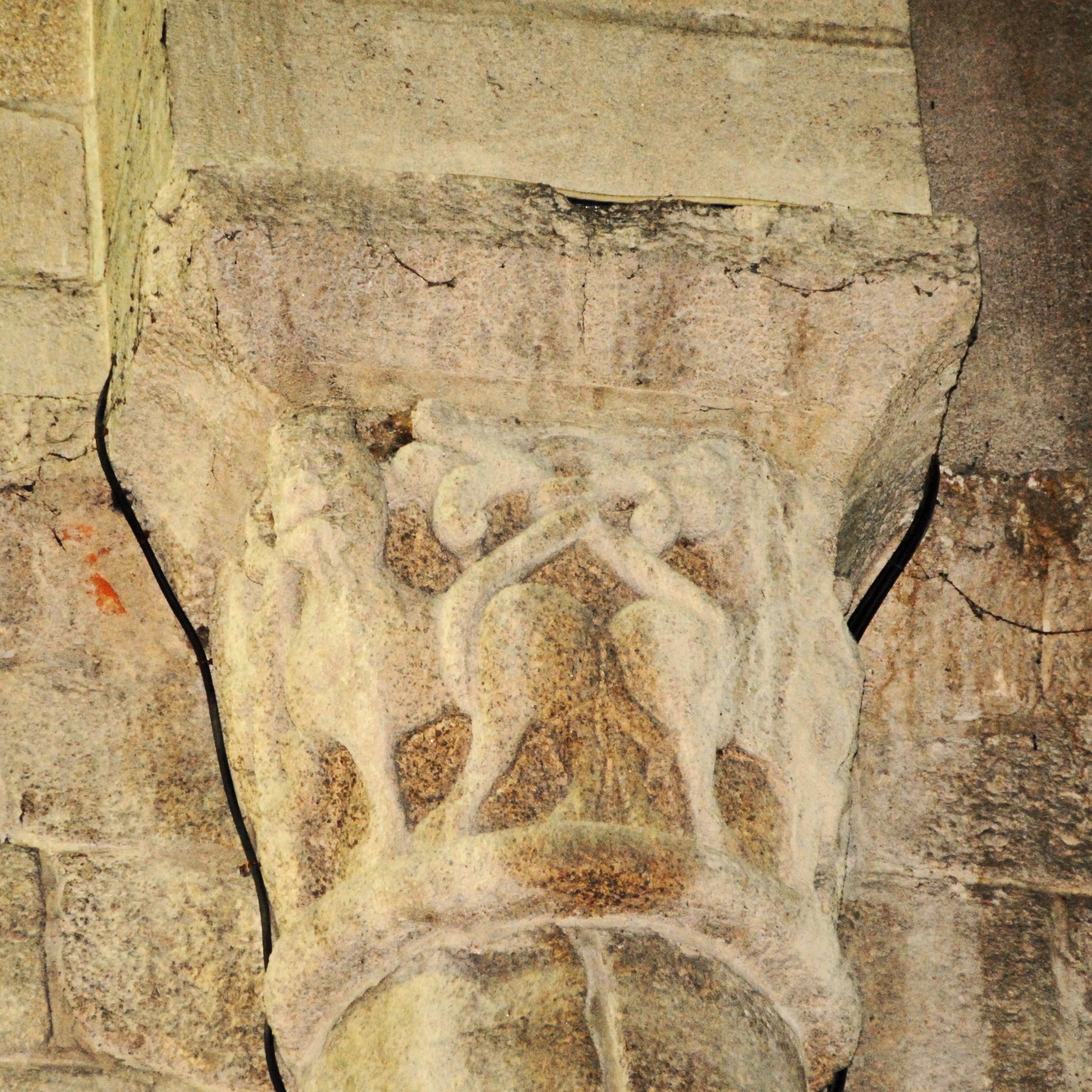
Kapitell, Vierbeiner mit gekreuzten Schweifen
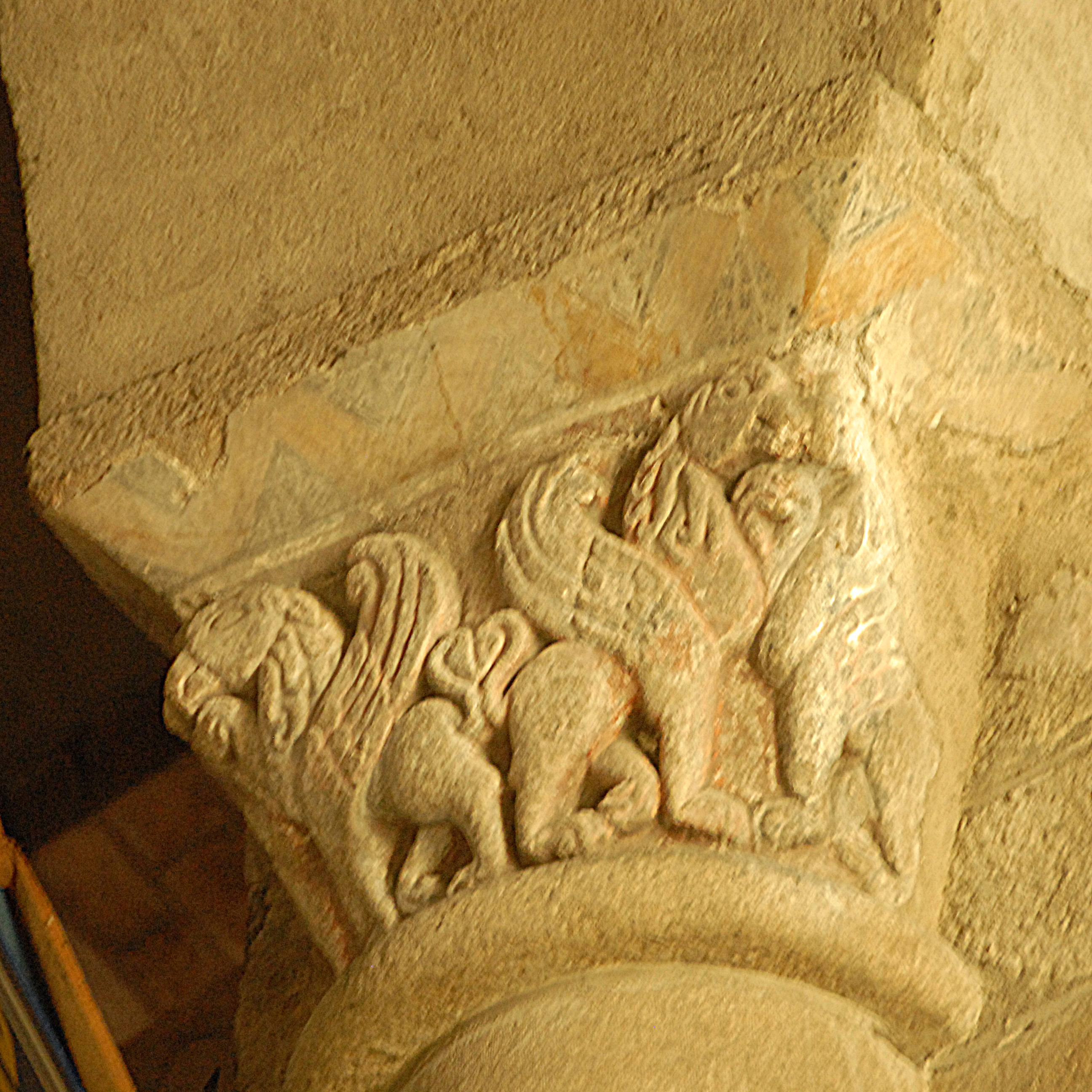
Kapitell, zwei Greife
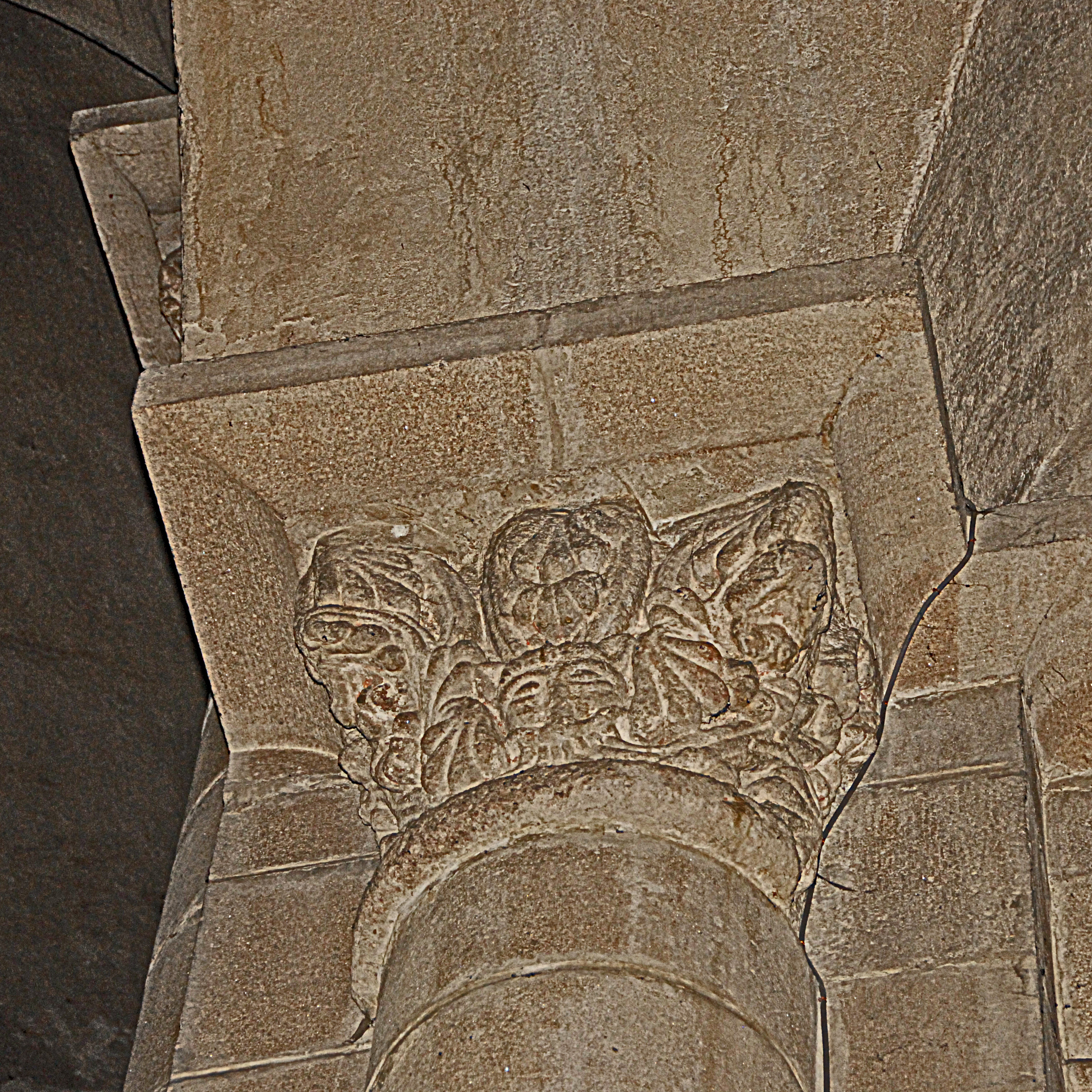
Blattkapitell